# Умершие в октябре 2024 года
Это список известных людей, соответствующих установленным критериям значимости (см. Википедия:Критерии значимости персоналий), умерших в октябре 2024 года.
Причина смерти указывается лишь в исключительных случаях (убийство, самоубийство, гибель в результате военных действий, смертная казнь, ДТП или несчастные случаи). В остальных случаях — не указывается.

## 31 октября
- Баррера Корпас, Доминго[исп.] (81) — испанский боксёр[1].
- Жуков, Олег Владимирович (87) — советский и белорусский поэт-песенник[2].
- Олумо, Чарльз[англ.] (101) — нигерийский актёр[3].
- Уаймарк, Тревор (74) — английский футболист[4].
- Хильдебрандт, Грег (85) — американский художник-иллюстратор[5].
- Шарма, Манжу[хинди] (83) — индийский биолог[6].

## 30 октября

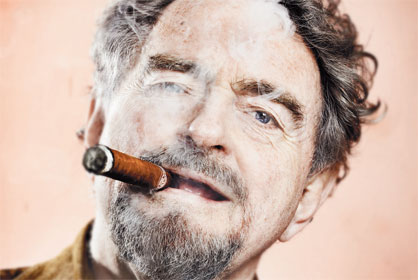
Эрик Клаусен

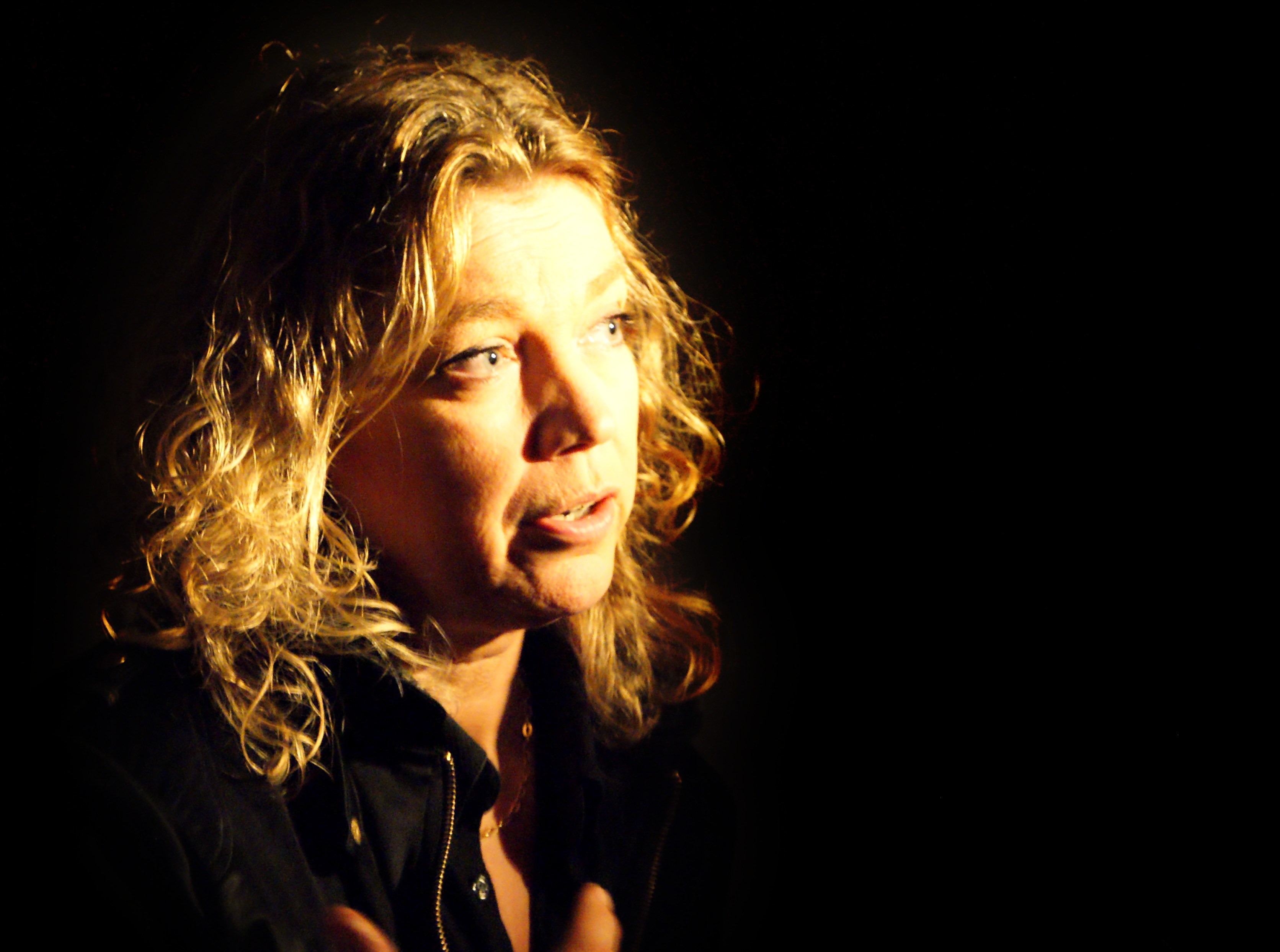
Элизабет Ольсон

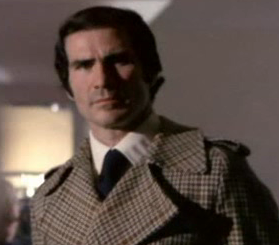
Джованни Чанфрилья

- Вайсенфельс, Карл-Йозеф[нем.] (72) — немецкий волейболист-паралимпиец, трёхкратный чемпион Паралимпийских игр (1988, 1992, 1996)[7].
- Валтинос, Танасис (91) — греческий писатель, член Афинской академии (2008)[8].
- Зазулин, Алексей Митрофанович (100) — советский и российский деятель правоохранительных органов, начальник отдела/управления по политико-воспитательной работе МВД СССР (1969—1980), начальник Высших академических курсов МВД СССР (1983—1987), генерал-майор внутренней службы[9].
- Збири, Тахар[араб.] (95) — алжирский военный деятель, начальник штаба Алжирской национальной народной армии (1964—1967), лидер провалившегося государственного переворота (1967)[10].
- Клаусен, Эрик (82) — датский актёр и режиссёр[11].
- Морейра-Лима, Артур (84) — бразильский пианист[12].
- Ольсон, Элизабет (63) — шведский фотограф, художница и театральный режиссёр[13].
- Орлов, Сергей Игоревич (71) — российский искусствовед, член-корреспондент РАХ (2012)[14].
- Сармьенто, Педро[исп.] (68) — колумбийский футболист и футбольный тренер, игрок национальной сборной[15].
- Суанов, Казбек Семёнович (78) — советский и российский актёр, заслуженный артист Российской Федерации (2011)[16].
- Чалоун, Франтишек[чеш.] (86) — чехословацкий футболист[17].
- Чанфрилья, Джованни (89) — итальянский актёр[18].
- Чо Хе Чжон[кор.] (71) — южнокорейская волейболистка, бронзовый призёр Олимпийских игр (1976)[19].
- Юсуф, Нишад  (43) — индийский киномонтажёр[20].

## 29 октября

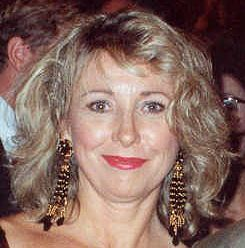
Тери Гарр

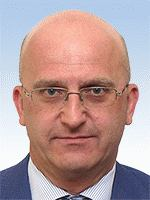
Олег Макаров

- Гарр, Тери (79) — американская актриса и певица[21].
- Джейкобс, Райда (77) — южноафриканская писательница и кинорежиссёр[22].
- Кабанов, Виктор Данилович (93) — советский и российский учёный-животновод, член-корреспондент РАСХН (1995—2014), член-корреспондент РАН (2014)[23].
- Куберский, Игорь Юрьевич (82) — советский и российский писатель, поэт, переводчик[24].
- Кэттоуз, Надя[англ.] (99) — британская актриса, певица и автор песен[25].
- Лоренци, Матильда (19) — итальянская горнолыжница; гибель на тренировке[26].
- Макаров, Олег Анатольевич (59) — украинский политический деятель, депутат Верховной рады (с 2019)[27].
- Мусугури, Дэвид[англ.] (104) — танзанийский военный деятель, командующий Вооружёнными силами (1980—1988)[28].
- Остен, Сусанна[швед.] (80) — шведский режиссёр и сценарист[29].
- Редкокашин, Владимир Николаевич (76) — казахстанский политик, сенатор (2011—2017)[30].
- Ротанов, Евгений Никитич (84) — советский и российский скульптор, заслуженный художник Российской Федерации (1997)[31].
- Юсеф, Хасан[араб. егип.] (90) — египетский актёр[32].

## 28 октября

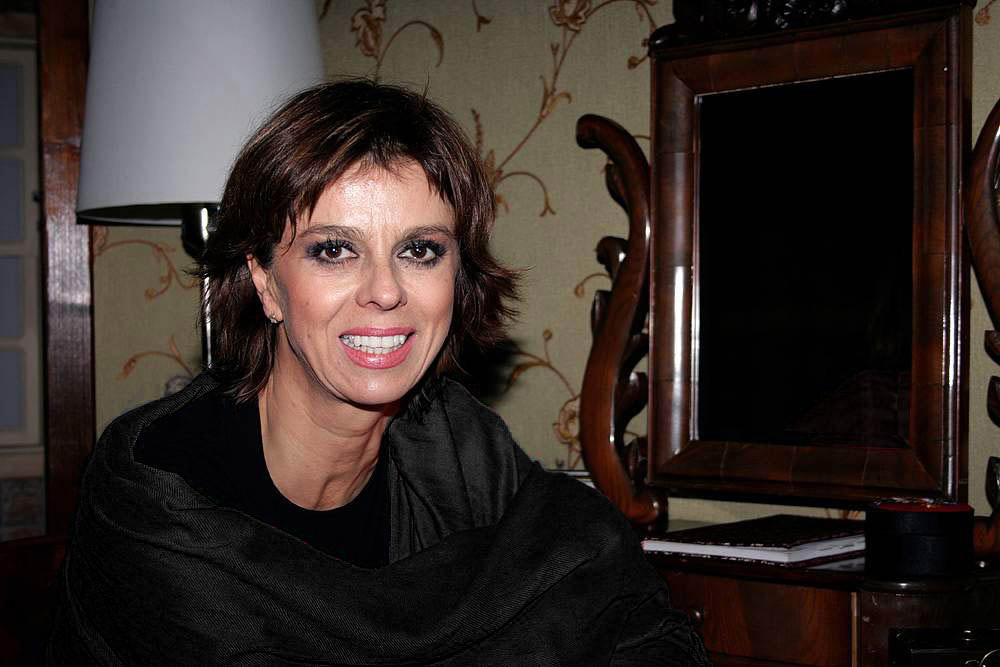
Эльжбета Зайонцувна

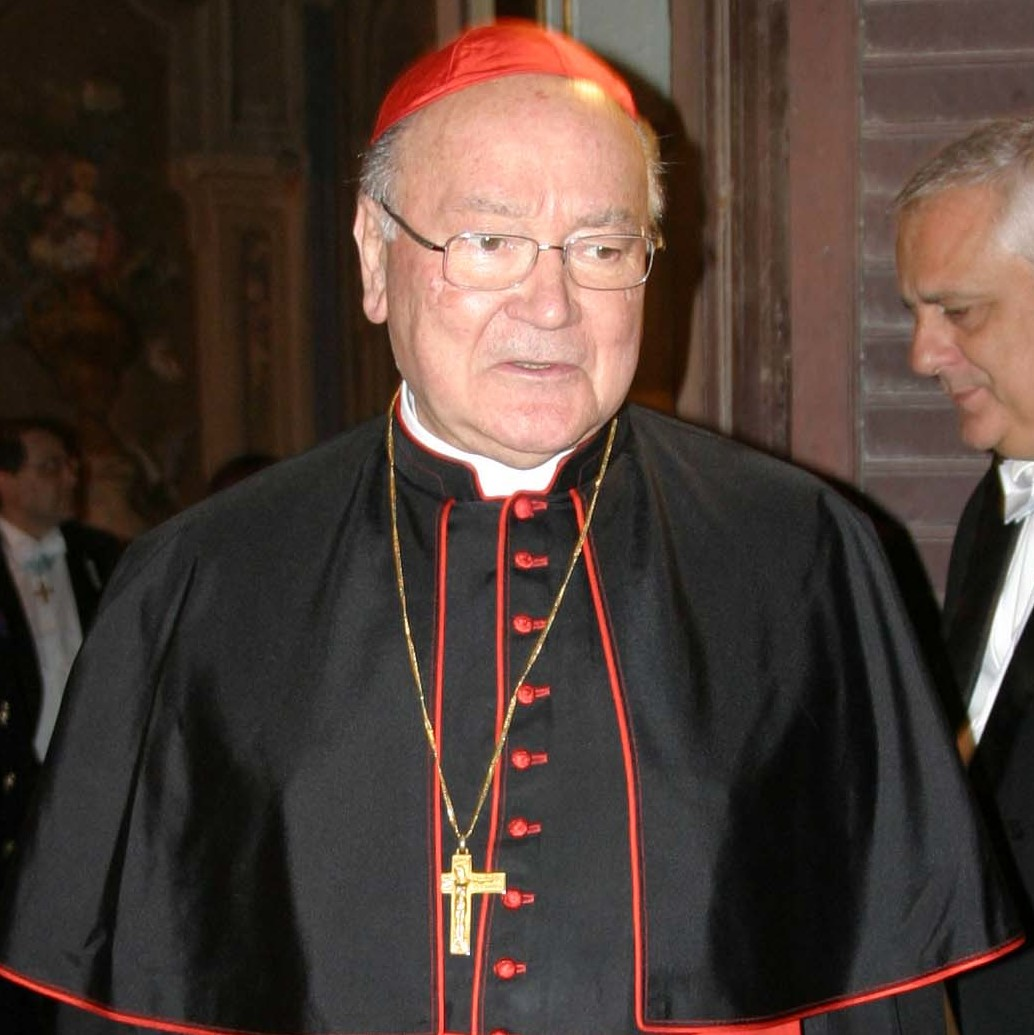
Ренато Раффаэле Мартино

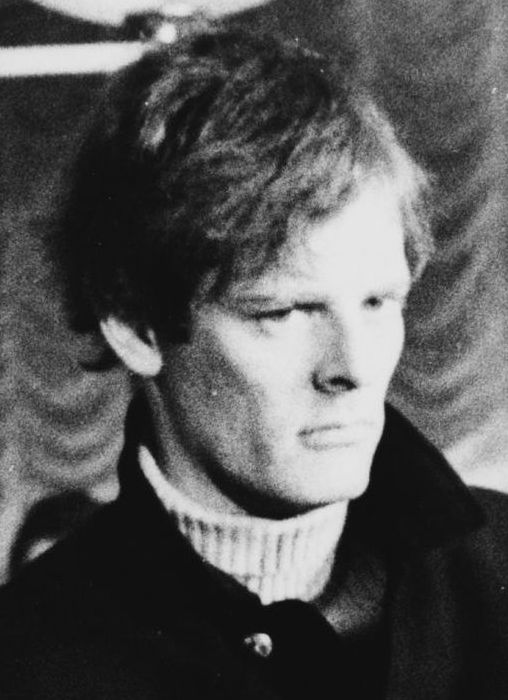
Пол Моррисси

- Габрич, Тончи (62/63) — хорватский футболист[33].
- Гриффин, Дайан (84) — американский вирусолог, член Национальной академии наук США (2004)[34].
- Зайонцувна, Эльжбета (66) — польская актриса[35].
- Иванова, Татьяна Павловна (77) — советская и российская актриса, заслуженная артистка Российской Федерации (2004)[36].
- Кампхаус, Франц (92) — немецкий католический прелат, епископ Лимбурга (1982—2007)[37].
- Камышанченко, Николай Васильевич (87) — советский и российский деятель науки, ректор БелГУ (1990—2002)[38].
- Литвин, Игорь Антонович (70) — украинский дипломат, посол в ряде стран (1997—2001)[39].
- Мартино, Ренато Раффаэле (91) — итальянский кардинал и ватиканский дипломат, постоянный наблюдатель Святого Престола при ООН (1986—2002), кардинал-протодьякон (с 2014)[40].
- Мешков, Валерий Иванович (79) — советский фигурист, четырёхкратный чемпион СССР (1961, 1962, 1964, 1966)[41].
- Моррисси, Пол (86) — американский режиссёр[42].
- Пономарёв, Валерий Михайлович (76) — советский и российский хоккеист и тренер, заслуженный тренер РСФСР[43].
- Шармахд, Джамшид (69) — ирано-немецкий диссидент, активист и предприниматель; казнён[44].

## 27 октября

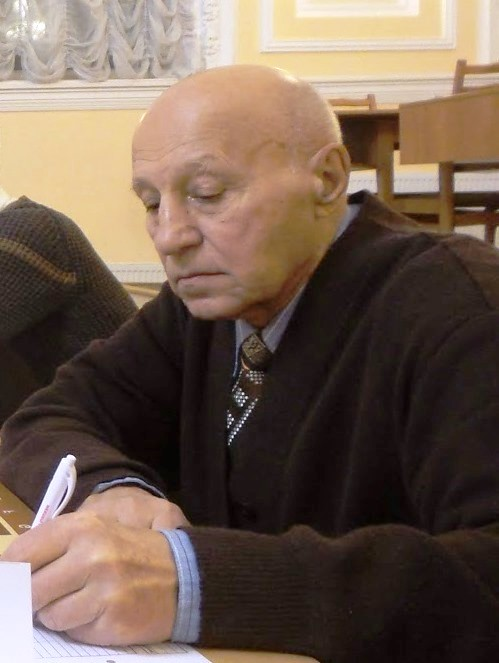
Николай Абациев

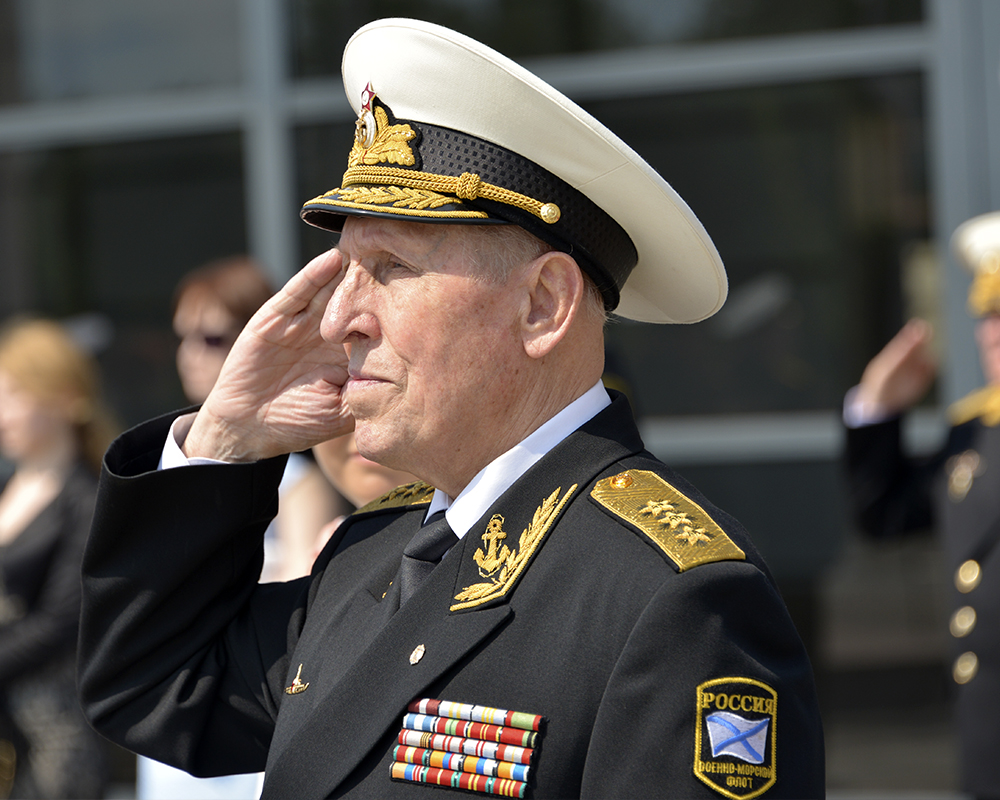
Виталий Иванов

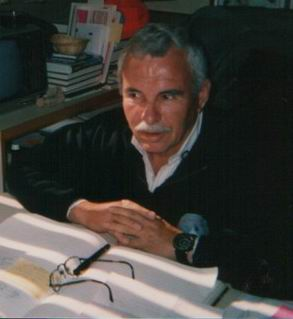
Яаков Тернер

- Абациев, Николай Васильевич (84) — советский и российский шашист[45].
- Бейли, Пол (87) — английский писатель и критик[46].
- Иванов, Виталий Павлович (89) — советский и российский военачальник, командующий Балтийским флотом (1985—1991), начальник Военно-морской академии имени Н. Г. Кузнецова (1991—1995), народный депутат СССР (1989—1991), адмирал (1987)[47].
- Новожилова, Зоя Григорьевна (81) — советский комсомольский деятель, советский и российский дипломат, посол в Швейцарии (1987—1992)[48].
- Камышанченко, Николай Васильевич (87) - советский и российский учёный, доктор физико-математических наук, с 1990 по 2002 год — ректор Белгородского государственного педагогического института имени М. С. Ольминского (с 1996 года — Белгородского государственного университета).
- Тернер, Яаков (89) — израильский военный и государственный деятель, мэр Беэр-Шевы (1998—2008)[49].
- Урье, Клод[фр.] (94) — французский политический деятель, сенатор (1983—2001)[50].

## 26 октября

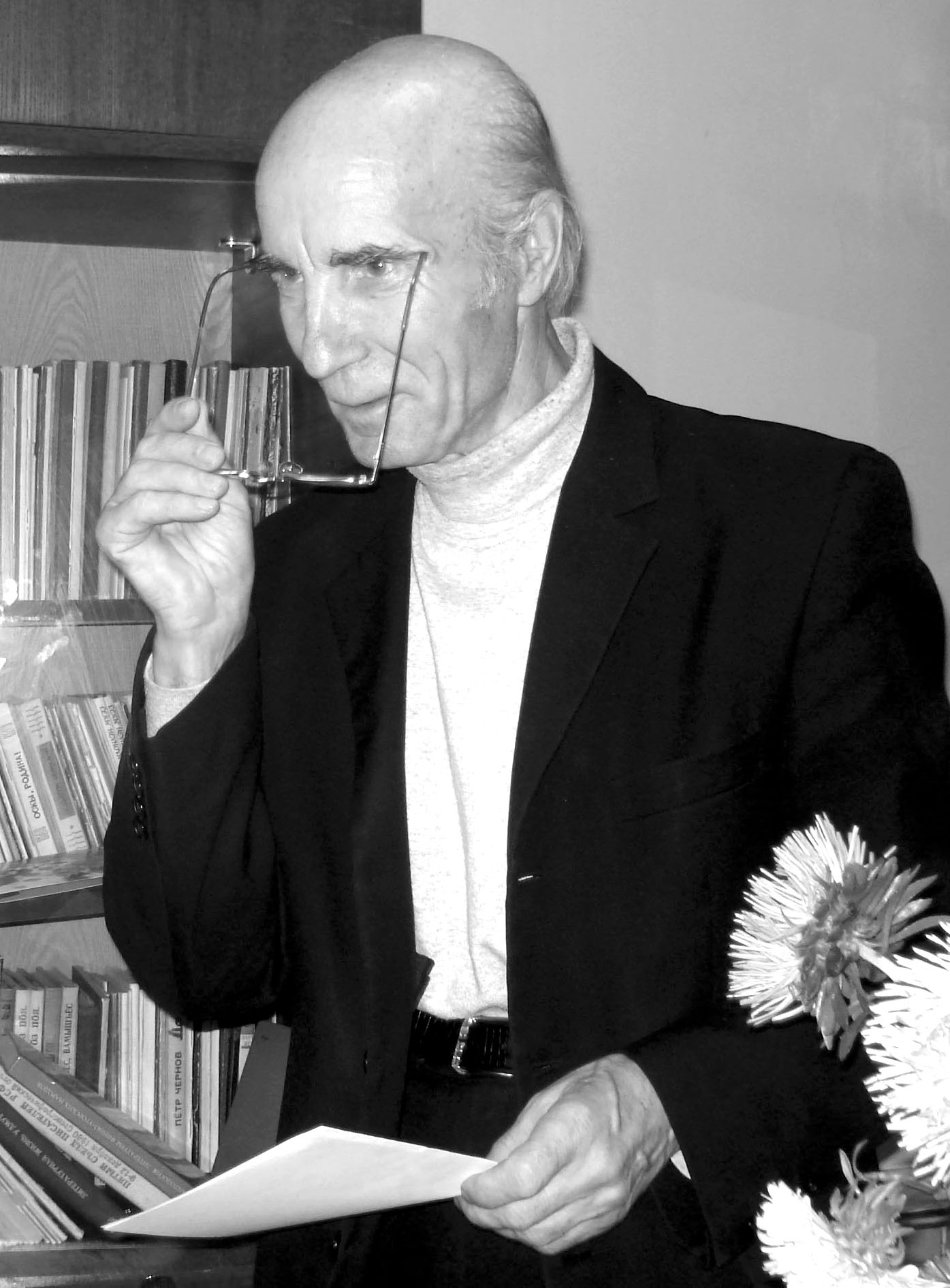
Василий Глушков

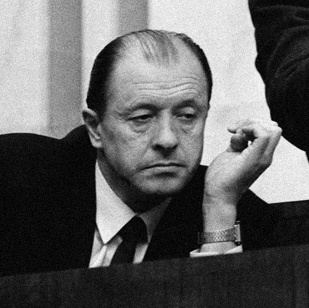
Владимир Медведев

- Глушков, Василий Николаевич (82) — советский и российский поэт, переводчик и журналист[51].
- Гулиев, Шахлар Гасанага оглы (78) — азербайджанский оперный певец, народный артист Азербайджана (2005)[52].
- Елисеенков, Олег Николаевич (66) — белорусский композитор и исполнитель, заслуженный деятель искусств Беларуси (2014)[53].
- Карелов, Владимир Александрович (85) — советский и российский актёр оперетты, заслуженный артист РСФСР[54].
- Медведев, Владимир Тимофеевич (87) — советский деятель спецслужб, генерал-майор[55].
- Триантафиллидис, Димитриос (64) — греческий переводчик, журналист, издатель, редактор[56].

## 25 октября

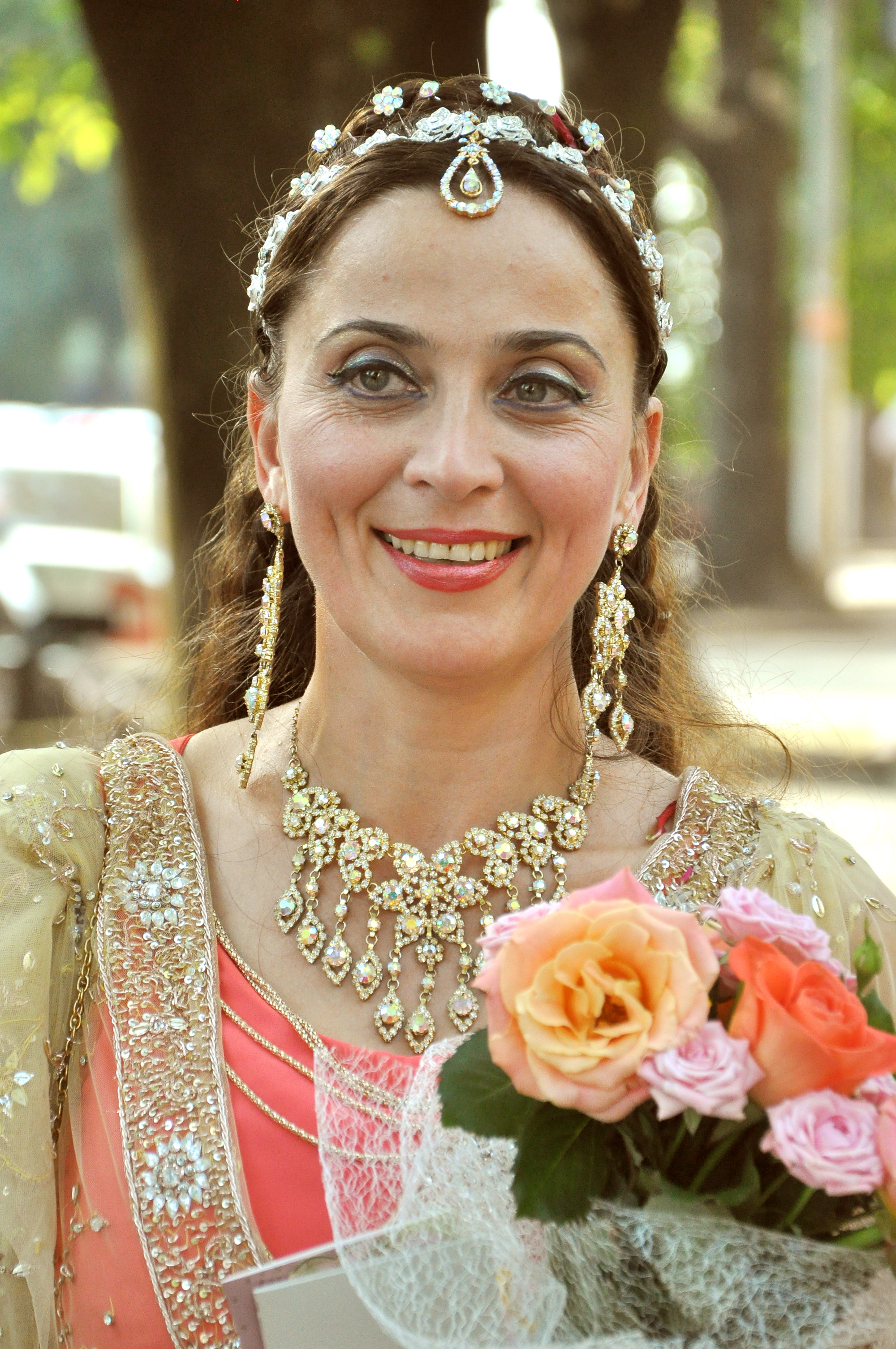
Элина Абакарова

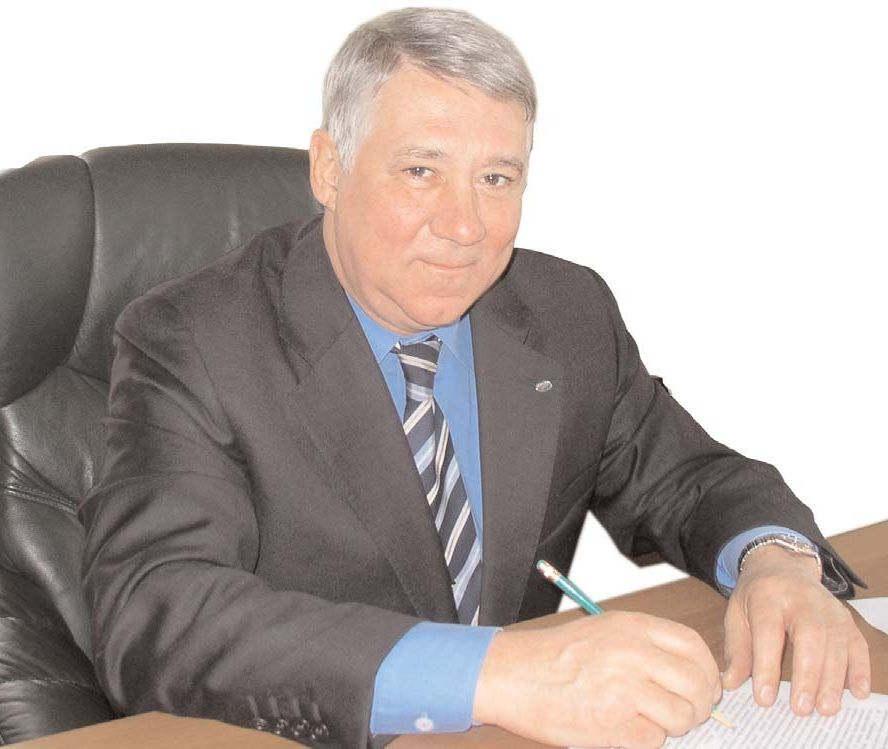
Александр Иванов

- Абакарова, Элина Магадовна (58) — украинский архитектор, художник и основатель школы индийского танца[57].
- Алмейда, Жозе Карлос де (55) — бразильский футболист, игрок национальной сборной, серебряный призёр чемпионата мира (1998)[58].
- Габю, Жан-Жак[фр.] (90) — французский журналист и писатель[59].
- Годболе, Рохини[англ.] (71) — индийский физик[60].
- Иванов, Александр Анатольевич (84) — советский и российский государственный и военный деятель, заместитель министра связи СССР (1989—1992), председатель Государственного комитета РФ по телекоммуникациям (1999), генерал-полковник[61].
- Каллаган, Томми (78) — шотландский футболист и футбольный тренер[62].
- Ким Су Ми[кор.] (75) — южнокорейская актриса[63].
- Крупей, Степан Николаевич[укр.] (73) — украинский футболист[64].
- Леш, Фил[англ.] (84) — американский музыкант, певец и автор песен, сооснователь группы Grateful Dead[65].
- Сосновский, Пётр Семёнович (65) — советский и российский дирижёр, заслуженный артист Российской Федерации (2014)[66].
- Шиманьский, Влодзимеж[пол.] (80) — польский дирижёр[67].
- Шмидт, Вальтер (87) — западногерманский футболист[68].

## 24 октября

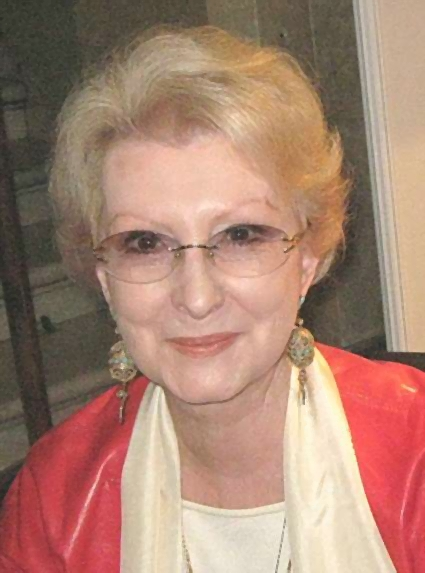
Ядвига Бараньская

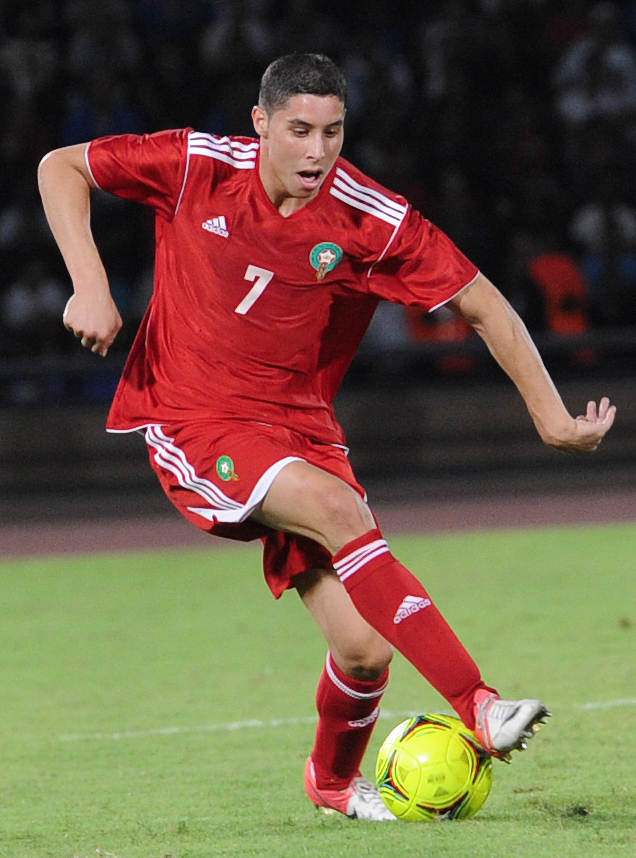
Абделазиз Баррада

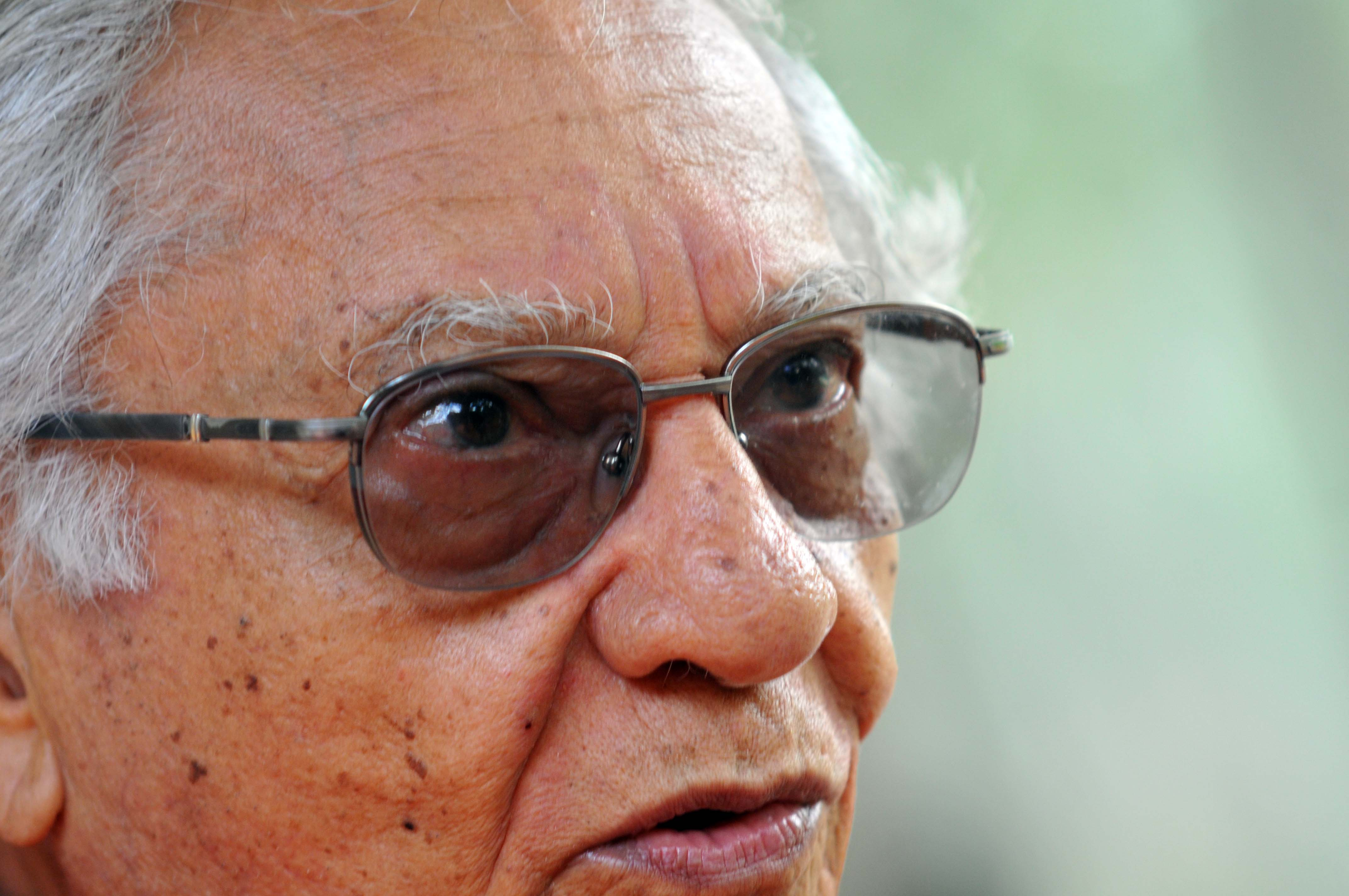
Владимир Карвалью

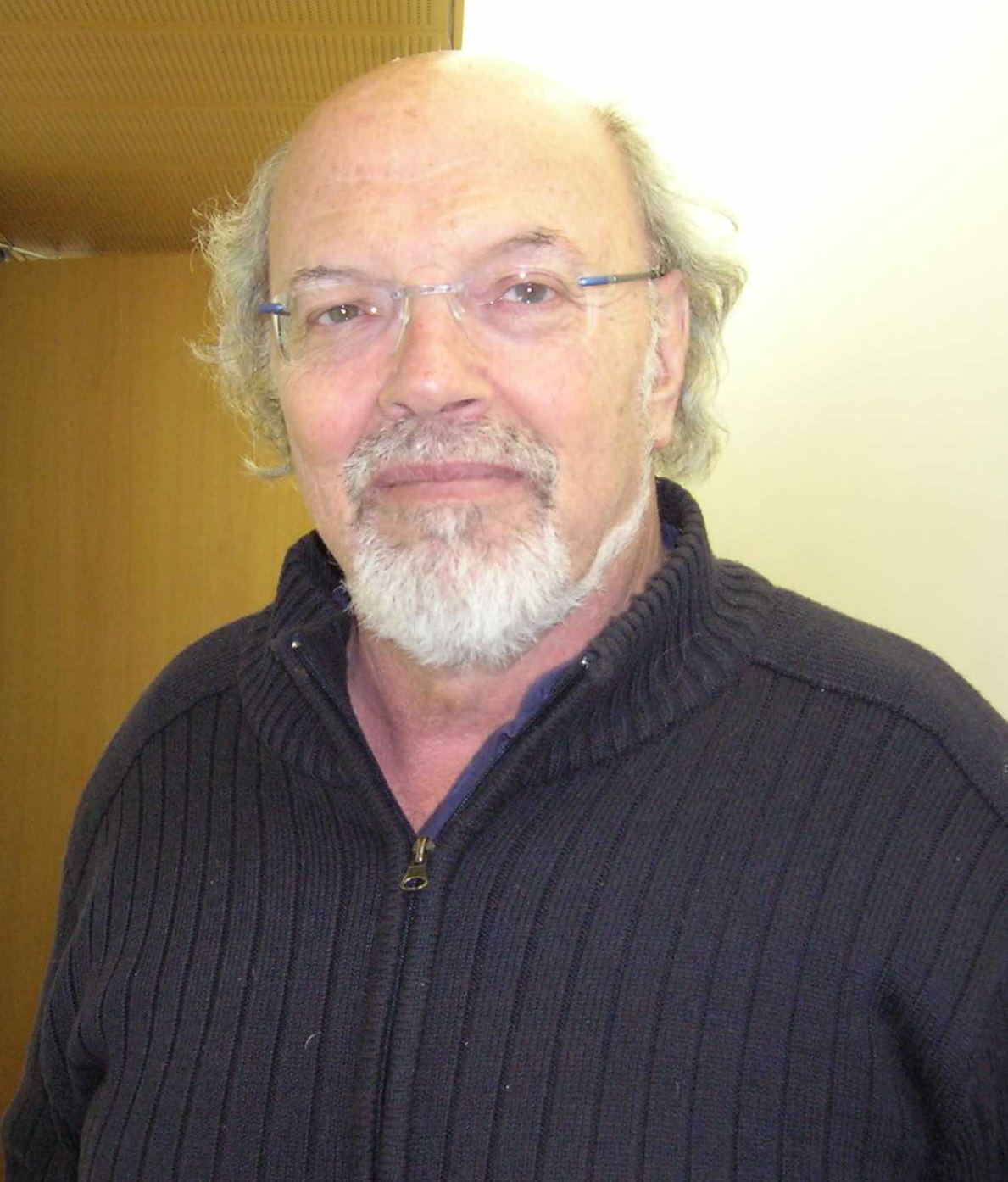
Пол Мендес-Флор

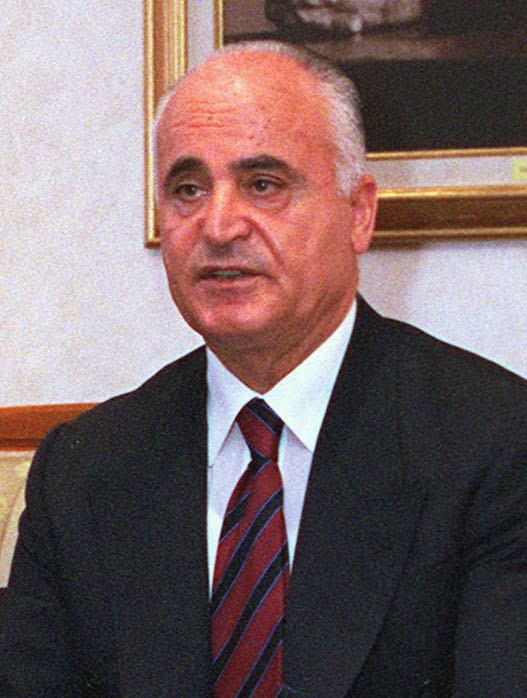
Сабахаттин Чакмакоглу

- Бараньская, Ядвига (89) — польская актриса[69].
- Баррада, Абделазиз (35) — марокканский футболист[70].
- Волкова, Татьяна Андреевна (76) — советская и российская театральная актриса, заслуженная артистка Российской Федерации (2004)[71].
- Карвалью, Владимир (89) — бразильский кинорежиссёр[72].
- Магьера, Жозеф (85) — французский футболист[73].
- Мендес-Флор, Пол (83) — американо-израильский исследователь современной еврейской мысли[74].
- Меннингер, Рой[англ.] (97) — американский психиатр[75].
- Миличевич, Томислав (84) — югославский футболист[76].
- Морозов, Константин Александрович (64) — советский и российский политический деятель, народный депутат РСФСР/РФ (1990—1993)[77].
- Москвитин, Игорь Витальевич (71) — российский кинорежиссёр, сценарист и педагог[78].
- Писманик, Матвей Григорьевич (94) — советский и российский религиовед, специалист по социологии и психологии религии[79].
- Суклати-Поати, Альфонс (83) — конголезский политик, премьер-министр (1989—1990)[80].
- Тимме, Дитер (68) — немецкий футболист и футбольный тренер[81].
- Чакмакоглу, Сабахаттин (93) — турецкий политик, министр внутренних дел (1991) и обороны (1999—2002)[82].
- Шмидт, Экхарт[нем.] (85) — немецкий кинорежиссёр, продюсер и писатель[83].

## 23 октября

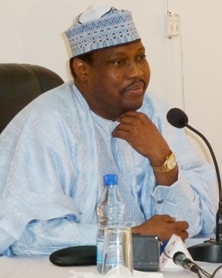
Хама Амаду

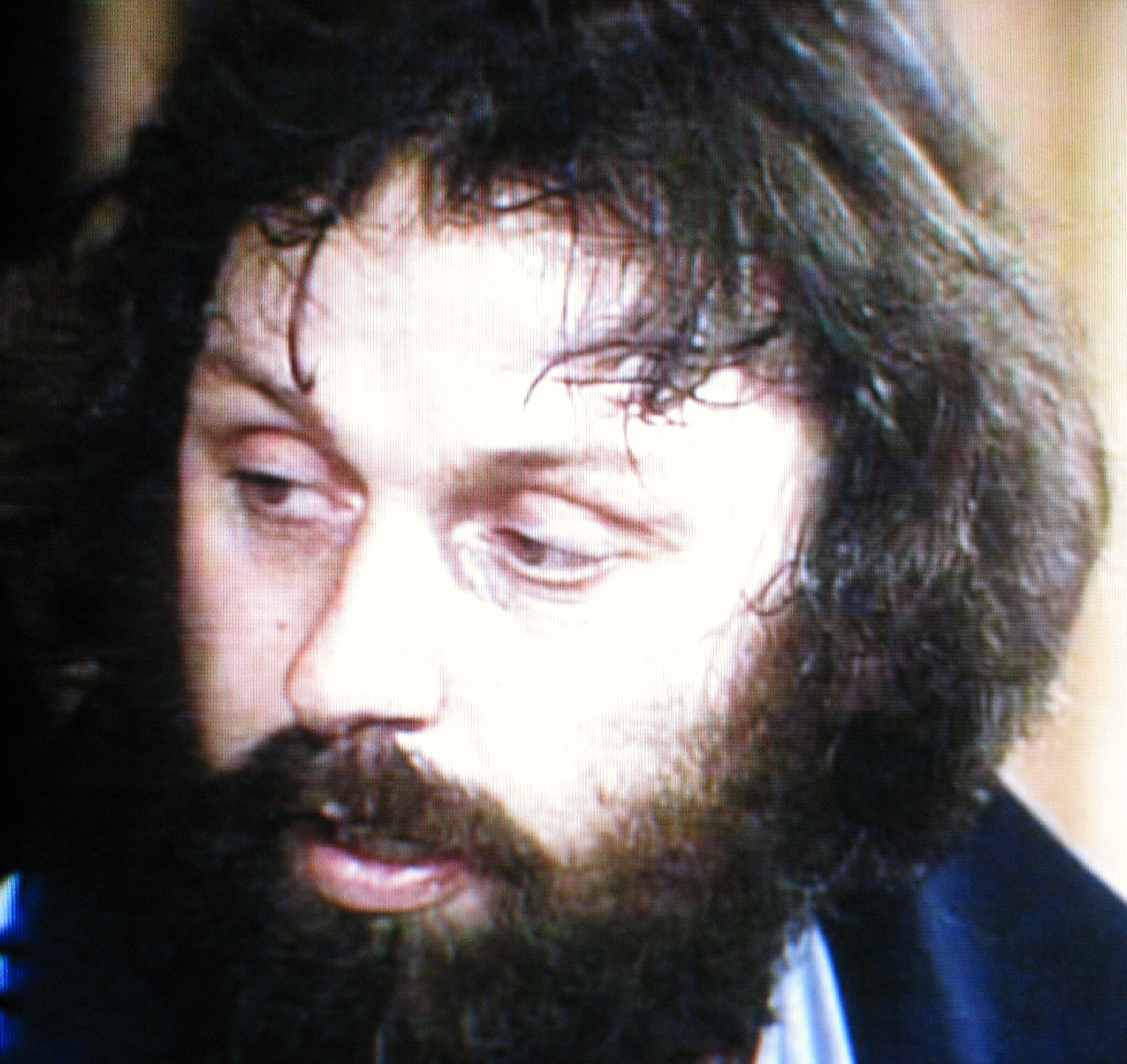
Джефф Кейпс

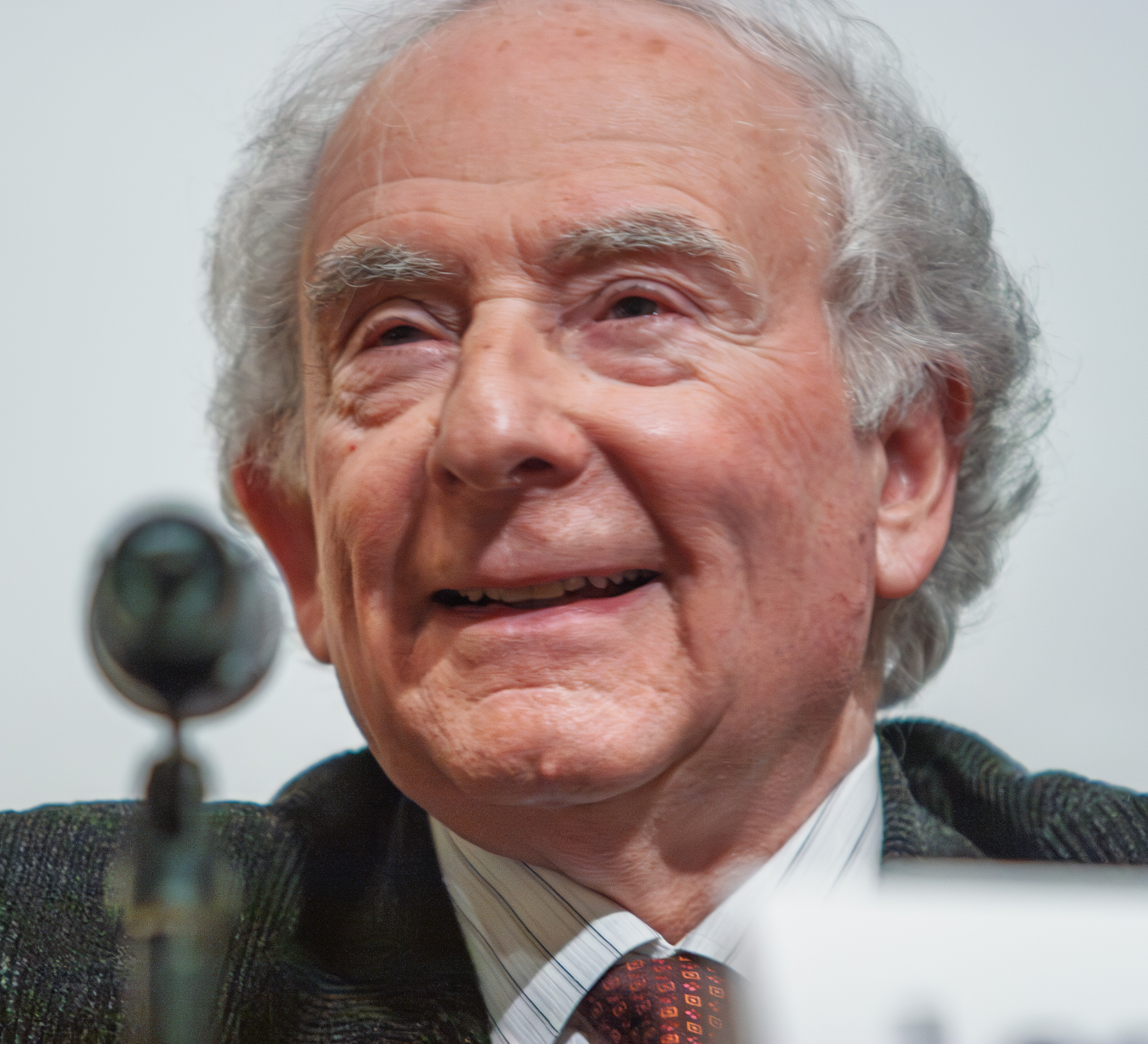
Леон Купер

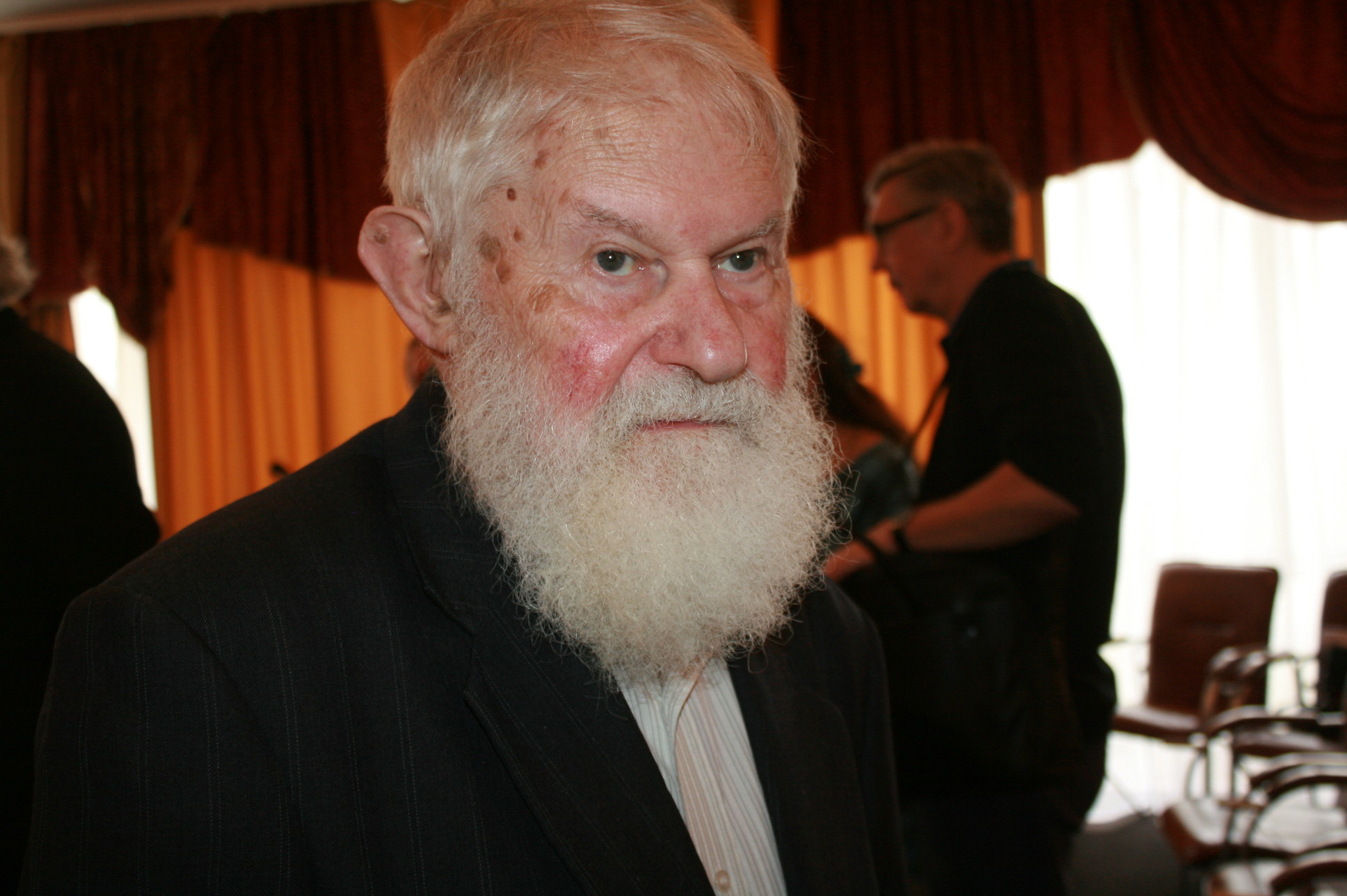
Владимир Микушевич

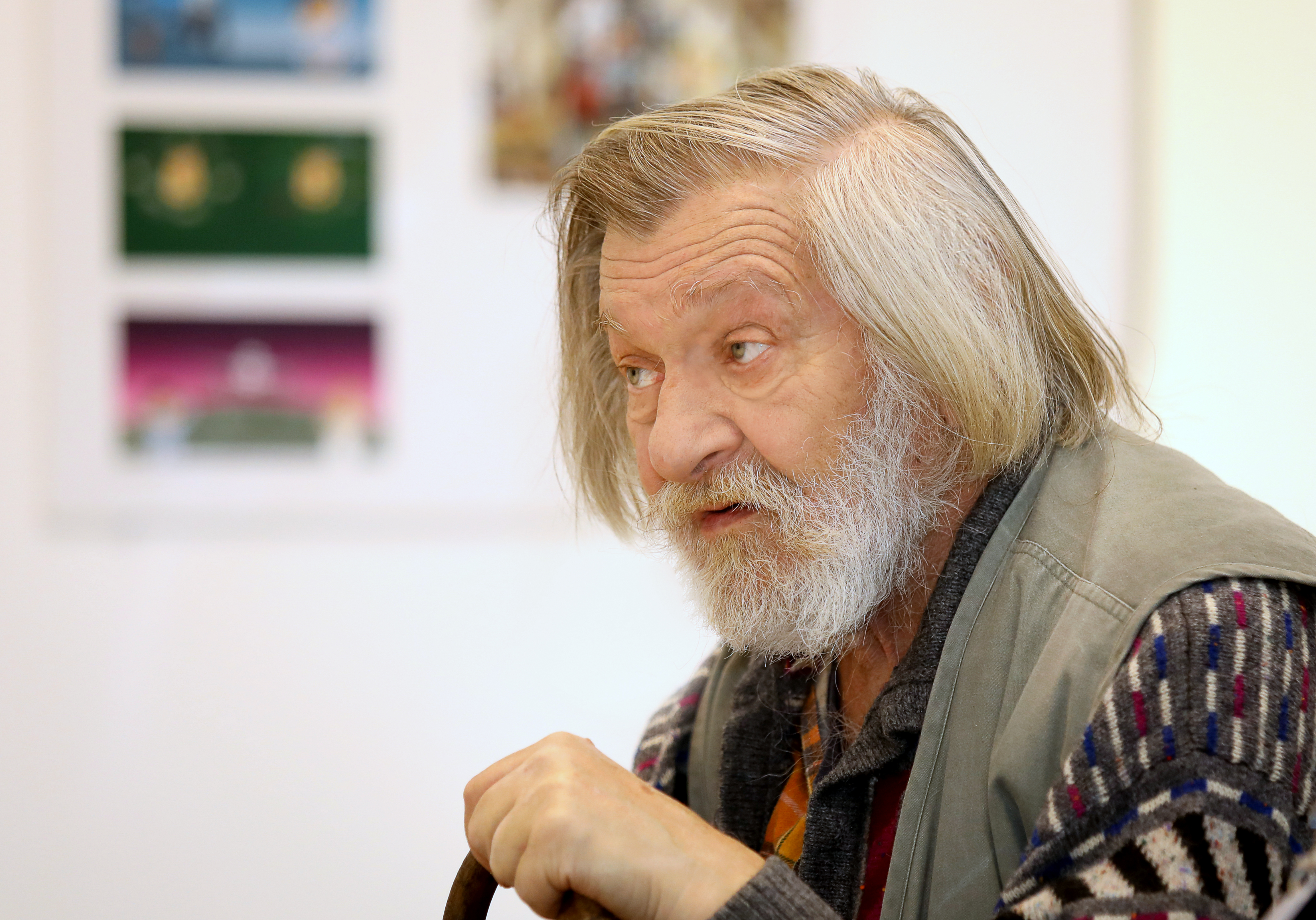
Аркадий Штыпель

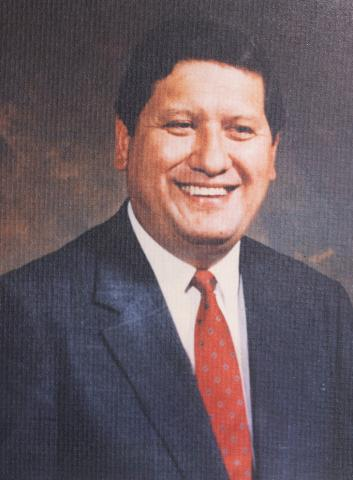
Густаво Эспина Сальгеро

- Абдуллаев, Шамшад Маджитович (66) — узбекский русскоязычный поэт, прозаик, эссеист[84].
- Амаду, Хама (73/74) — нигерский политик, премьер-министр (1995—1996, 2000—2007)[85].
- Боков, Борис Серафимович (69) — советский хоккеист[86].
- Васильев, Харальд Евгеньевич (72) — советский хоккеист и латвийский тренер, главный тренер национальной сборной (1999—2001)[87].
- Кейпс, Джефф (75) — британский толкатель ядра, бронзовый призёр чемпионата Европы (1974)[88].
- Книжников, Юрий Фирсович (95) — советский и российский учёный в области аэрокосмических методов в географических исследованиях и стереофотограмметрии, заслуженный деятель науки Российской Федерации (1994)[89].
- Князев, Евгений Иванович (82) — советский и российский актёр, театральный педагог, народный артист Российской Федерации (1993)[90].
- Купер, Леон (94) — американский физик, лауреат Нобелевской премии по физике (1972)[91].
- Лойчиков, Владислав Ильич (87) — советский и российский лётчик-испытатель, Герой Советского Союза (1982)[92][93].
- Лумпов, Владимир Ильич (76) — советский и российский государственный и муниципальный деятель, глава Самары (1997)[94].
- Микушевич, Владимир Борисович (88) — советский и российский писатель, философ и переводчик[95].
- Сисеру, Антониу[порт.] (79) — бразильский поэт и философ, лауреат премии Жабути (2013); эвтаназия[96].
- Сторк, Джо (81) — американский политический активист[97].
- Штыпель, Аркадий Моисеевич (80) — российский поэт, переводчик, критик[98].
- Эспина Сальгеро, Густаво (77) — гватемальский политик, и. о. президента (1993)[99].

## 22 октября

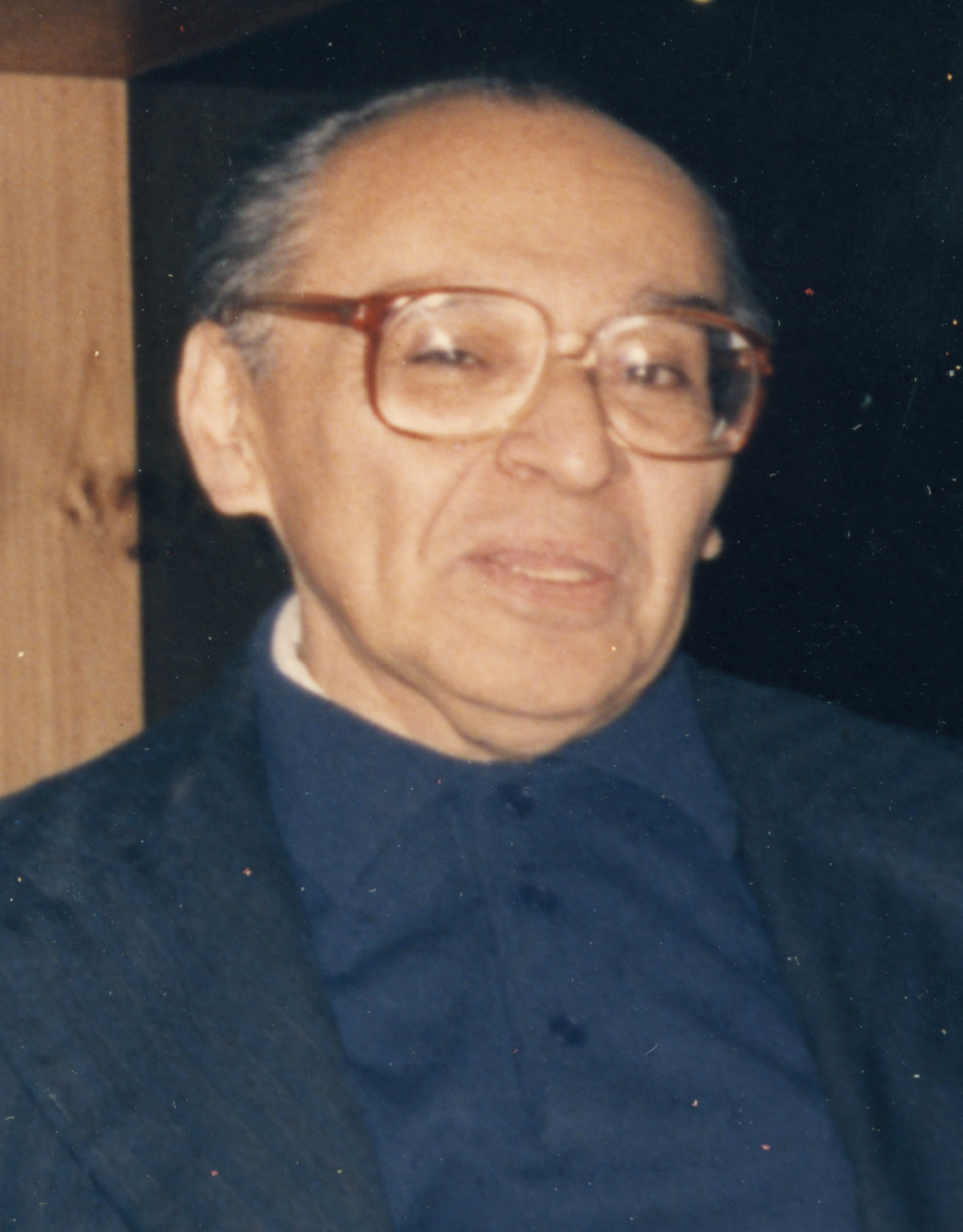
Густаво Гутьеррес

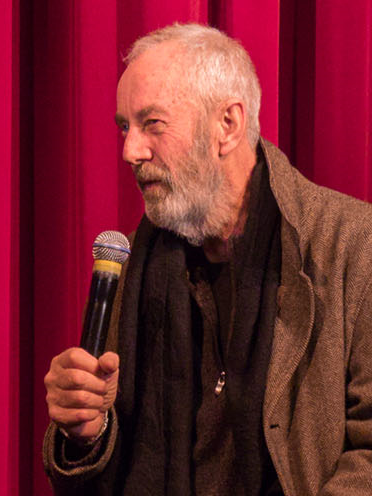
Дик Поуп

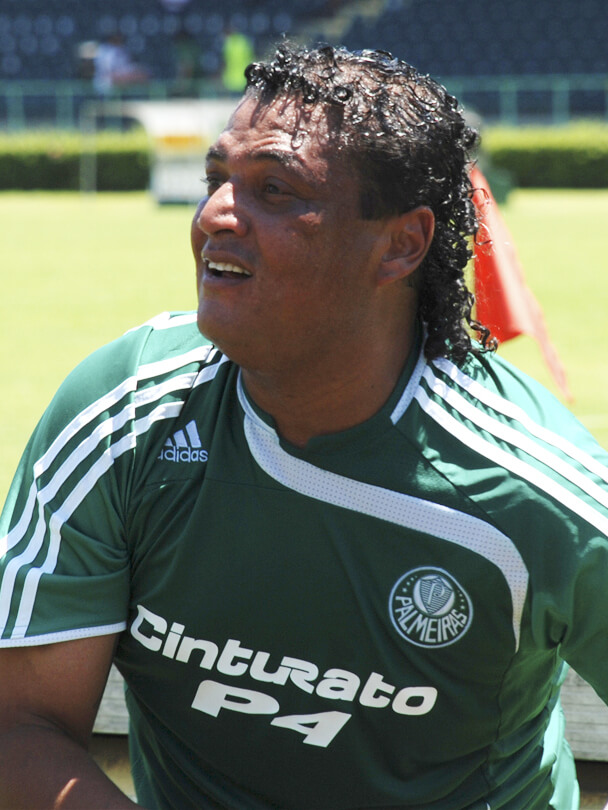
Тоньяо

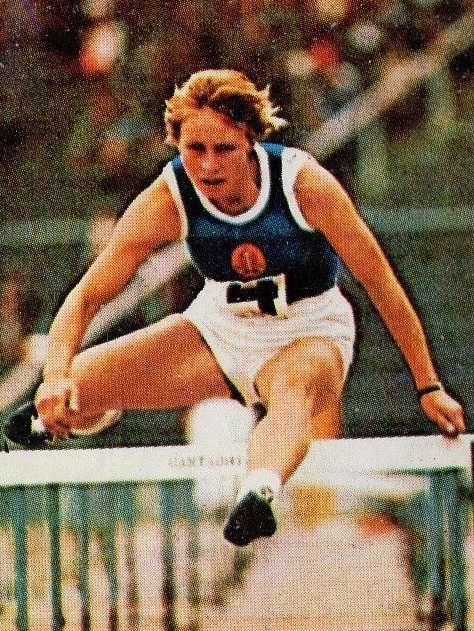
Аннели Эрхардт

- Баухшпис, Бернд (85) — восточногерманский футболист, бронзовый призёр Олимпийских игр (1964)[100].
- Гутьеррес, Густаво (96) — перуанский философ, католический богослов и доминиканский священник[101].
- Карпухин, Олег Иванович (78) — советский и российский социолог и культуролог[102].
- Мельников, Владимир Павлович (85) — советский и российский учёный в области технологий в технике, экономике и социальной сфере[103].
- Обст, Линда (74) — американский кинопродюсер и писатель[104].
- Патермуфий (Артемихин) (72) — архиерей РПСЦ, епископ Хабаровский и всего Дальнего Востока (2010—2014), епископ Иркутско-Забайкальский (с 2014)[105].
- Поуп, Дик (77) — британский киноператор и актёр[106].
- Семёнычев, Валерий Константинович (76) — советский и российский математик[107].
- Тоньяо (55) — бразильский футболист[108].
- Уиллис, Роберт[англ.] (77) — английский англиканский священник, декан Херефорда[англ.] (1992—2000) и Кентербери[англ.] (2001—2022)[109].
- Фрэнсис, Элизабет (115) — американская супердолгожительница[110]
- Хугаев, Герасим Георгиевич (78) — южноосетинский политический деятель, премьер-министр (1993—1994, 2001—2003), мэр Цхинвала (2009—2011)[111].
- Эрхардт, Аннели (74) — восточногерманская легкоатлетка (бег с барьерами), олимпийская чемпионка (1972), чемпионка Европы (1974)[112].

## 21 октября

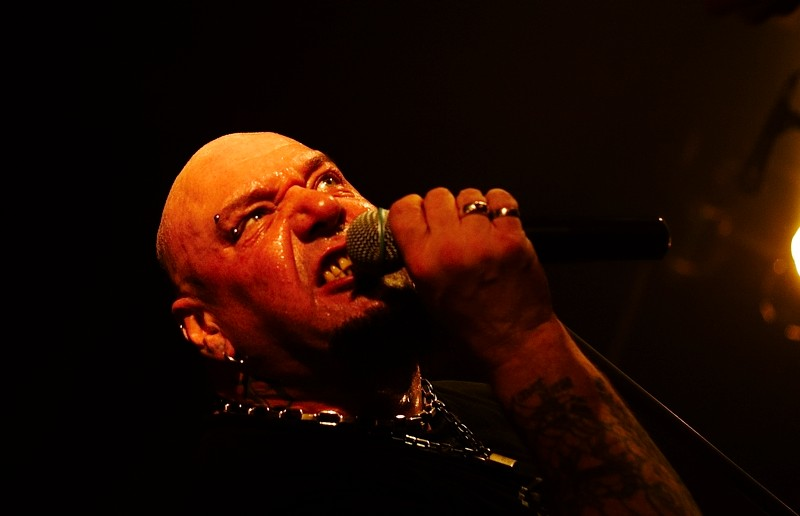
Пол Ди’Анно

- Аль-Тавиль, Абдулла[араб.] (79 или 80) — кувейтский государственный деятель, министр здравоохранения (2007—2008)[113].
- Арапов, Игорь Васильевич (96) — советский и российский художник-реставратор[114].
- Буассон, Кристин[фр.] (68) — французская актриса[115].
- Бутелези, Сбуисельве Анжела[англ.] (55) — южноафриканская политическая деятельница, принцесса народа зулу, депутат Парламента (с 2021)[116].
- Ди’Анно, Пол (66) — британский музыкант и певец, бывший вокалист группы Iron Maiden (1978—1981)[117].
- Ильин, Вадим Григорьевич (82) — советский, украинский, израильский и российский композитор[118].
- Колб, Барбара[англ.] (85) — американский композитор[119].
- Марцинковски, Петер (85) — немецкий католический прелат, епископ Алиндао (2004—2014)[120].
- Набатников, Юрий Иванович (78) — советский и российский передовик производства и партийный деятель, Герой Социалистического Труда (1981)[121].
- Хайнс, Мими[англ.] (91) — канадская актриса и певица[122].
- Хантер, Мэри Гудман[англ.] (95) — американская актриса и певица[123].

## 20 октября

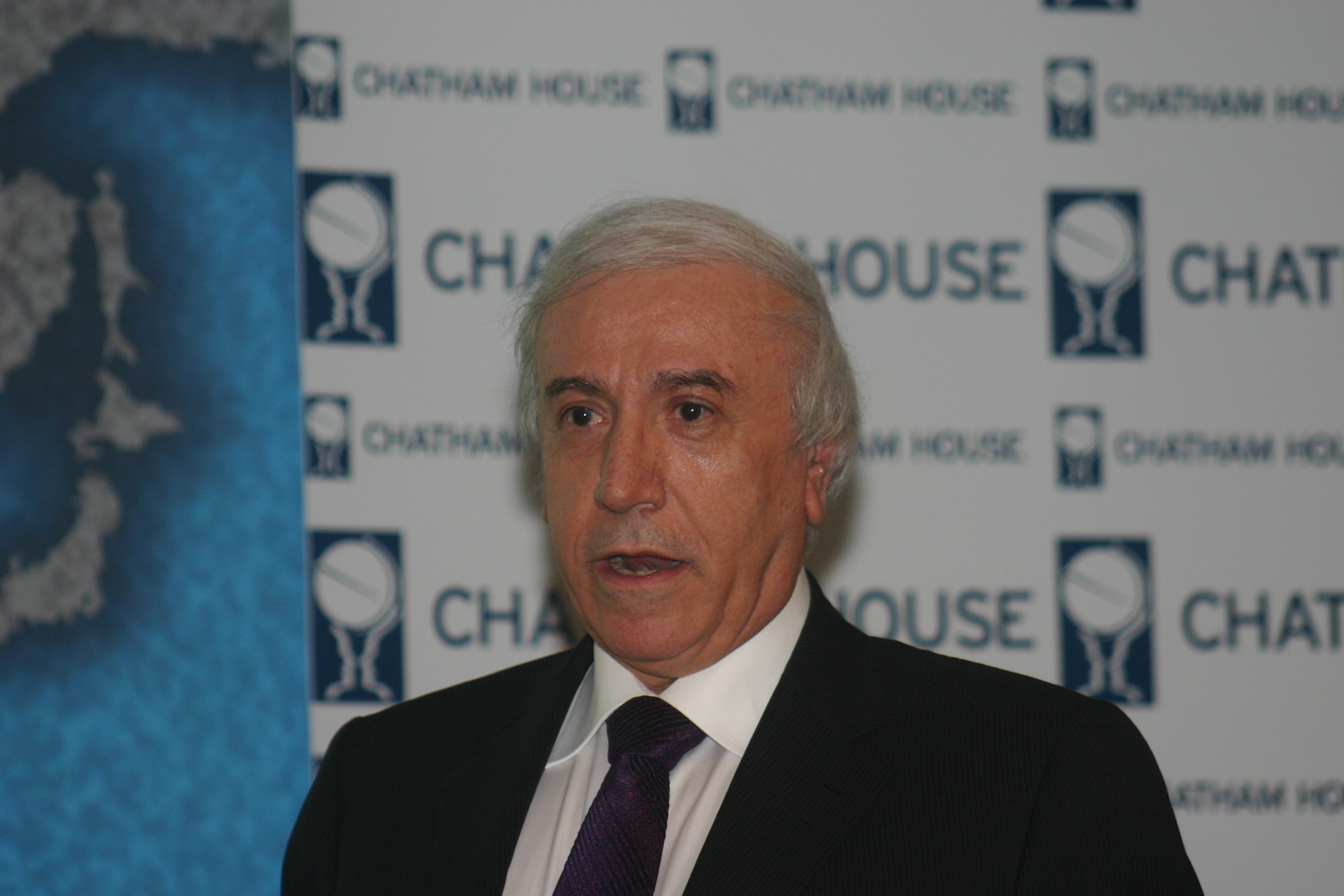
Ашти Хаврами

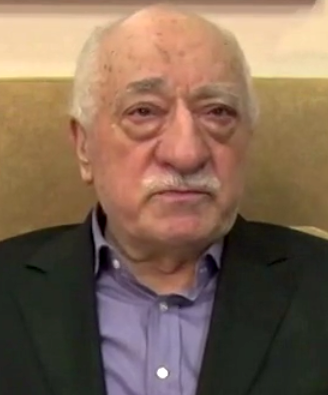
Фетхуллах Гюлен

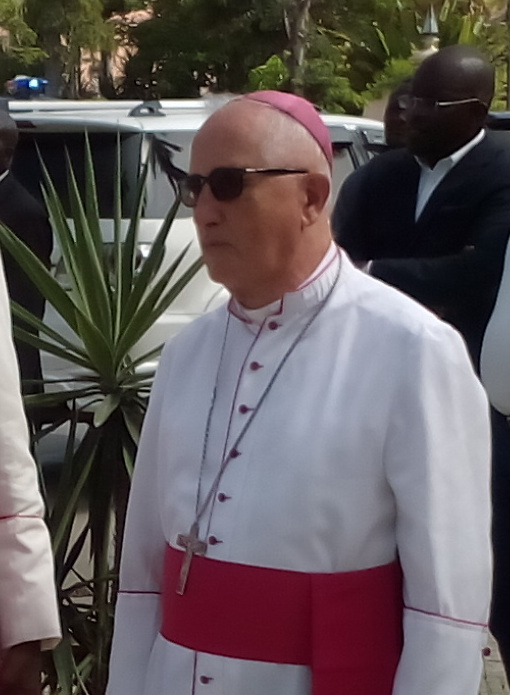
Эудженио Даль Корсо

- Ашти Хаврами (76) — политик Иракского Курдистана[124].
- Борисов, Иван Николаевич (67) — советский и российский учёный в области технологии производства цемента[125].
- Гюлен, Фетхуллах (83) — турецкий мусульманский учёный и проповедник[126].
- Даль Корсо, Эудженио (85) — ангольский кардинал, епископ Сауримо (1997—2008) и Бенгелы (2008—2018)[127].
- Джейкоб, Уолтер[англ.] (94) — американский раввин[128].
- Дойбухаа, Дондук Хертекович (79) — советский и российский камнерез, народный художник Российской Федерации (2017)[129].
- Кирсанова, Раиса Мардуховна (78) — советский и российский искусствовед; убийство[130].
- Конахер, Пит[англ.] (92) — канадский хоккеист[131].
- Крамперова, Йиндра[чеш.] (84) — чехословацкая фигуристка, участница Олимпийских игр (1956)[132].
- Маслова, Анна Васильевна (90) — советский передовик производства, депутат Верховного Совета СССР (1979—1989); ДТП[133].
- Новиков, Алексей Иванович (93) — советский и российский живописец, почётный член РАХ (2013)[134].
- Олейничак, Януш[пол.] (72) — польский пианист и актёр[135].
- Симакова, Наталия Александровна (86) — советский и российский музыковед, заслуженный деятель искусств Российской Федерации (2011)[136].
- Спасов, Радослав (81) — болгарский кинооператор и кинорежиссёр[137].
- Сысоев, Виктор Андреевич (82) — советский и российский общественный деятель, директор Тамбовского областного дворца пионеров и школьников (1971—2008), народный депутат СССР (1989—1991)[138].
- Щиров, Виктор Николаевич (70) — советский и российский футболист и футбольный тренер[139].

## 19 октября
- Абдуллахи, Амун (49) — шведско-сомалийская журналистка; убийство[140].
- Авейро, Хосе Рауль (88) — парагвайский футболист[141].
- Будяну, Делия[рум.] (75) — румынская журналистка[142].
- Вадивелу Говиндасами[англ.] (92) — малайзийский политик, председатель Сената (1992—1995)[143].
- Дионизи, Адамо[итал.] (59) — итальянский актёр[144].
- Егоршев, Андрей Анатольевич (59) — российский теле- и радиоведущий[145].
- Успенский, Николай Николаевич (78) — советский и российский дипломат, посол в Швеции (1990—1991) и в Эстонии (2006—2010)[146].

## 18 октября

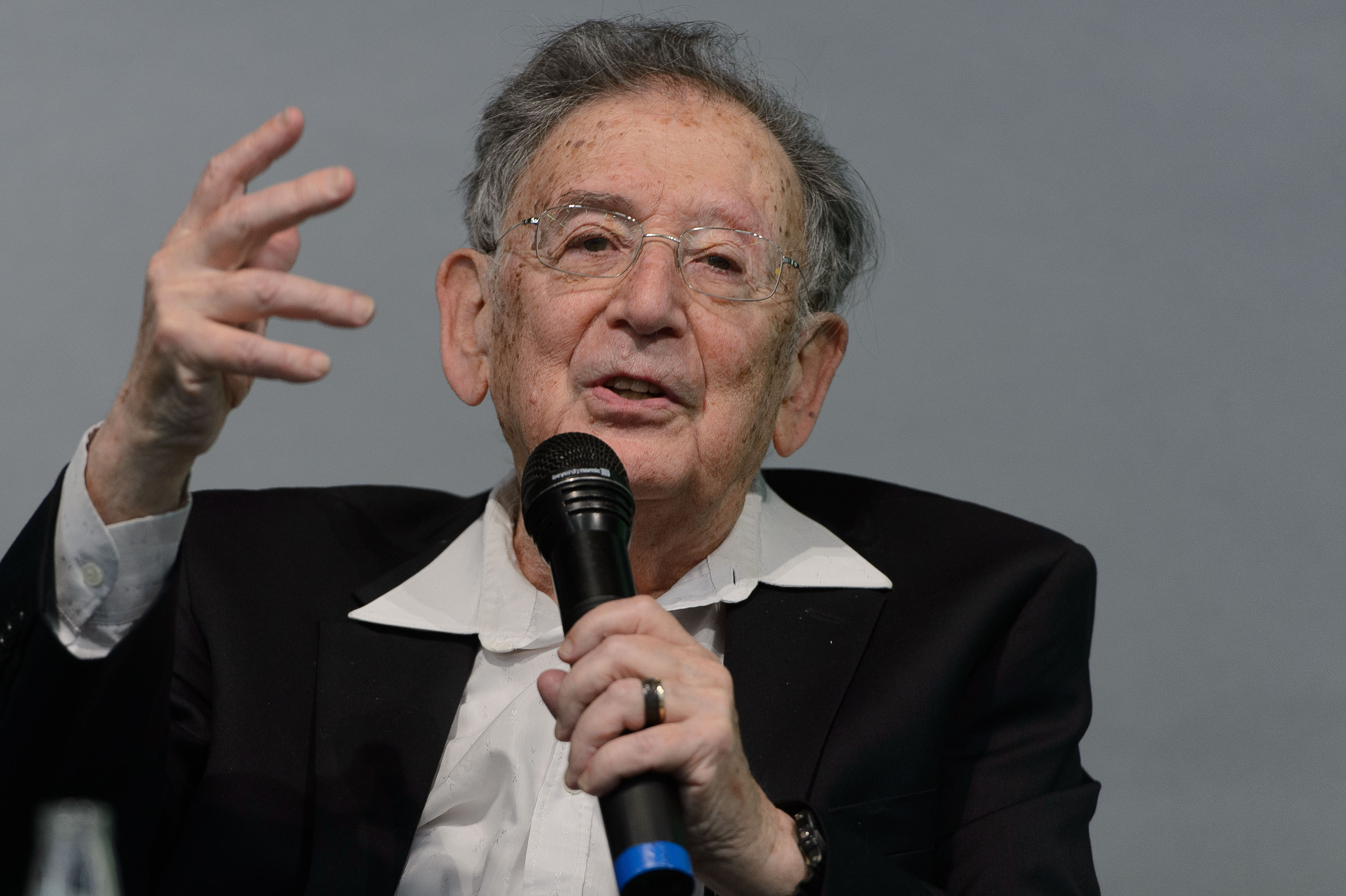
Иегуда Бауэр

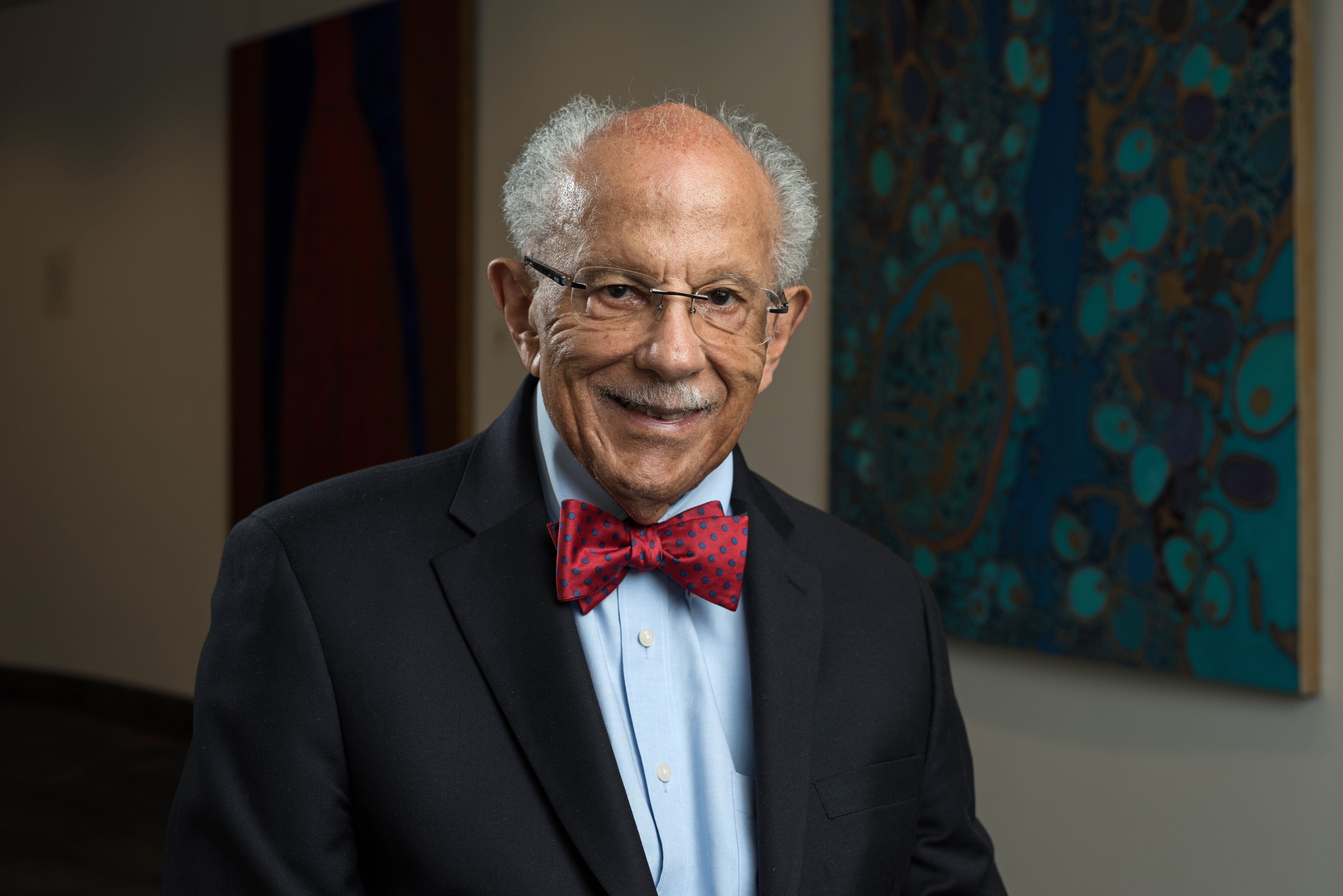
Уоррен Вашингтон

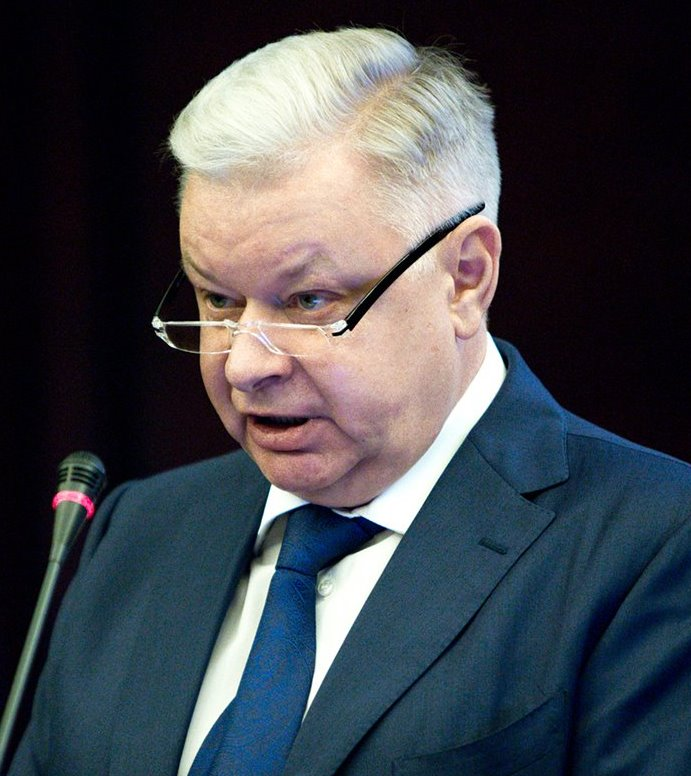
Константин Ромодановский

- Бауэр, Иегуда (98) — израильский историк, член АН Израиля (2000)[147].
- Беки, Джордж[англ.] (96) — американский инженер-робототехник, член Национальной инженерной академии (1989) (о смерти объявлено в этот день)[148].
- Боршграв, Изабель де (78) — бельгийская художница и скульптор[149].
- Вашингтон, Уоррен (88) — американский метеоролог[150].
- Гонсалес Гарсия, Хинес[исп.] (79) — аргентинский врач, политик и дипломат, министр здравоохранения (2002—2007, 2017—2021), посол в Чили (2007—2015)[151].
- Гридин, Анатолий Васильевич (94) — советский артист балета и балетмейстер, заслуженный артист РСФСР (1981)[152].
- Мдладлана, Шеферд[англ.] (72) — южноафриканский политический деятель, министр труда (1998—2010)[153].
- Нолан, Рик[англ.] (80) — американский предприниматель и политик, член Палаты представителей (1975—1981, 2013—2019)[154].
- Опоре, Зебедео Джон[англ.] (77) — кенийский политический деятель, депутат Национальной ассамблеи (1997—2007)[155].
- Писсис, Стелиос (48) — кипрский певец и композитор[156].
- Редфорд, Дональд (90) — канадский египтолог и археолог[157].
- Рокежоффр, Мишель[фр.] (90) — французский генерал[158].
- Ромодановский, Константин Олегович (67) — российский государственный деятель, руководитель Федеральной миграционной службы (2005—2016), генерал-полковник милиции (2007)[159].
- Солодухо, Натан Моисеевич (72) — советский и российский философ[160].
- Таранов, Валерий Фёдорович (71) — советский и российский тренер по лёгкой атлетике, заслуженный тренер России (2007)[161].
- Шевченко, Валерий Николаевич (84) — советский и российский математик[162].

## 17 октября

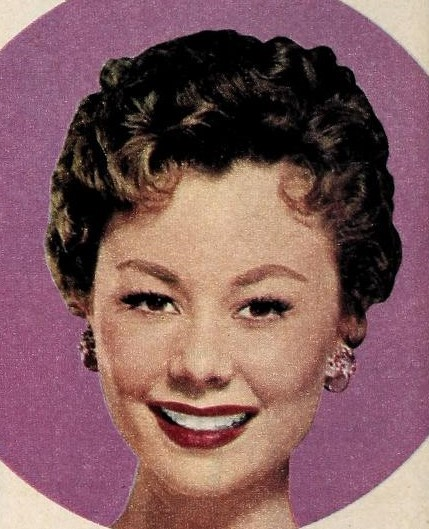
Митци Гейнор

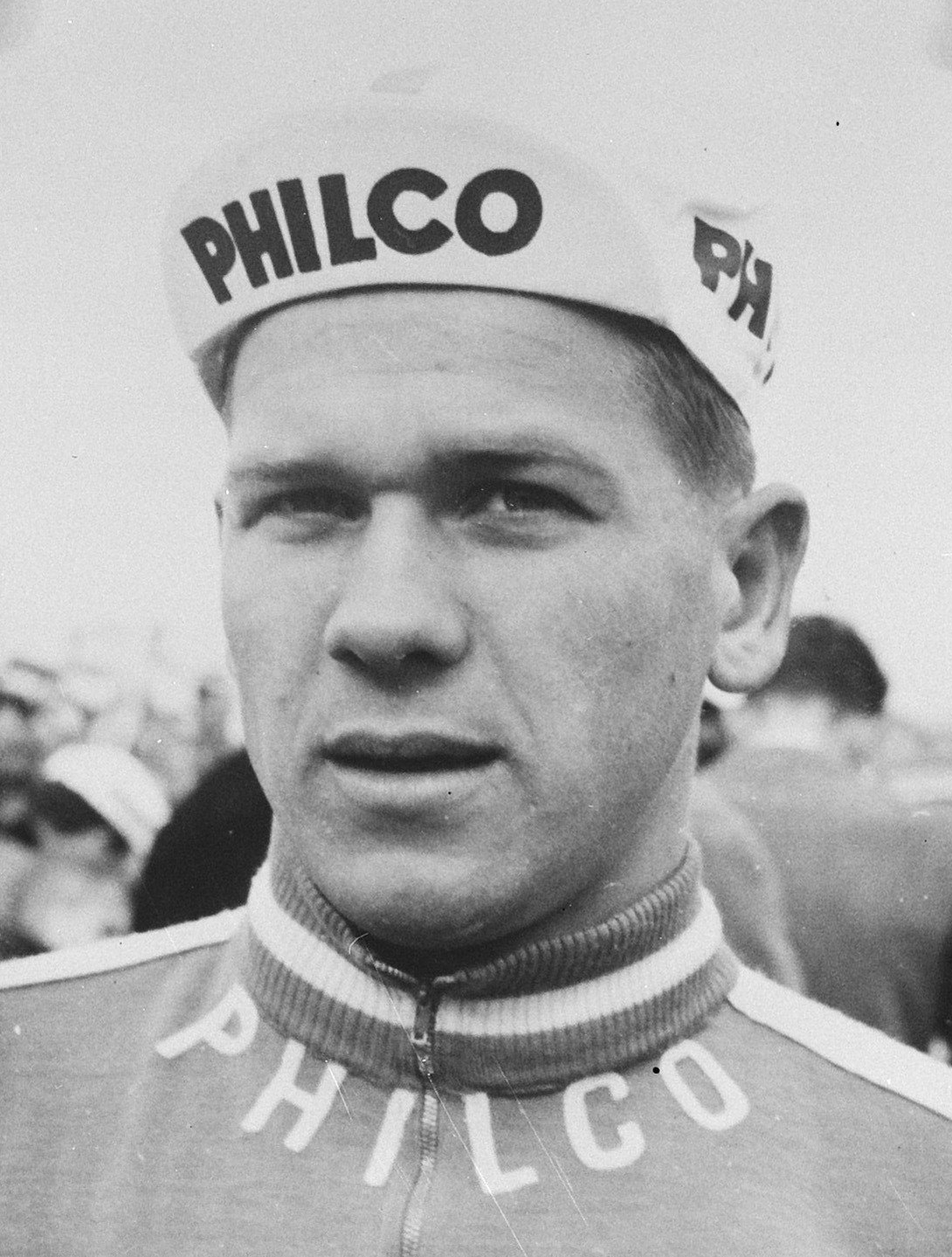
Эмиль Дамс

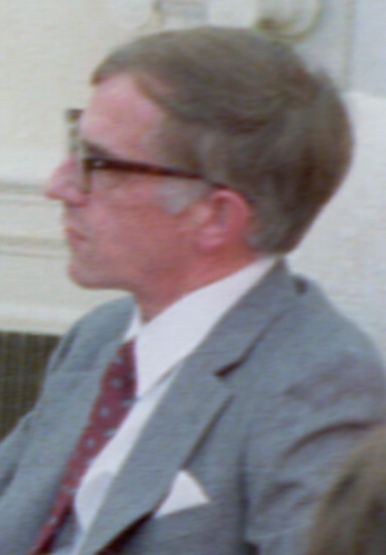
Николас Данилофф

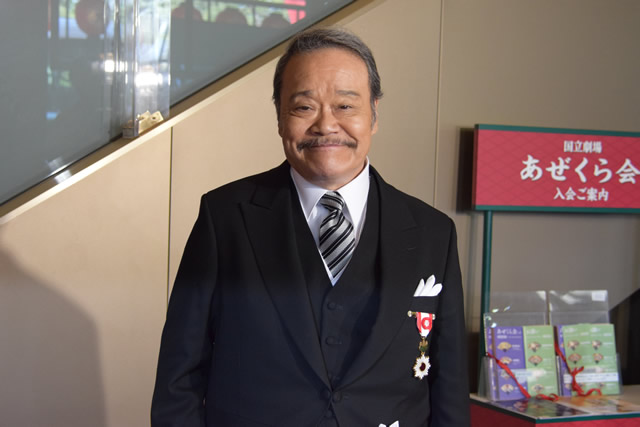
Тосиюки Нисида

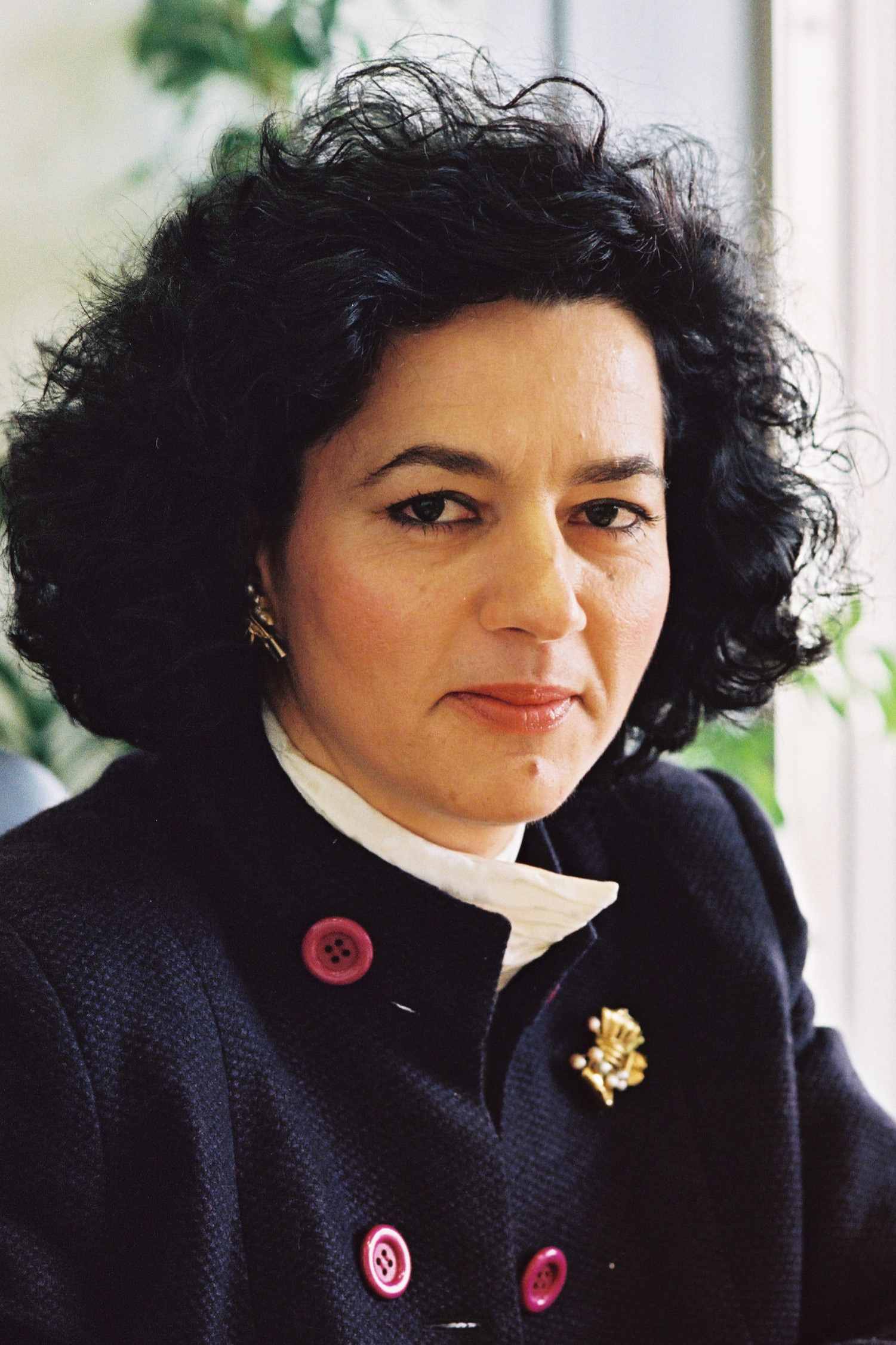
Васо Папандреу

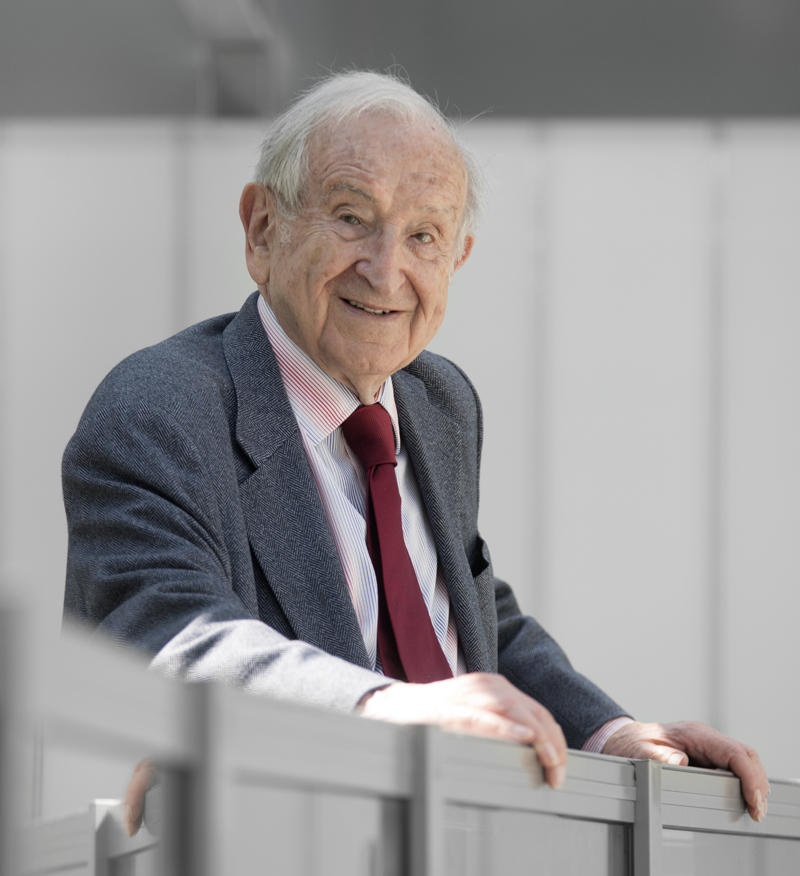
Джозеф Рикверт

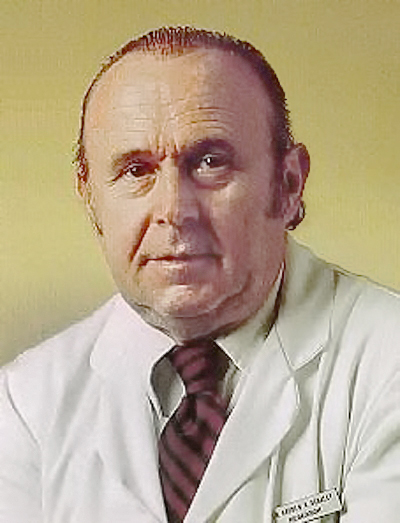
Эндрю Шалли

- Ануфриев, Александр Сергеевич — советский украинский художник, один из создателей одесской школы неофициального искусства[163].
- Гейнор, Митци (93) — американская актриса, певица и танцовщица[164].
- Дамс, Эмиль (86) — бельгийский профессиональный шоссейный велогонщик[165].
- Данилофф, Николас (89) — американский журналист[166].
- Нисида, Тосиюки (76) — японский актёр[167].
- Папандреу, Васо (79) — греческий политик и экономист[168].
- Рикверт, Джозеф (98) — британский и американский историк архитектуры[169].
- Сарач, Алексей Еремеевич (81) — советский и российский цирковой артист, эквилибрист с першами, народный артист Российской Федерации (1994)[170].
- Шалли, Эндрю (97) — американский эндокринолог, лауреат Нобелевской премии по физиологии или медицине (1977)[171].

## 16 октября

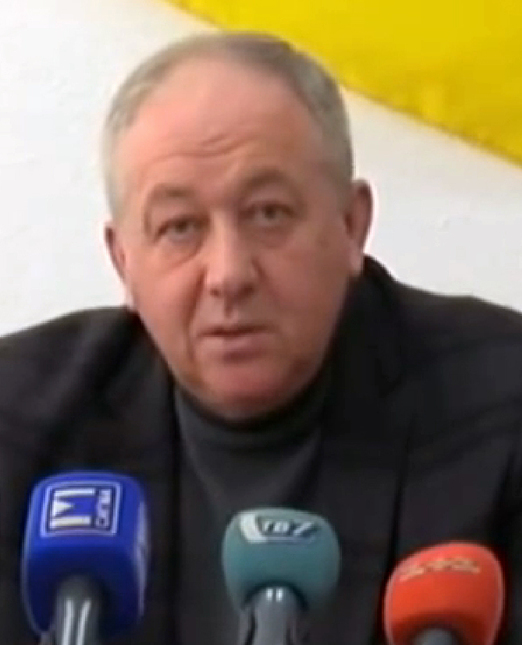
Александр Кихтенко

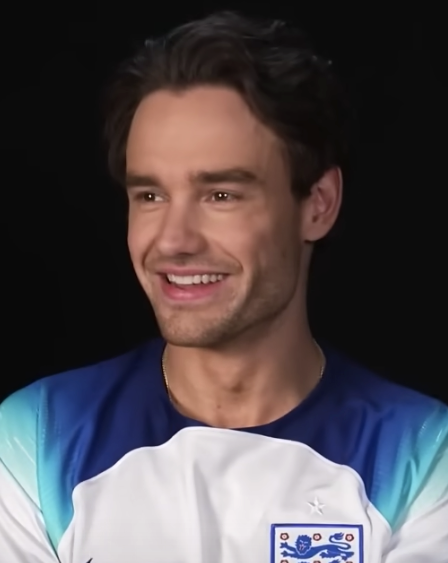
Лиам Пейн

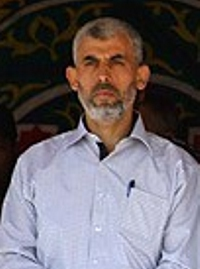
Яхья Синвар

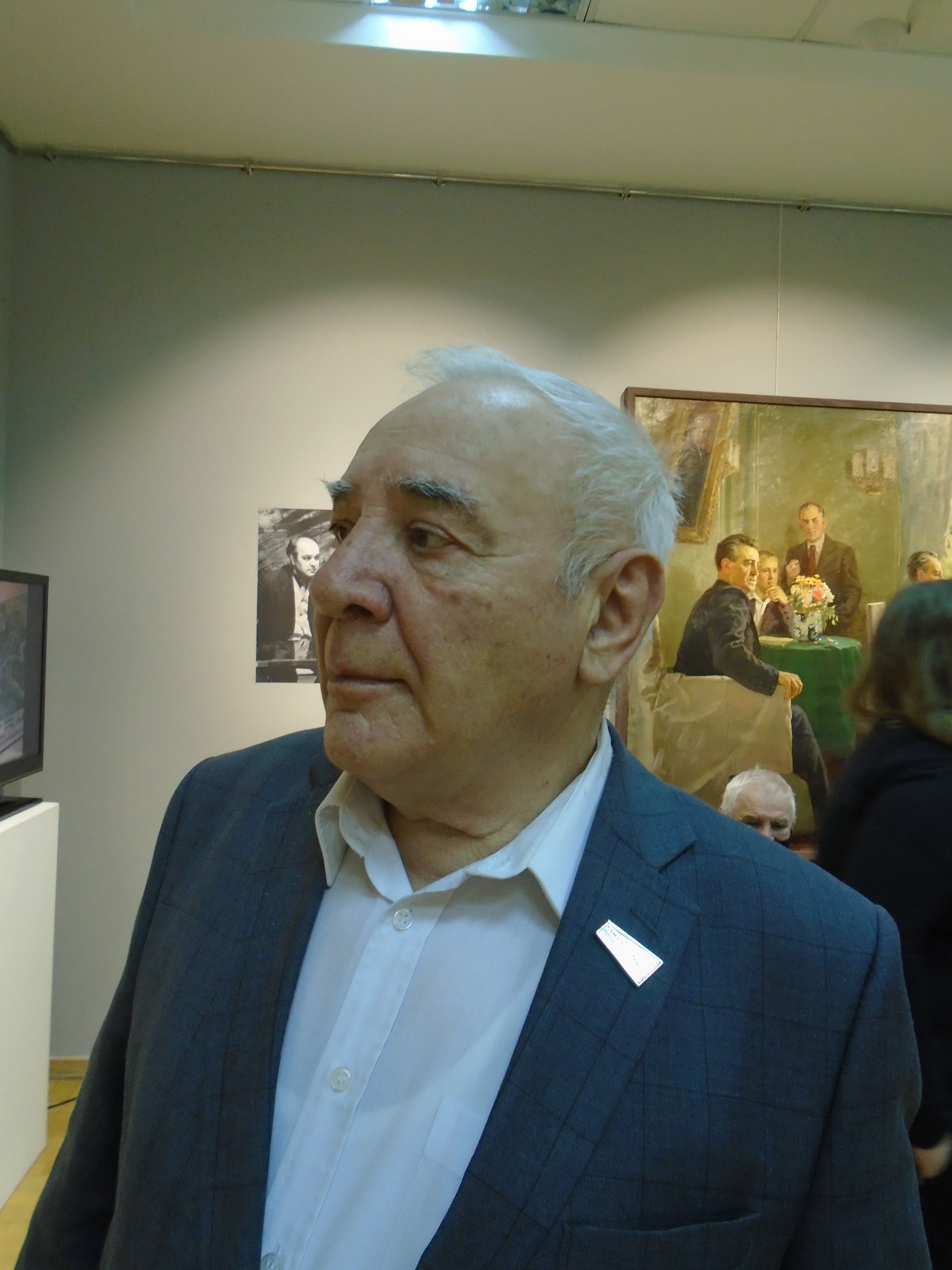
Ринат Тазетдинов

- Имашева, Баян (83) — казахская актриса, заслуженная артистка Казахстана (1998)[172].
- Исаев, Виктор Васильевич (77) — советский и российский футболист и футбольный тренер[173].
- Кальво, Пол Макдональд[англ.] (90) — гуамский политический деятель, губернатор Гуама (1979—1983), сенатор (1971—1975)[174].
- Кихтенко, Александр Тимофеевич (68) — украинский военный и государственный деятель, генерал армии (2008), глава Донецкой ОВГА (2014—2015)[175].
- Кошелев, Владимир Иванович (85) — советский и российский скульптор, народный художник Российской Федерации (2005), академик РАХ (2019)[176].
- Ларре, Энрике[исп.] (93) — чилийский политический деятель, сенатор (1990—1998)[177].
- Новотарски, Казимир (91) — французский футболист и футбольный тренер[178].
- Пейн, Лиам (31) — британский певец, автор песен и композитор, бывший участник группы One Direction; падение с высоты[179].
- Поляченко, Михаил Наумович (82) — советский и российский врач и политический деятель, народный депутат СССР (1989—1991)[180].
- Поульсен, Роальд (73) — датский футбольный тренер[181].
- Робертс, Эндрю (87) — британский историк[182].
- Синвар, Яхья (61) — лидер террористической организации ХАМАС (2024); убит[183].
- Тазетдинов, Ринат Арифзянович (86) — советский и российский театральный актёр, народный артист РСФСР (1982)[184].
- Транквиллицкий, Юрий Николаевич (99) — советский кинооператор[185].
- Третьяков, Игорь Леонидович (76) — советский и российский актёр музыкального театра и педагог, заслуженный артист РСФСР (1990)[186].
- Уолш, Рой (75) — североирландский волонтёр ИРА[187].
- Хэнкок, Гунборг (112) — шведская долгожительница[188].
- Чоудхури, Матия[бенг.] (82) — бангладешский политический деятель, министр сельского хозяйства (2009—2019), депутат Национальной ассамблеи (1991—2001, 2009—2024)[189].

## 15 октября

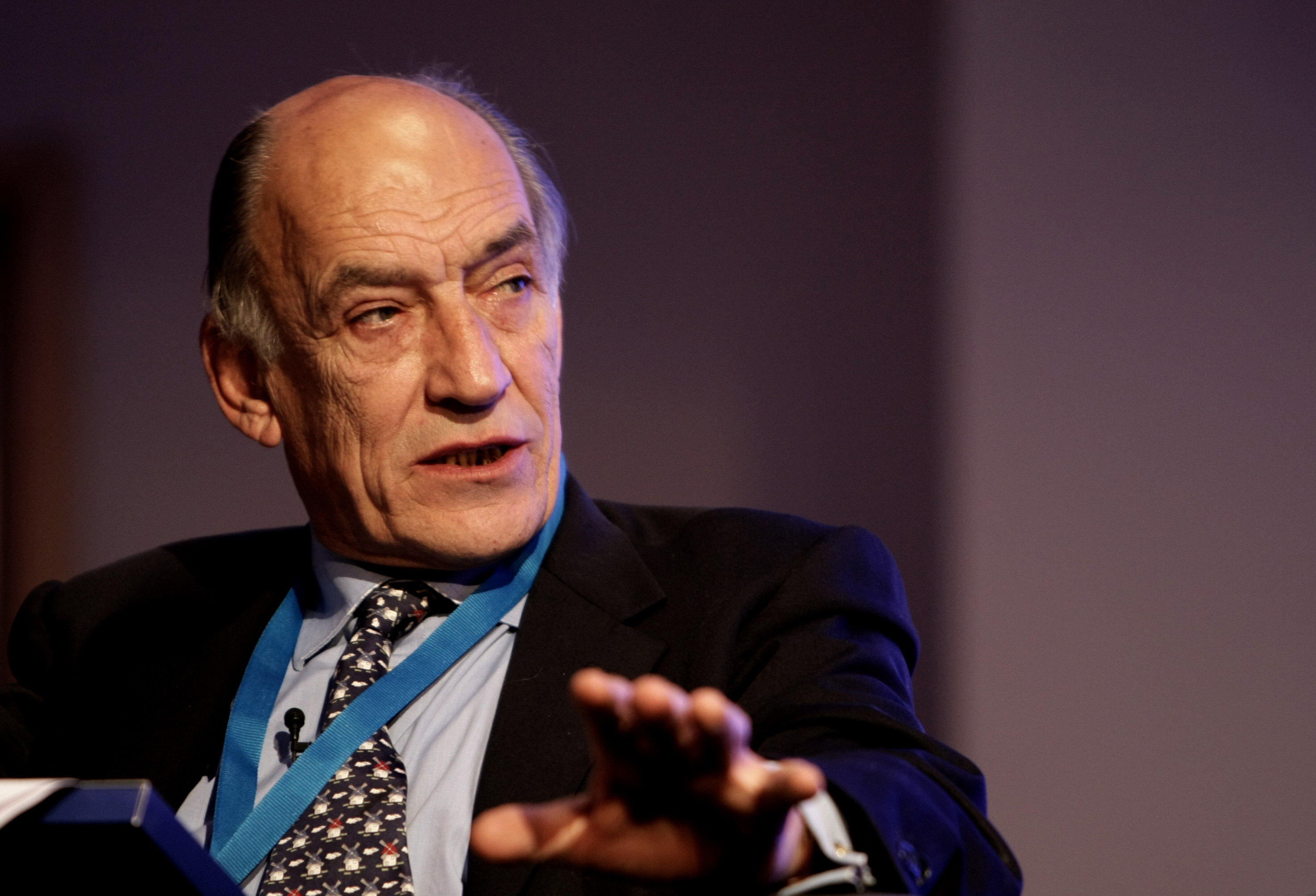
Дэвид Майкл Джексон

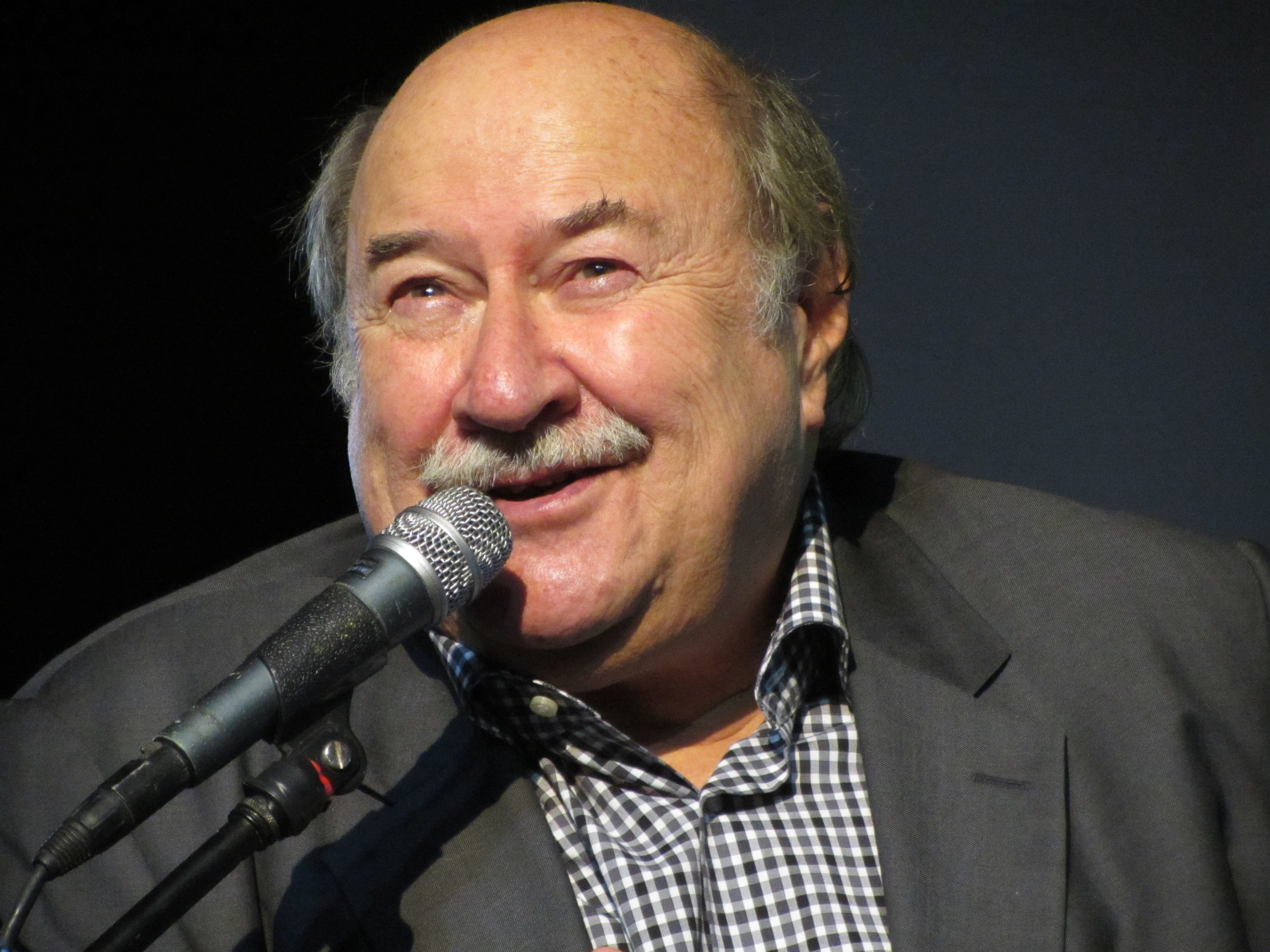
Антонио Скармета

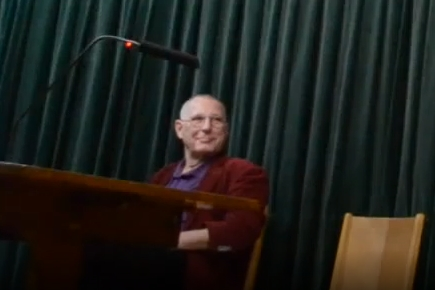
Лешек Шаруга

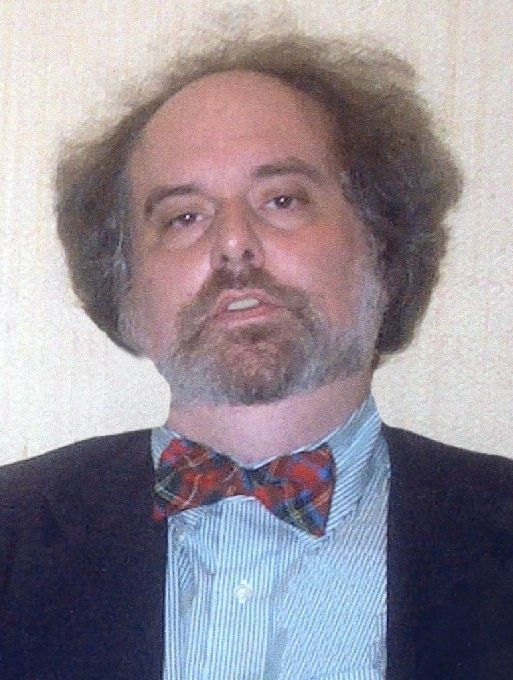
Эрнест Аллен Эмерсон

- Априкян, Гарбис[фр.] (98) — французский дирижёр и композитор[190].
- Архипенко, Владимир Васильевич (80) — советский и российский лётчик-испытатель, заслуженный лётчик-испытатель СССР (1991)[191].
- Вьюгин, Владимир Вячеславович (75) — российский математик[192].
- Джексон, Майкл Дэвид (80) — британский военачальник, начальник Генерального штаба (2003—2006)[193].
- Лютер, Петер[нем.] (85) — немецкий конник, бронзовый призёр Олимпийских игр (1984)[194].
- Макеев, Виктор Иванович (100) — советский и российский художник, почётный член РАХ (2014), народный художник Российской Федерации (2001)[195].
- Масевич, Маргарита Генриховна (104) — советский и российский юрист, заслуженный деятель науки Российской Федерации[196].
- Скармета, Антонио (83) — чилийский писатель[197].
- Шаруга, Лешек (78) — польский поэт, прозаик, литературный критик[198].
- Эмерсон, Эрнест Аллен (70) — американский информатик[199].

## 14 октября

Геннадий Костюков

- Йеппесен, Бьярне[дат.] (70) — датский гандболист, участник Олимпийских игр (1980)[200].
- Донохью, Томас[англ.] (86) — американский бизнесмен, президент и генеральный директор Торговой палаты США (1997—2021)[201].
- Зимбардо, Филип (91) — американский социальный психолог[202].
- Конрой, Ричард[англ.] (91) — ирландский политик, сенатор (1977—1981, 1989—1993)[203].
- Костюков, Геннадий Андреевич (77) — украинский хозяйственный и муниципальный деятель, глава Краматорска (2006—2014) (о смерти объявлено в этот день)[204].
- Мурасе, Кейзо[яп.] (89) — японский каскадёр, модельер и кинорежиссёр[205].
- Накагава, Риэко[яп.] (89) — японская детская писательница[206].
- Тугай, Владимир Васильевич (73) — белорусский историк[207].
- Якобельский, Стефан (87) — польский историк и археолог[208].

## 13 октября
- Ле Ван Трие[англ.] (94) — вьетнамский политик и дипломат, министр торговли и туризма (1991—1992), министр торговли (1992—1997)[209].
- Мюррей, Донал (84) — ирландский католический прелат, вспомогательный епископ Дублина (1982—1996), епископ Лимерика (1996—2009)[210].
- Никифоров, Вячеслав Владимирович (58) — советский и российский футболист[211].
- Пиланья, Гьян Пракаш[англ.] (92) — индийский политик, член Раджья сабхи (2004—2014)[212].
- Пливова-Шимкова, Вера (90) — чешский кинорежиссёр и сценарист[213].
- Смоленский, Александр Павлович (70) — российский предприниматель, банкир, основатель банка СБС-Агро, участник «семибанкирщины»[214].
- Фреген, Питер[англ.] (77) — нигерийский футболист, игрок национальной сборной, участник Олимпийских игр (1968)[215].
- Ханке, Брунхильда[нем.] (94) — восточногерманский политик, член Государственного совета ГДР (1967—1990) и Народной палаты ГДР (1963—1990), мэр Потсдама (1961—1984)[216].

## 12 октября

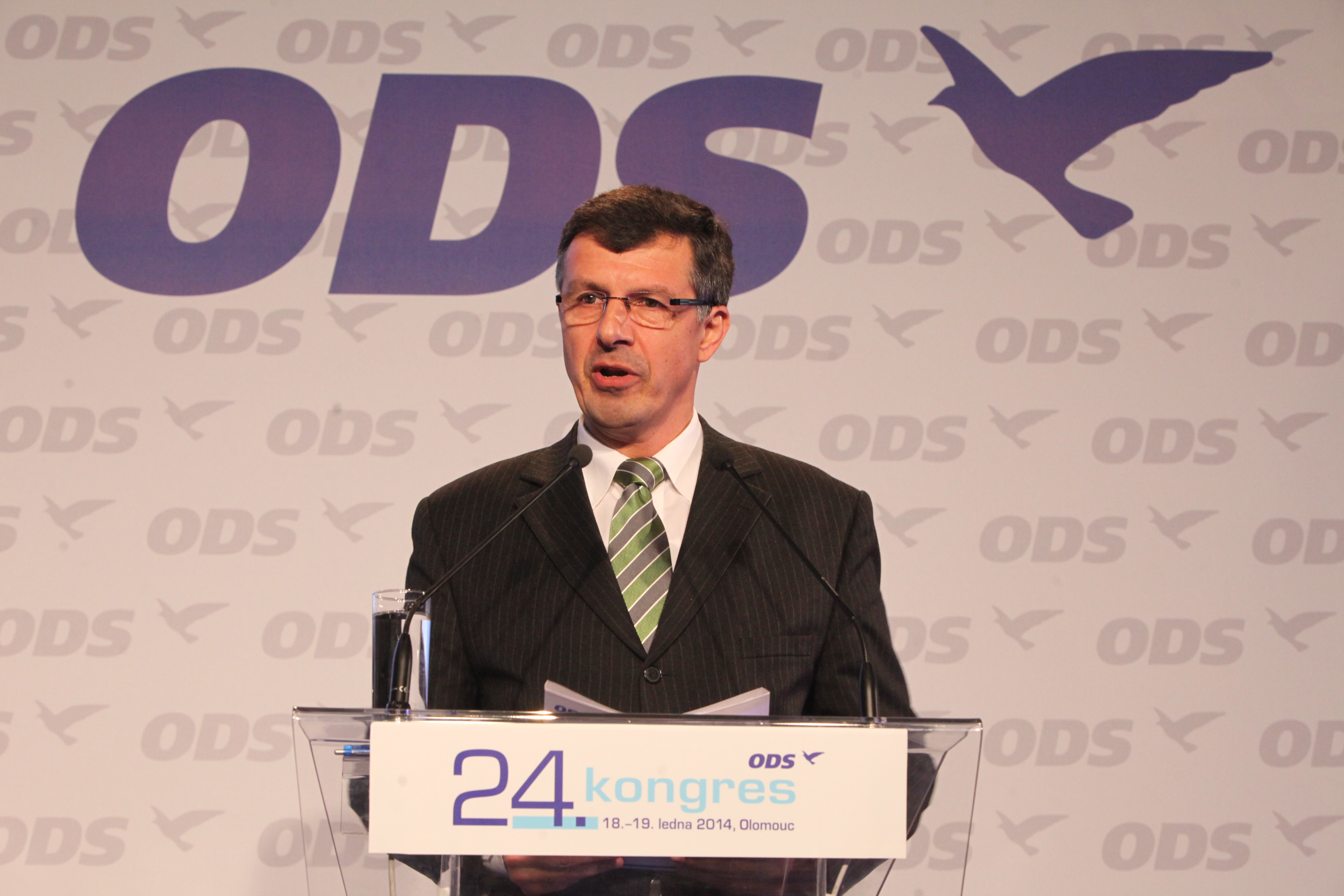
Олдржих Власак

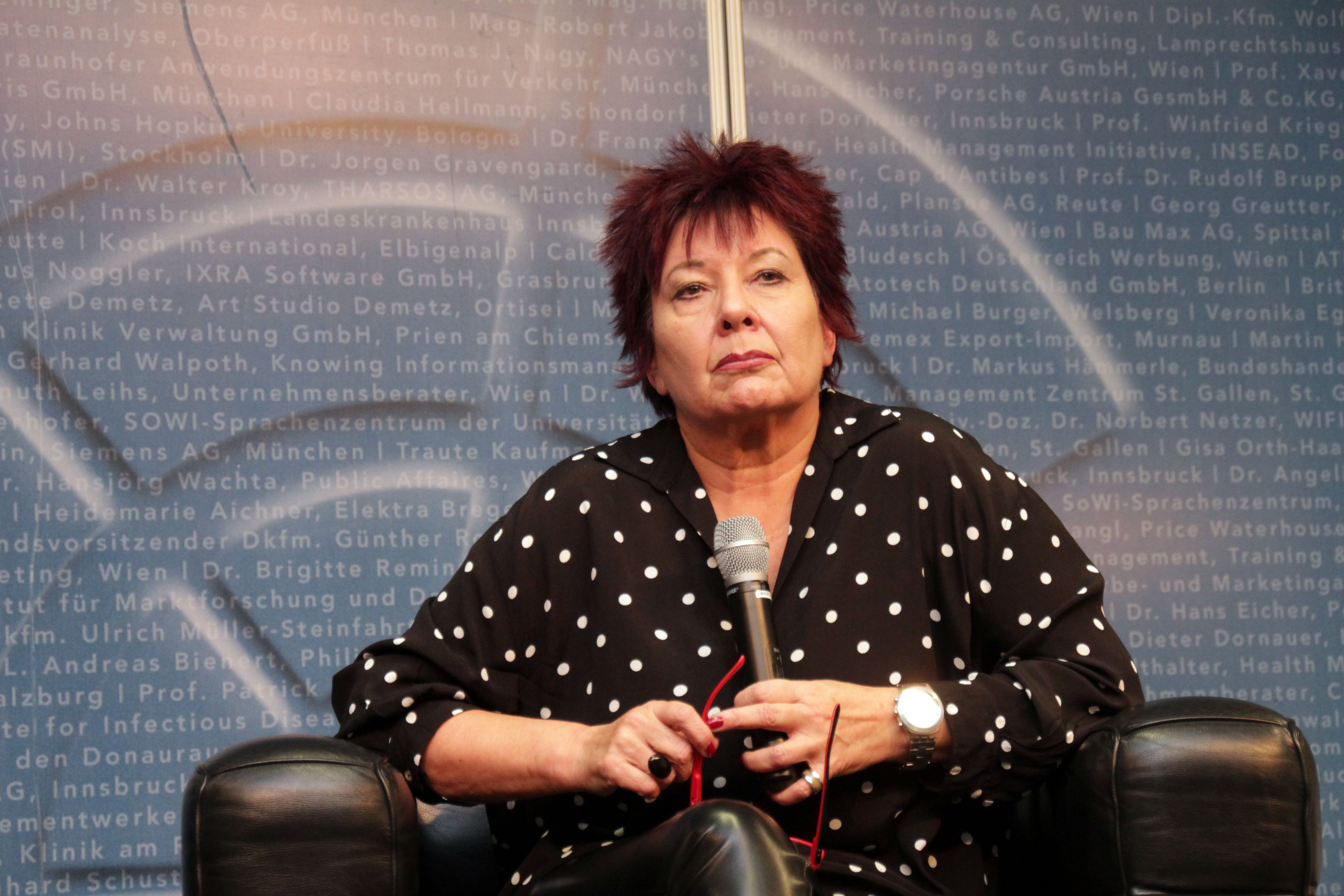
Хельга Конрад

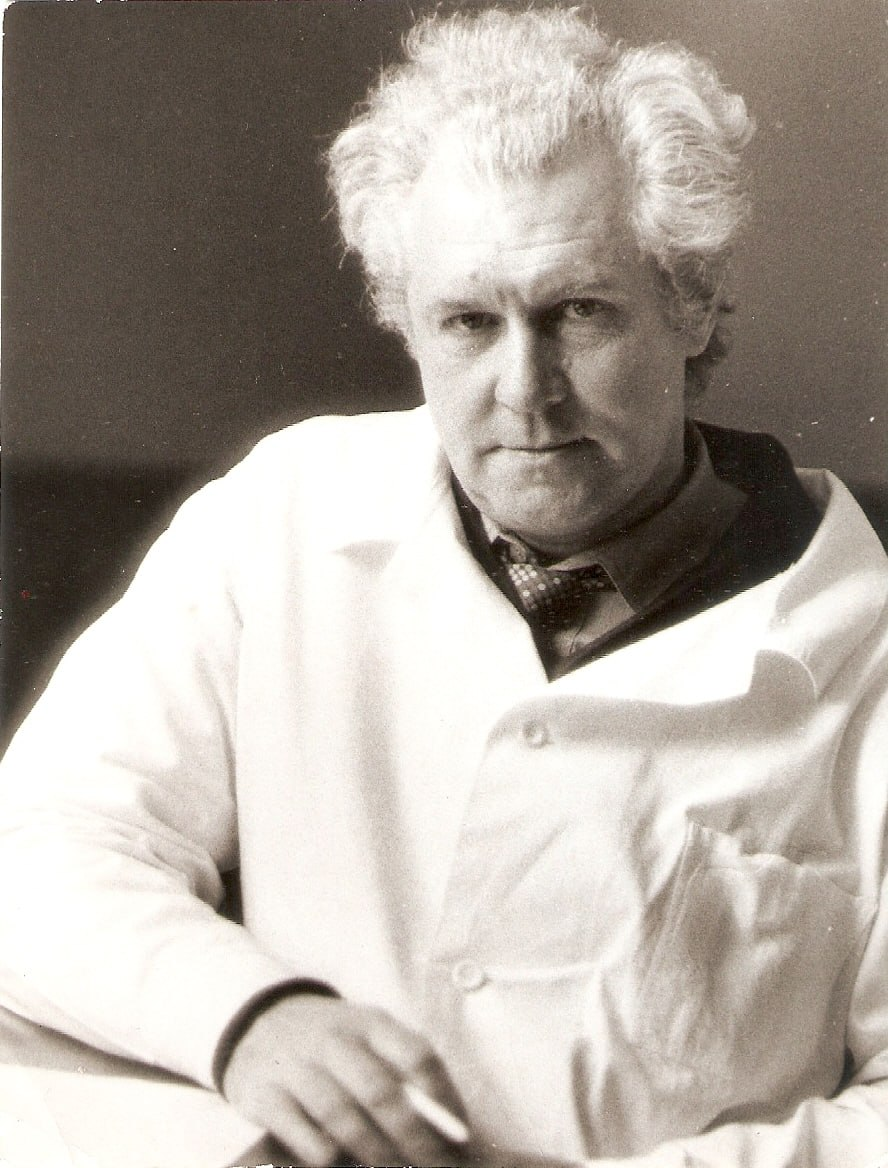
Игорь Мелихов

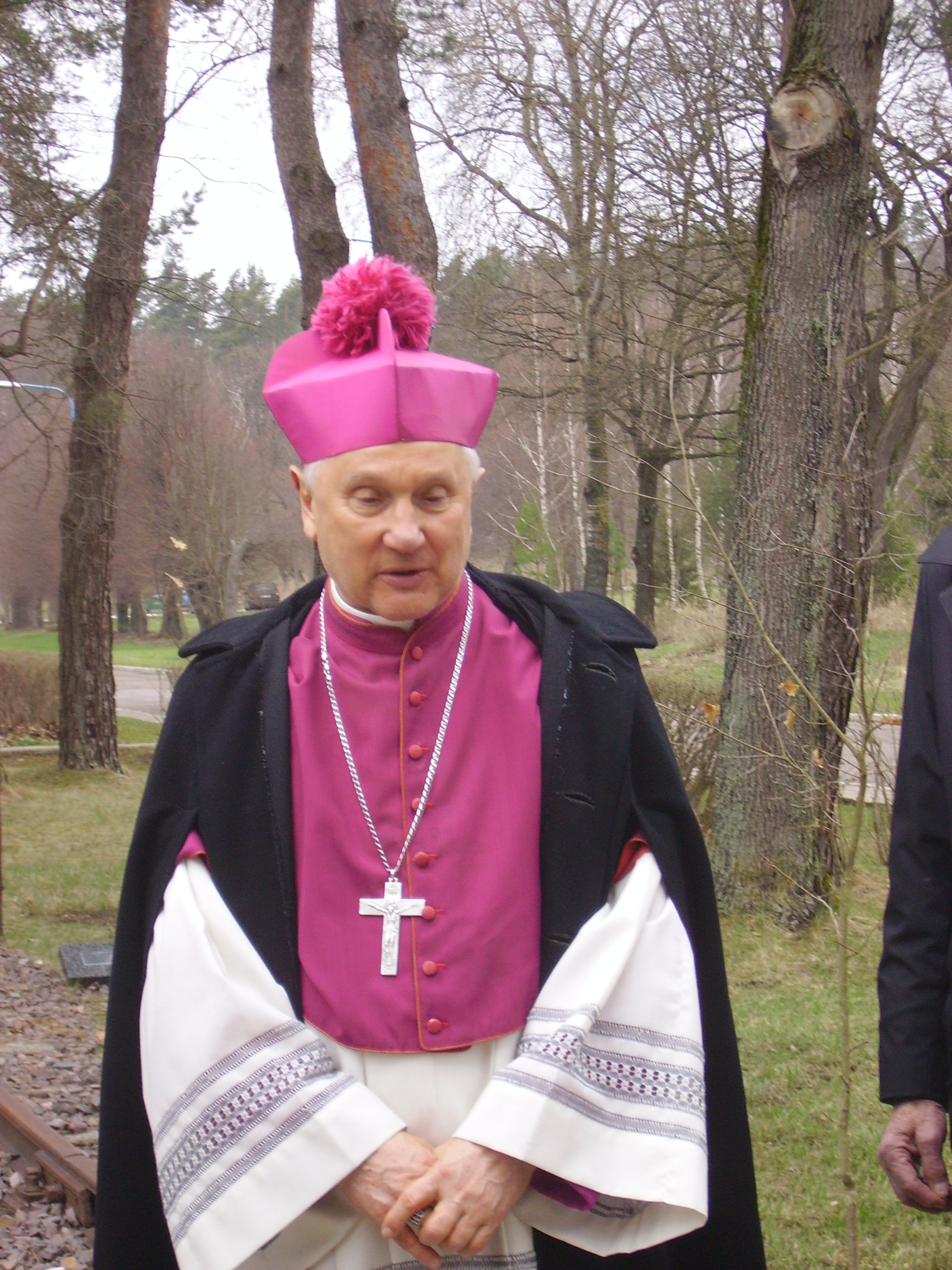
Эдвард Озоровский

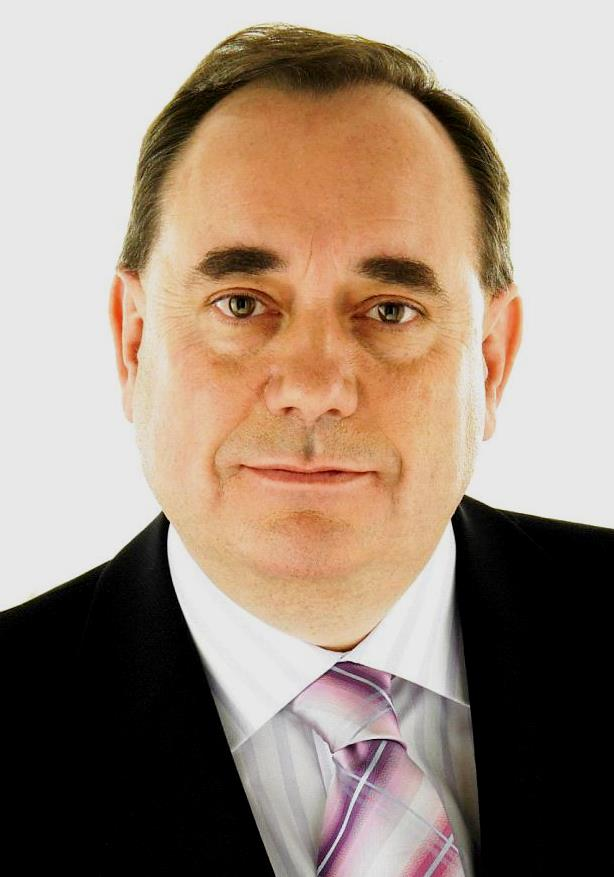
Алекс Салмонд

- Валиахметов, Фан Гависович (73) — советский российский певец и музыкант, народный артист Республики Татарстан (2007), народный артист Республики Башкортостан (2011)[217].
- Власак, Олдржих (68) — чешский политический деятель, вице-спикер Европарламента (2012—2014)[218].
- Герасимов, Виктор Геннадьевич (68) — советский и российский баянист, заслуженный артист Российской Федерации (2000)[219].
- Ка[англ.] (52) — американский рэпер и музыкальный продюсер[220].
- Конрад, Хельга (76) — австрийская политическая деятельница, депутат Парламента (1990—1994)[221].
- Лаос, Бенни[индон.] (52) — индонезийский политический деятель, регент острова Моротай (2017—2022)[222].
- Мбовени, Тито[англ.] (65) — южноафриканский политик, министр труда (1994—1999), министр финансов (2018—2021)[223].
- Мелихов, Игорь Витальевич (91) — советский и российский химик, член-корреспондент РАН (1997)[224].
- Озоровский, Эдвард (83) — польский католический прелат, архиепископ Белостока (2006—2017)[225].
- Пишераль, Жан-Франсуа[фр.] (90) — французский политический деятель, мэр города Экс-ан-Прованс (1989—2001), сенатор (1998—2008)[226].
- Салмонд, Алекс (69) — шотландский политический деятель, первый министр (2007—2014)[227].
- Стефани, Эктор[исп.] (64) — аргентинский политический деятель, член Палаты депутатов (с 2017)[228].
- Укин, Кенжебек Укинович (84) — казахстанский государственный деятель, глава Кустанайской областной администрации (1992—1993)[229].

## 11 октября

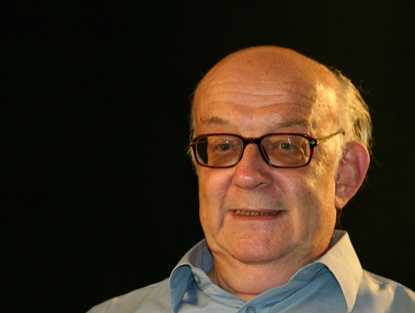
Томас Аммер

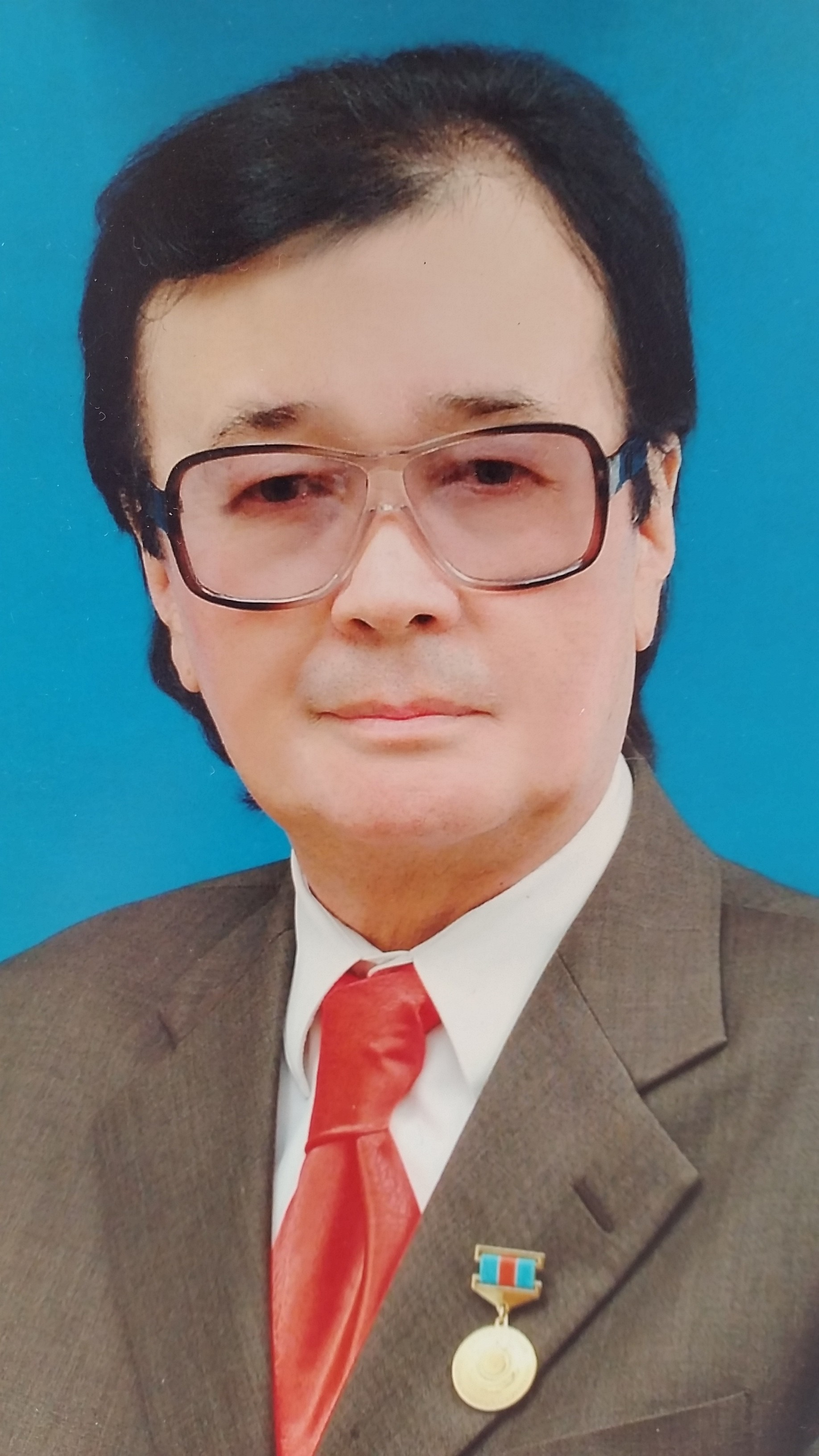
Рамазан Елибаев

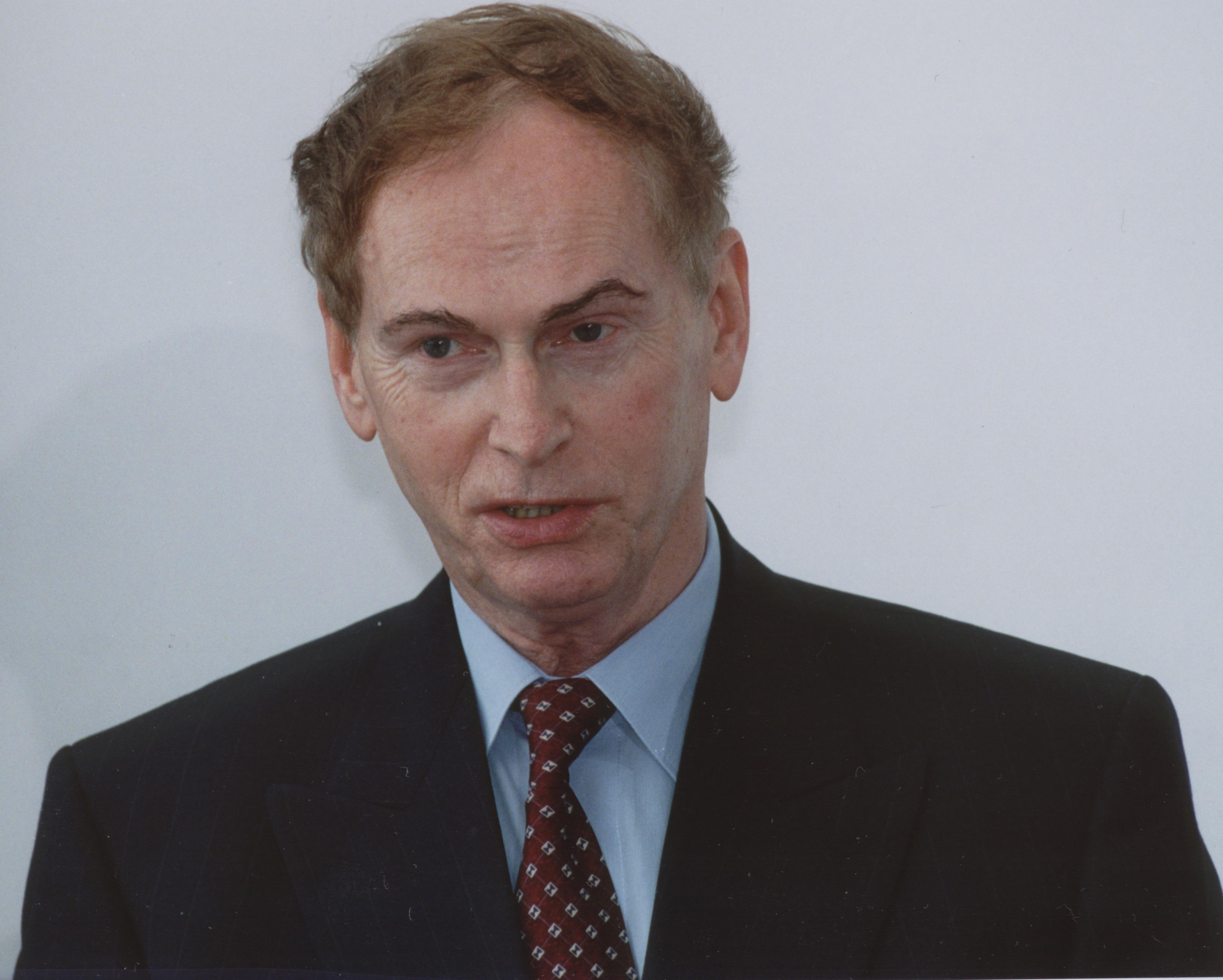
Николай Никандров

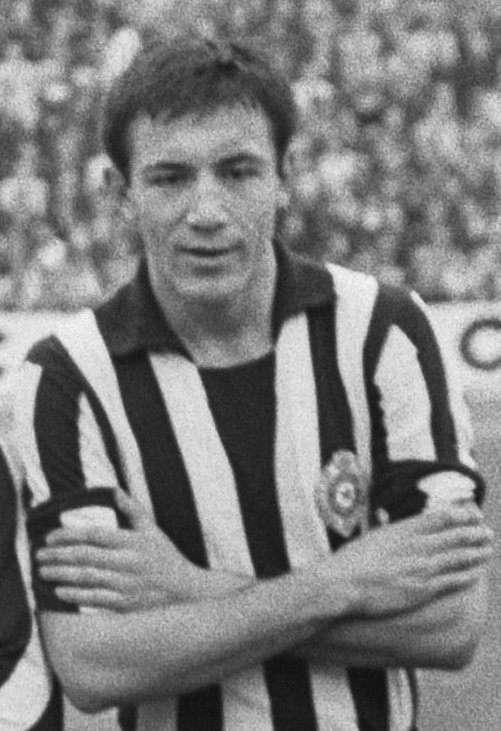
Бранко Рашович

- Аммер, Томас (87) — немецкий историк и диссидент ГДР[230].
- Браун, Роджер[англ.] (94) — американский актёр[231].
- Елибаев, Рамазан Кабдолдинович (77) — казахстанский композитор, заслуженный деятель Казахстана (2006)[232].
- Клочков, Евгений Петрович (87) — советский и российский инженер, заслуженный деятель науки Российской Федерации (2006)[233].
- Мардахаев, Лев Владимирович (80) — советский и российский социальный педагог[234].
- Маричков, Кирил[болг.] (79) — болгарский рок-музыкант[235].
- Никандров, Николай Дмитриевич (87) — советский и российский деятель образования, академик АПН СССР / РАО (1990), президент РАО (1997—2013)[236].
- Рашович, Бранко (82) — югославский футболист, игрок национальной сборной[237].
- Сивцев, Иван Николаевич (66) — советский и российский тренер по вольной борьбе[238].
- Яо, Оубкири Марк[англ.] (81) — буркинийский политический деятель, вице-спикер Парламента (2007—?)[239].

## 10 октября

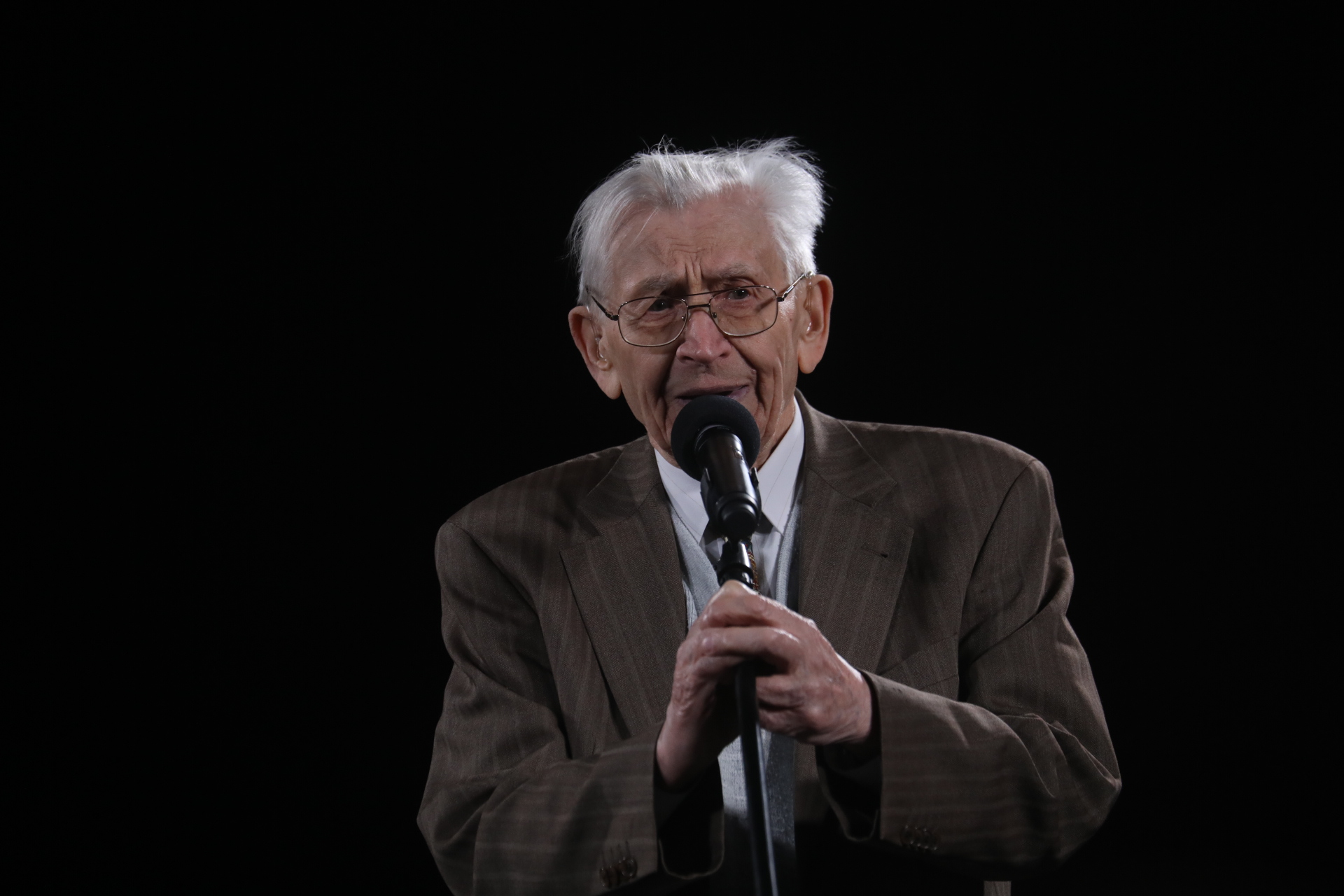
Лешек Мочульский

- Кеннеди, Этель (96) — американская правозащитница, вдова Роберта Кеннеди[240].
- Кормак, Питер (78) — шотландский футболист и футбольный тренер, игрок национальной сборной[241].
- Локвуд, Брайан[англ.] (78) — английский регбист[242].
- Маккерони, Джакомо[итал.] (88) — итальянский политический деятель, член Палаты депутатов (1987—1994)[243].
- Мочульский, Лешек (94) — польский политик, журналист, историк, политолог; депутат Сейма (1991—1997), депутат Парламентской ассамблеи Совета Европы (1992—1994, 1995—1997)[244].
- Новак, Тереза[пол.] (82) — польская легкоатлетка, бронзовый призёр чемпионата Европы (1969, 1974)[245].
- Рощина, Виктория Владимировна (27) — украинская журналистка, лауреат премии «За мужество в журналистике» (о смерти стало известно в этот день)[246].
- Эбешхауз, Адам[англ.] (63) — американский скрипач, звукорежиссёр и музыкальный продюсер, трёхкратный лауреат премии «Грэмми» (2000, 2008, 2023)[247].
- Эдкок, Флёр (90) — новозеландская поэтесса[248].
- Эканаяке, Вилфред Бандара[там.] (76) — шри-ланкийский политический деятель, депутат парламента и министр[249].

## 9 октября

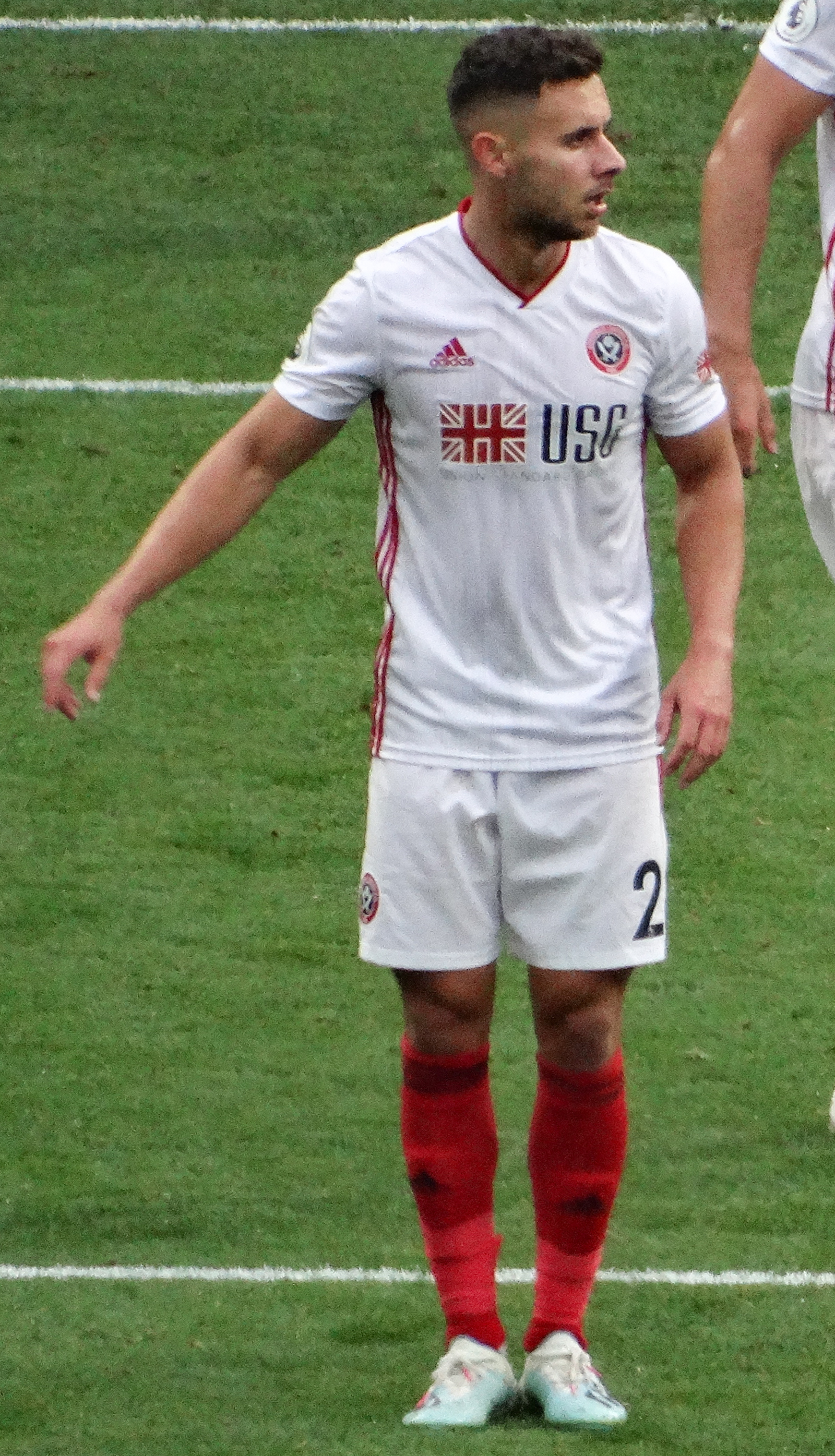
Джордж Болдок

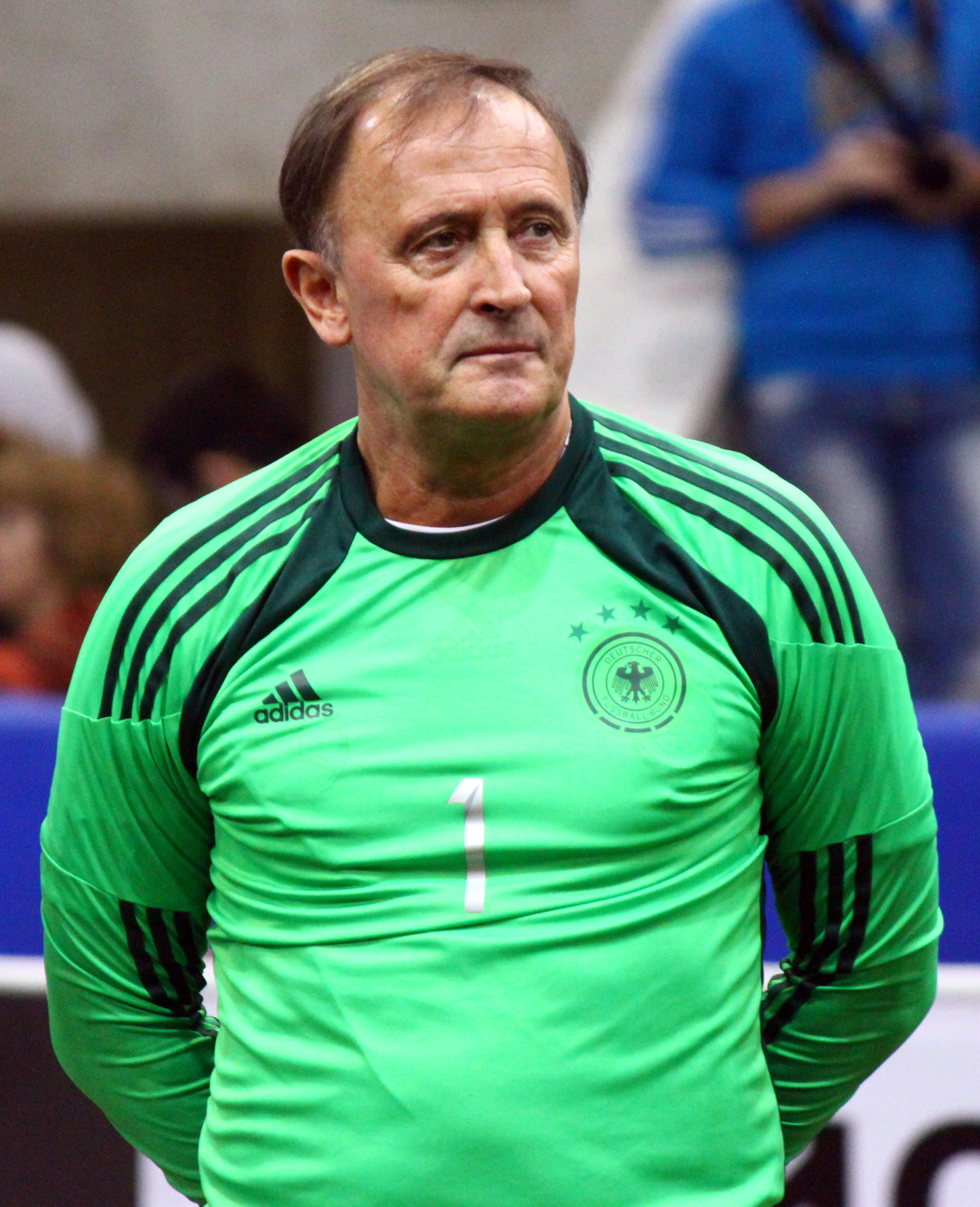
Дитер Бурденски

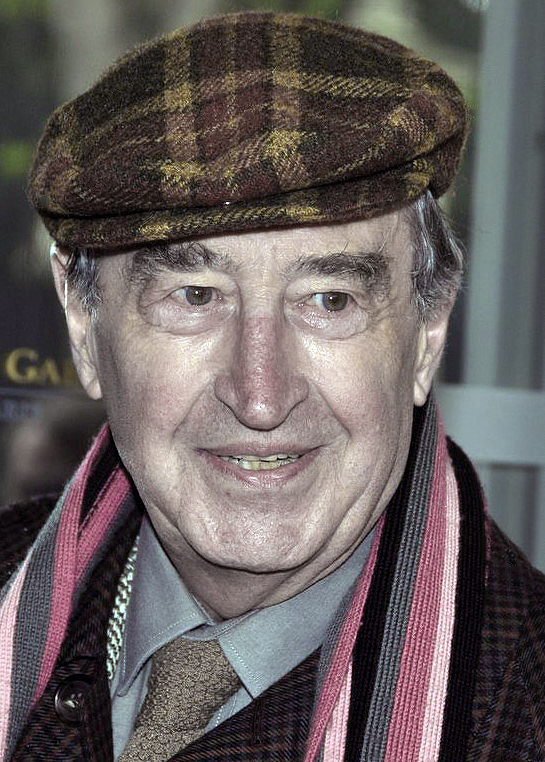
Пьер Вернье

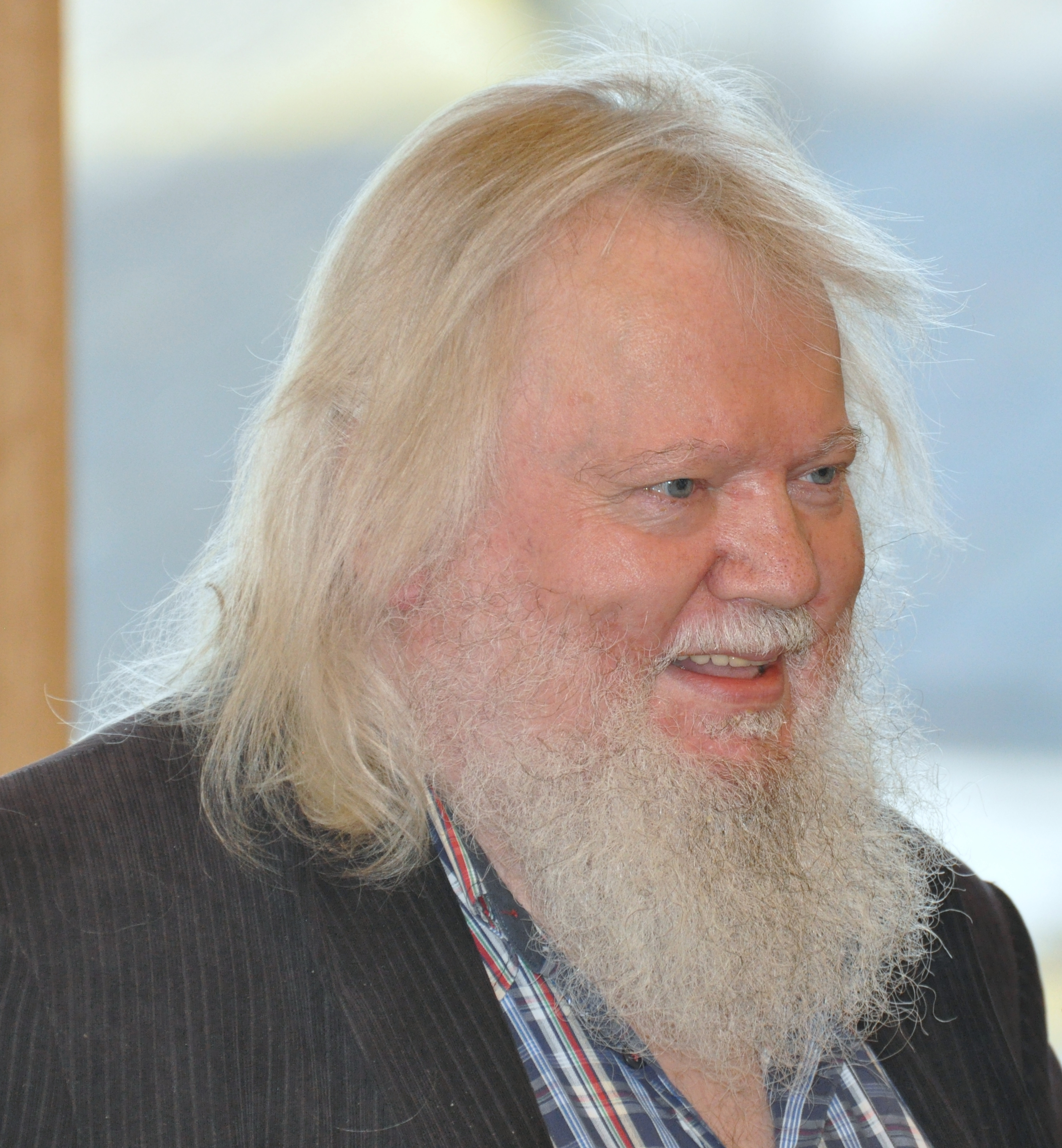
Лейф Сегерстам

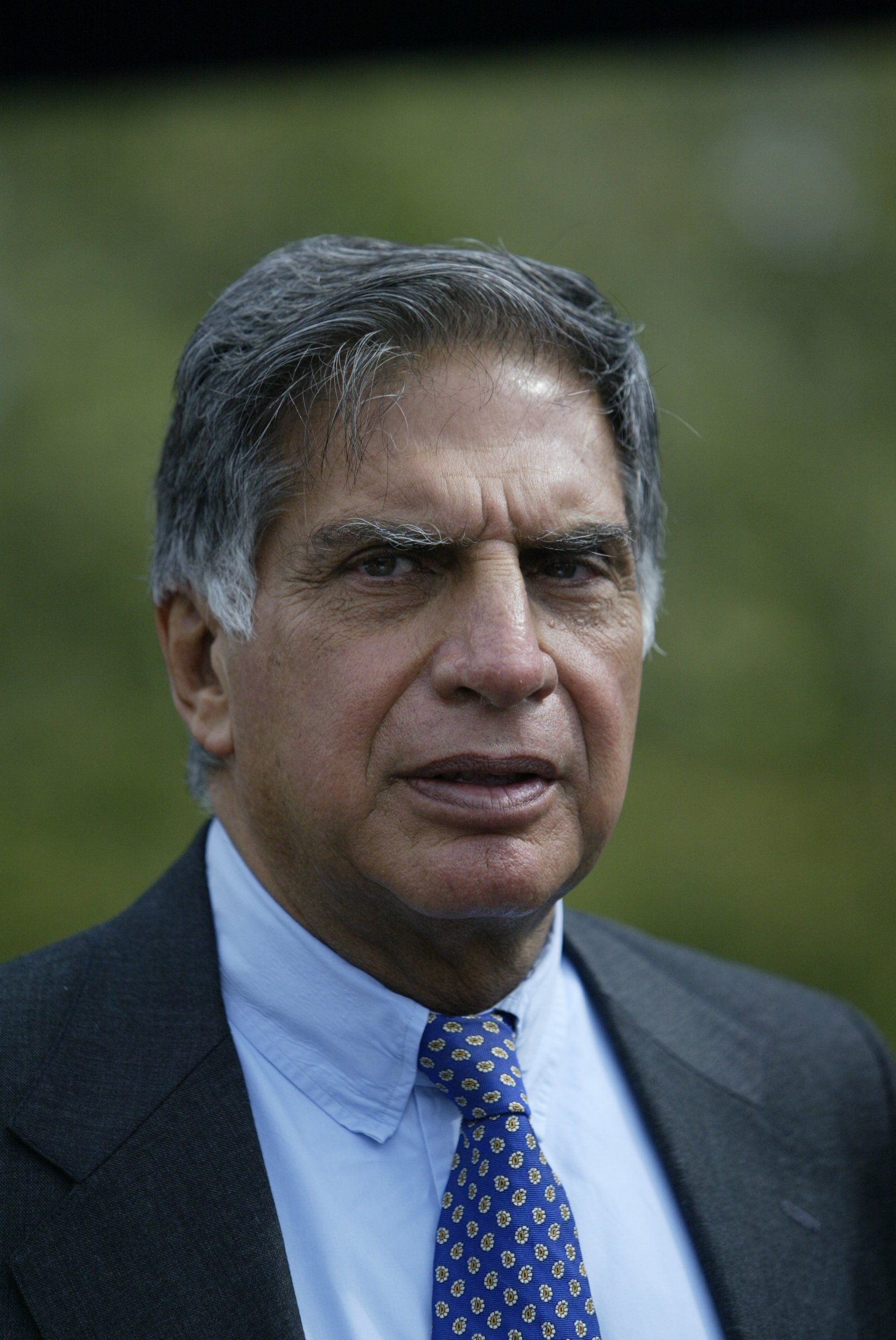
Ратан Тата

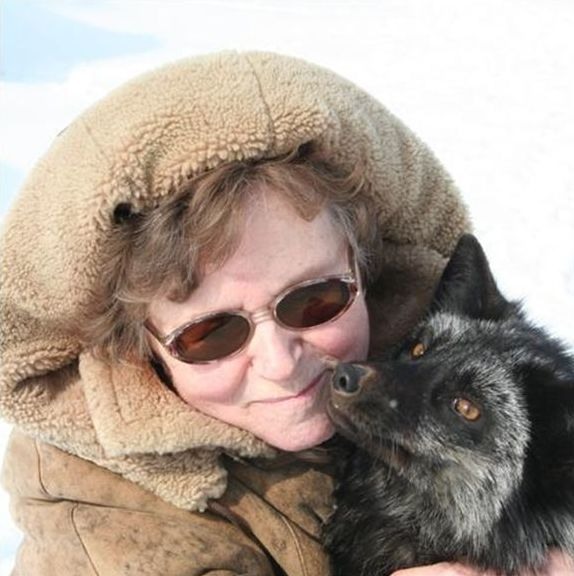
Людмила Трут

- Болдок, Джордж (31) — греческий футболист, игрок национальной сборной; утонул в бассейне[250].
- Букс Соомро, Эляхи[англ.] (98) — пакистанский политический деятель, спикер Национальной ассамблеи (1997—2001)[251].
- Бурденски, Дитер (73) — немецкий футболист, игрок национальной сборной[252].
- Ван Нес, Хадриан (82) — нидерландский гребец академического стиля, серебряный призёр Олимпийских игр (1968), чемпион мира (1966)[253].
- Вернье, Пьер (93) — французский актёр[254].
- Гапонов, Сергей Викторович (87) — советский и российский физик, директор ИФМ РАН (1993—2009), академик РАН (2008)[255].
- Грайворонский, Владимир Викторович (87) — советский и российский историк и дипломат[256].
- Кумариташвили, Владимир Феликсович (47) — грузинский саночник и спортивный функционер, президент и главный тренер Федерации санного спорта Грузии с 2020 года[257].
- Ли Вэй Лин[англ.] (69) — сингапурский врач-невролог и общественная деятельница, директор Национального института неврологии, дочь Ли Куана Ю[258].
- Монтес, Элиса[исп.] (89) — испанская актриса[259].
- Пучков, Александр Николаевич (67) — советский легкоатлет (бег с барьерами), бронзовый призёр Олимпийских игр (1980)[260].
- Сегерстам, Лейф (80) — финский композитор[261].
- Соловьёв-Спасский, Василий Борисович (57) — российский писатель и журналист, сын Бориса Спасского[262].
- Тата, Ратан (86) — индийский предприниматель[263].
- Трут, Людмила Николаевна (90) — советский и российский генетик животных[264].

## 8 октября

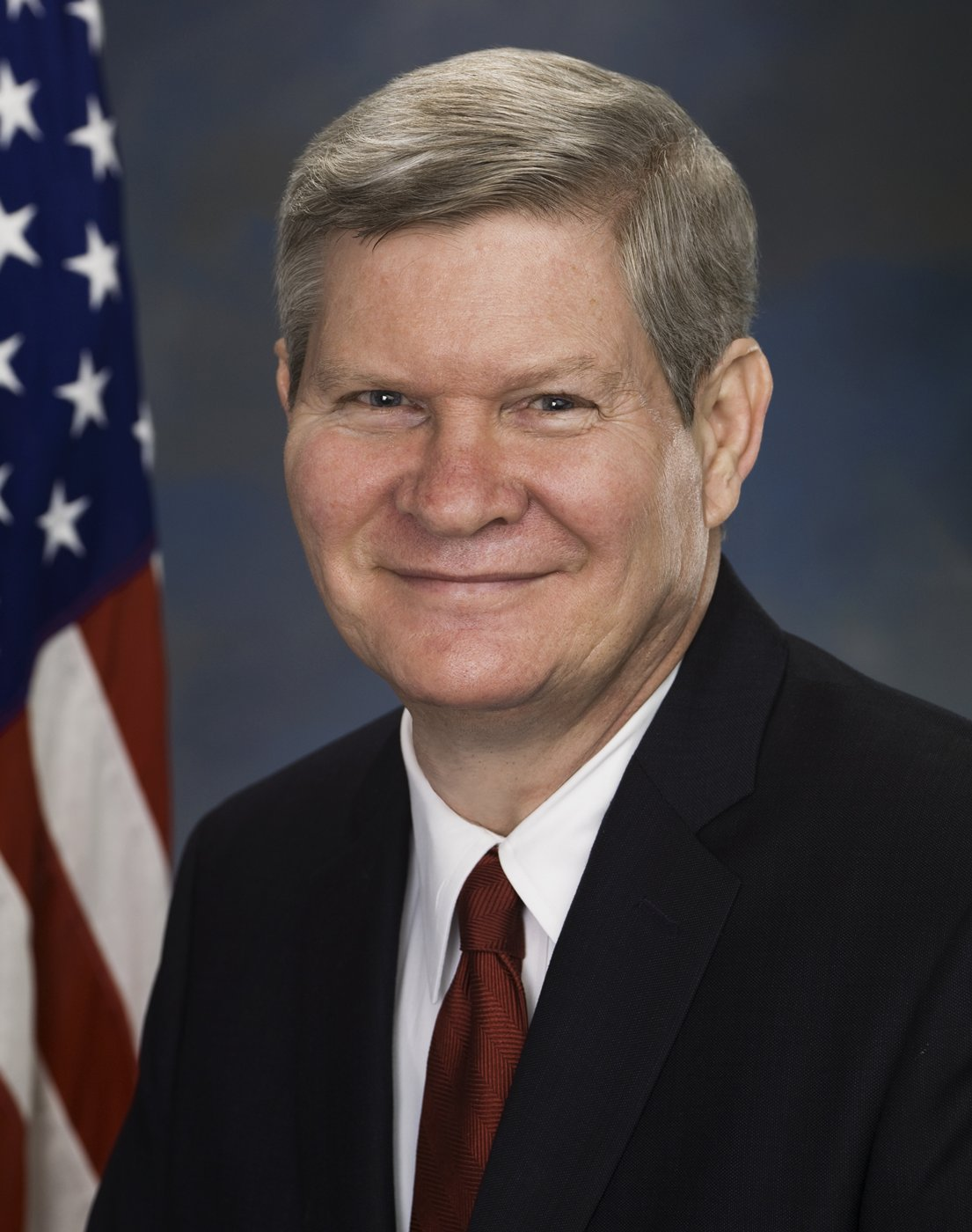
Тимоти Питер Джонсон

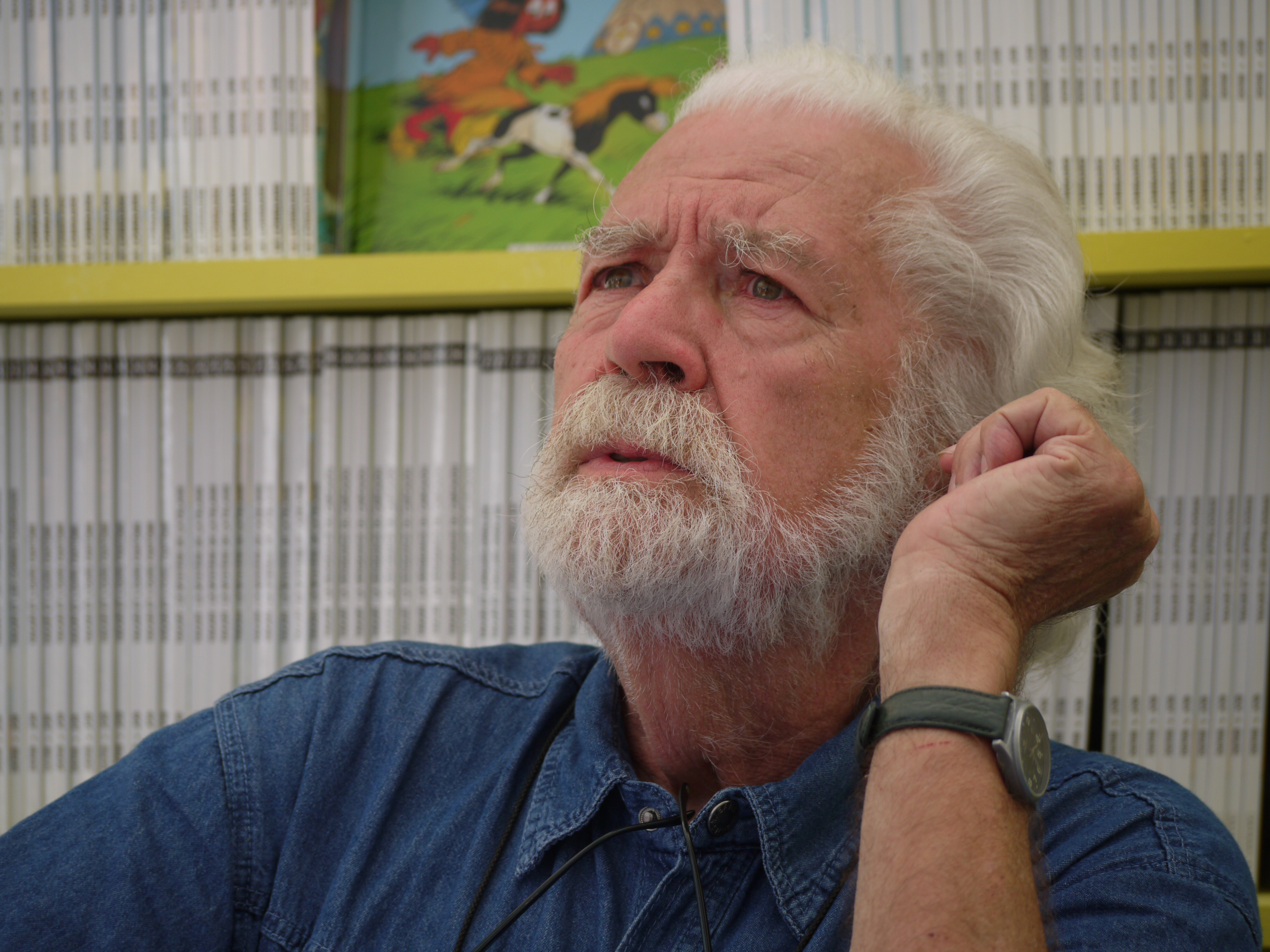
Жоб

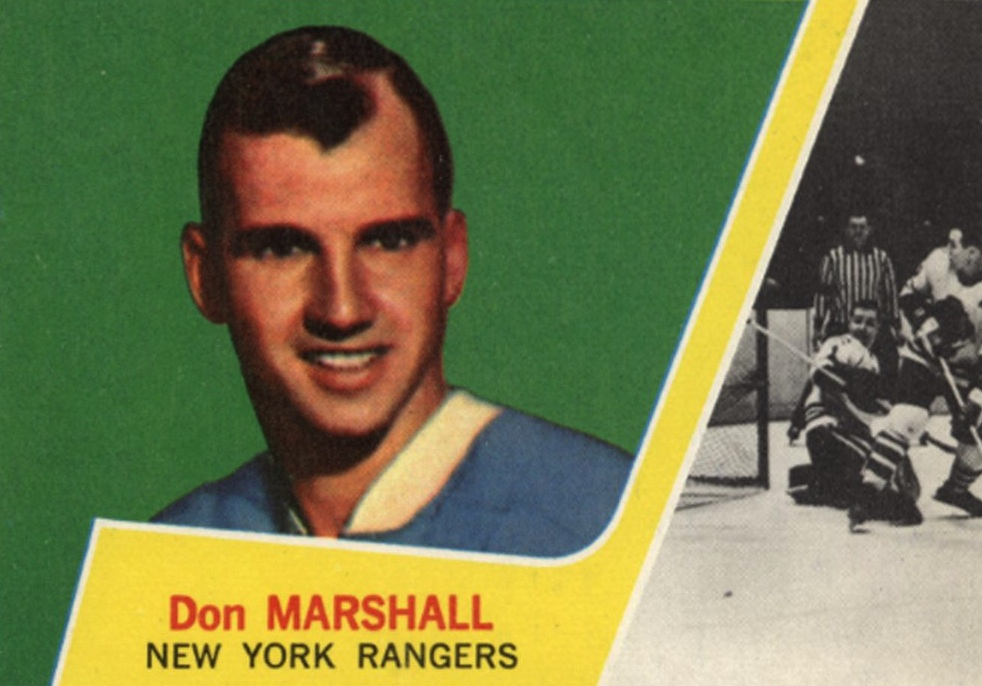
Дон Маршалл

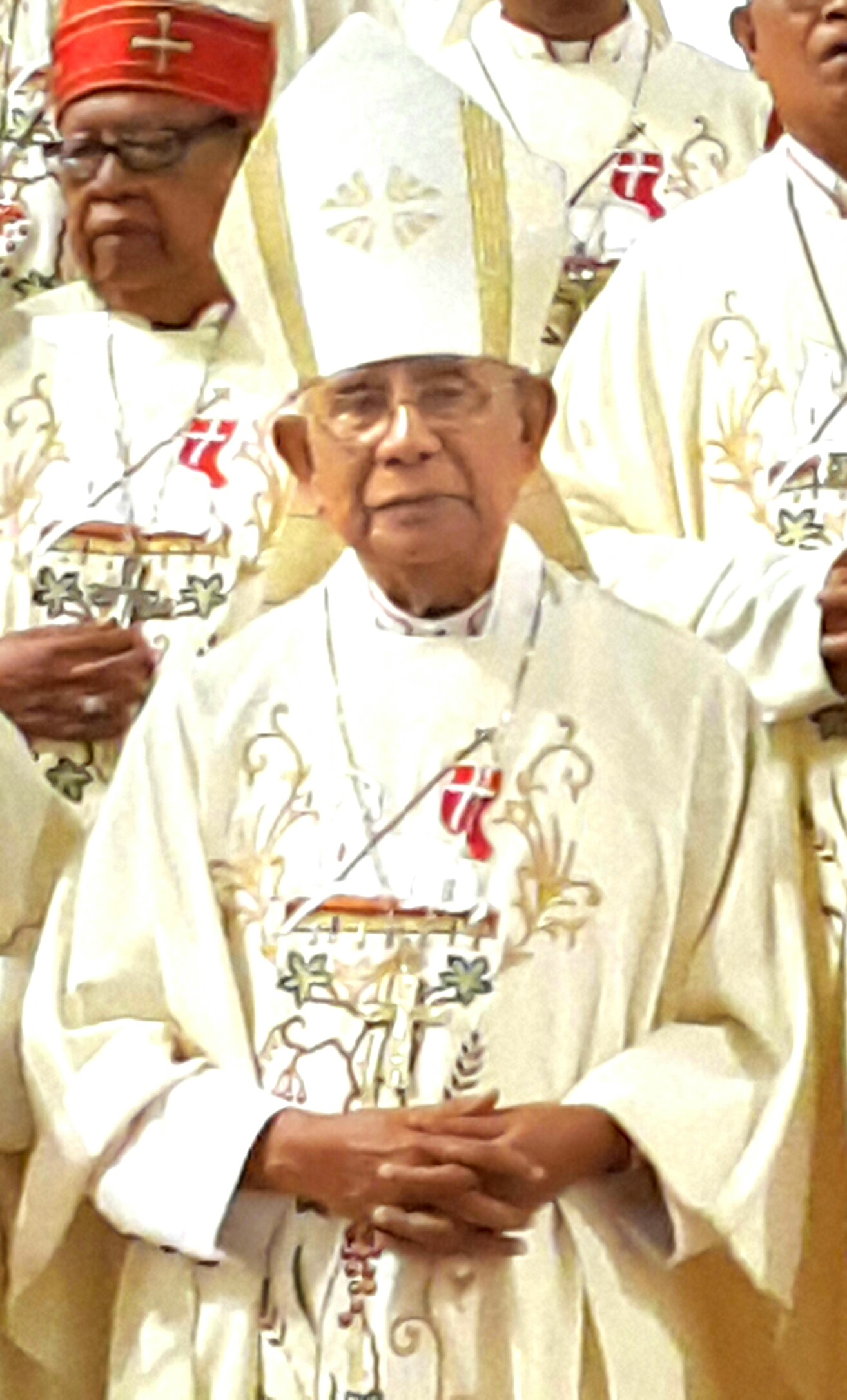
Герульфус Парейра

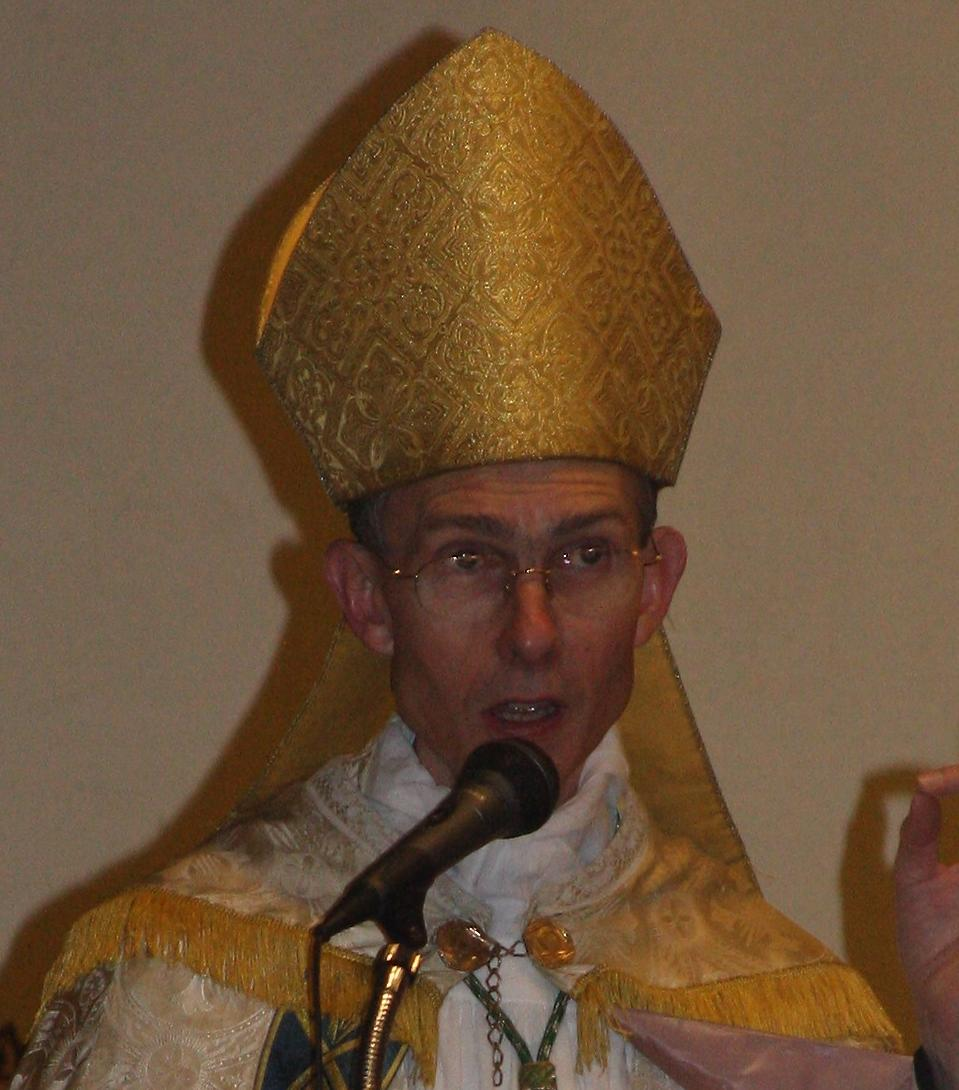
Бернар Тиссье де Малере

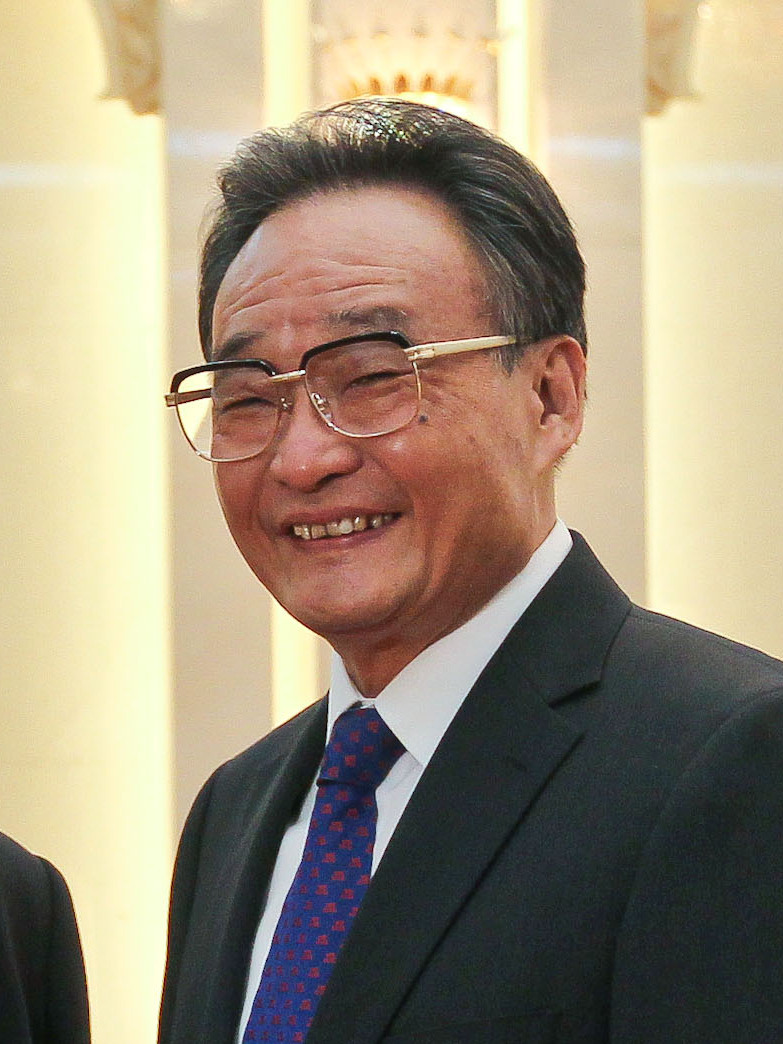
У Банго

- Джонсон, Тимоти Питер (77) — американский политик, член Палаты представителей (1987—1997) и сенатор (1997—2015)[265].
- Енин, Артём Валерьевич (48) — российский футболист и футбольный тренер, игрок национальной сборной[266].
- Жоб (96) — швейцарский художник и автор комиксов[267].
- Кириллов, Николай Кириллович (76) — советский и российский ветеринар и животновод[268].
- Левандовский, Ежи (65) — польский физик-теоретик[269].
- Маршалл, Дон (92) — канадский хоккеист («Монреаль Канадиенс», «Нью-Йорк Рейнджерс»)[270].
- Морозова, Наталья Владимировна (94) — советская гребчиха академического стиля, чемпионка Европы (1954, 1955)[271].
- Парейра, Герульфус Херубим (83) — индонезийский католический прелат, епископ Веетебулы (1985—2008) и Маумере (2008—2018)[272].
- Петренко, Алексей Васильевич (90) — работник советского морского флота, Герой Социалистического Труда (1982)[273].
- Пластун, Владимир Никитович (86) — советский и российский востоковед[274].
- Тиссье де Малере, Бернар (79) — французский католический прелат, вспомогательный епископ FSSPX (с 1988)[275].
- У Банго (83) — китайский партийный и государственный деятель, председатель Постоянного комитета Всекитайского собрания народных представителей (2003—2013)[276].

## 7 октября

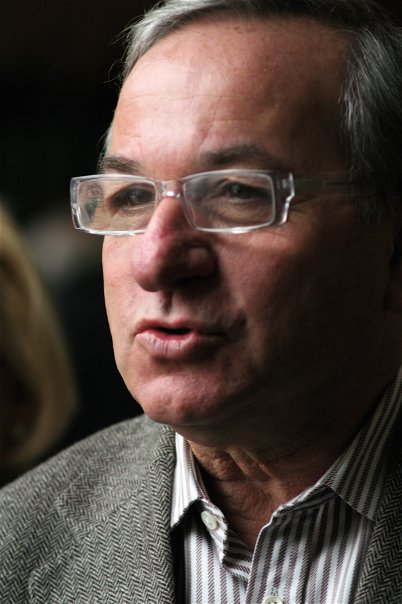
Клод Жеверк

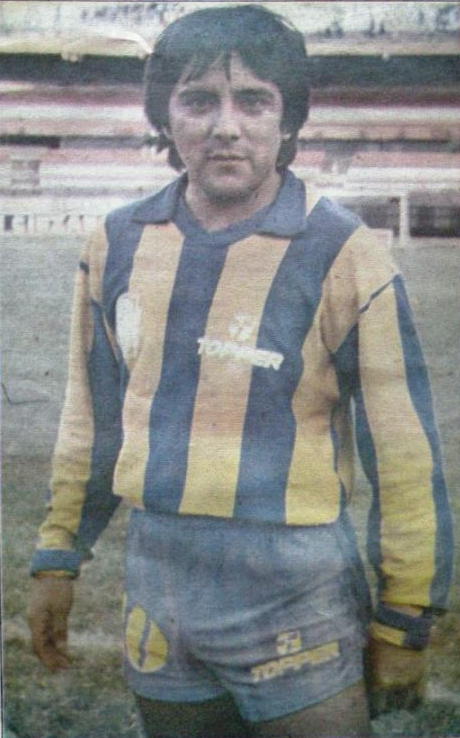
Омар Пальма

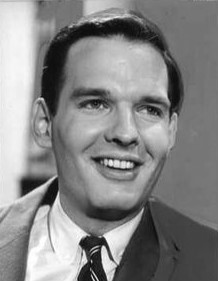
Николас Прайор

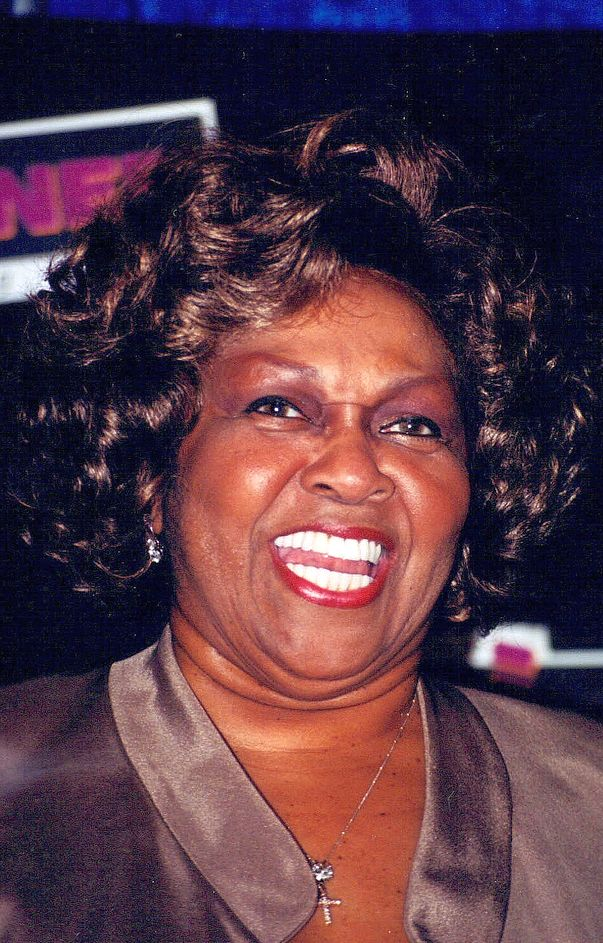
Сисси Хьюстон

- Андронов, Иона Ионович (90) — советский и российский журналист-международник, репортёр, писатель, сценарист, народный депутат РСФСР/РФ (1990—1993)[277].
- Драчёв, Олег Иванович (82) — советский и российский инженер, заслуженный деятель науки Российской Федерации (2007)[278].
- Дю Клозель, Амори[фр.] (68) — французский композитор и дирижёр[279].
- Жеверк, Клод (77) — французский политик[280].
- Крючков, Александр Михайлович (80) — советский и российский актёр, заслуженный артист РСФСР (1982)[281].
- Кутан, Реджаи[тур.] (94) — турецкий государственный деятель, министр энергетики и природных ресурсов (1996—1997)[282].
- Пальма, Омар (66) — аргентинский футболист и тренер[283].
- Понти, Джек[англ.] (66) — американский музыкант, автор песен и продюсер[284].
- Прайор, Николас (89) — американский актёр[285].
- Сигал, Лора[англ.] (96) — американская писательница и переводчица[286].
- Сташкив, Богдан Михайлович[укр.] (67) — украинский певец, народный артист Украины (1999); ДТП[287].
- Султан ибн Мухаммед Аль Кабир[араб.] (70) — саудовский принц и бизнесмен[288].
- Томчук, Пётр Михайлович (90) — украинский физик-теоретик, член-корреспондент НАН Украины (2000)[289].
- Хьюстон, Сисси (91) — американская поп-певица, двукратная обладательница премии «Грэмми» (1997, 1999), мать Уитни Хьюстон[290].
- Чамли, Хью, 5-й барон Деламер (90) — британский аристократ и политик, член Палаты лордов (1979—1999)[291].
- Эйе, Харальд Арнльот[норв.] (89) — норвежский химик[292].
- Эмра, Тахир (86) — косовско-албанский художник[293].

## 6 октября

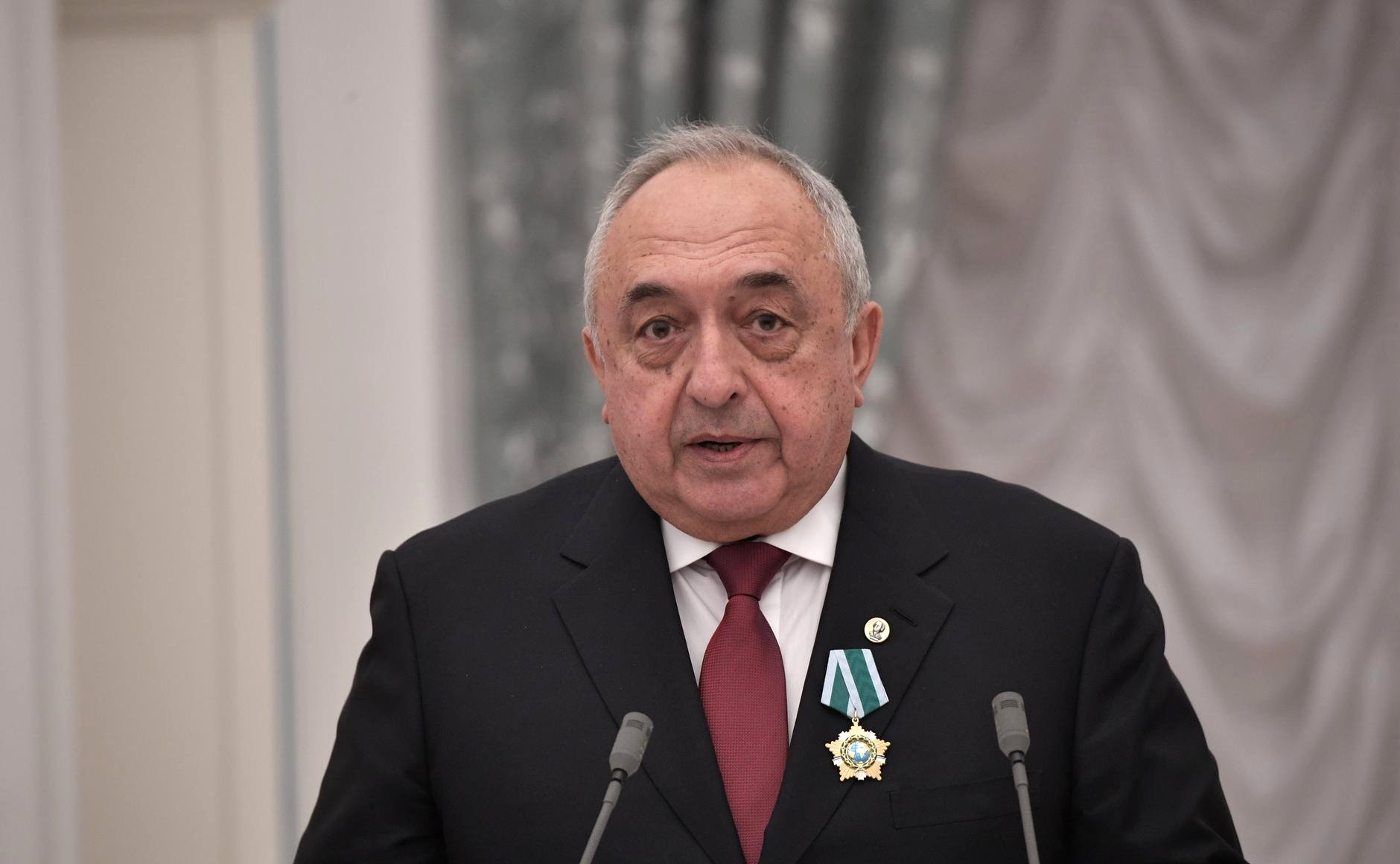
Ренат Акчурин

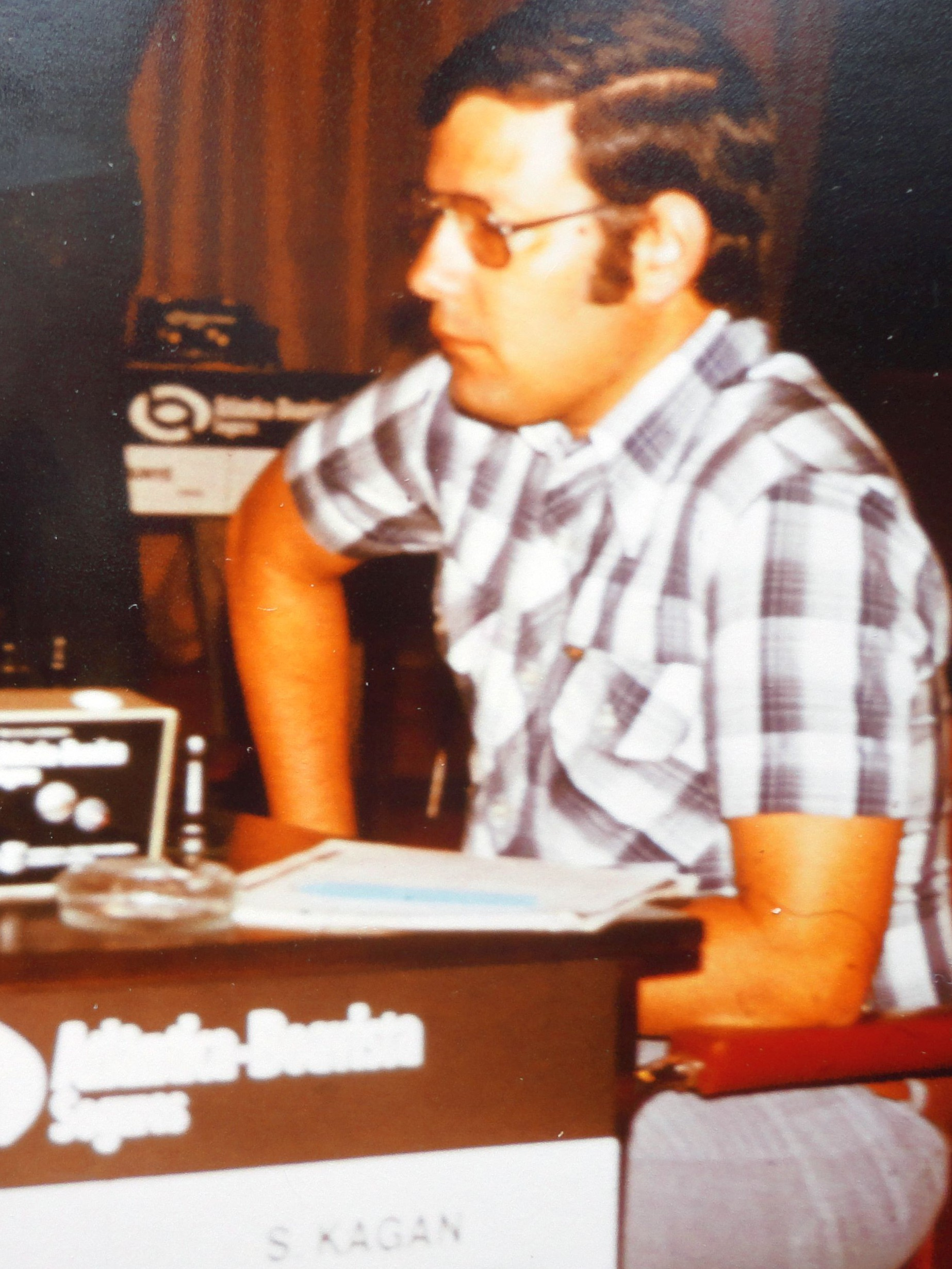
Шимон Каган

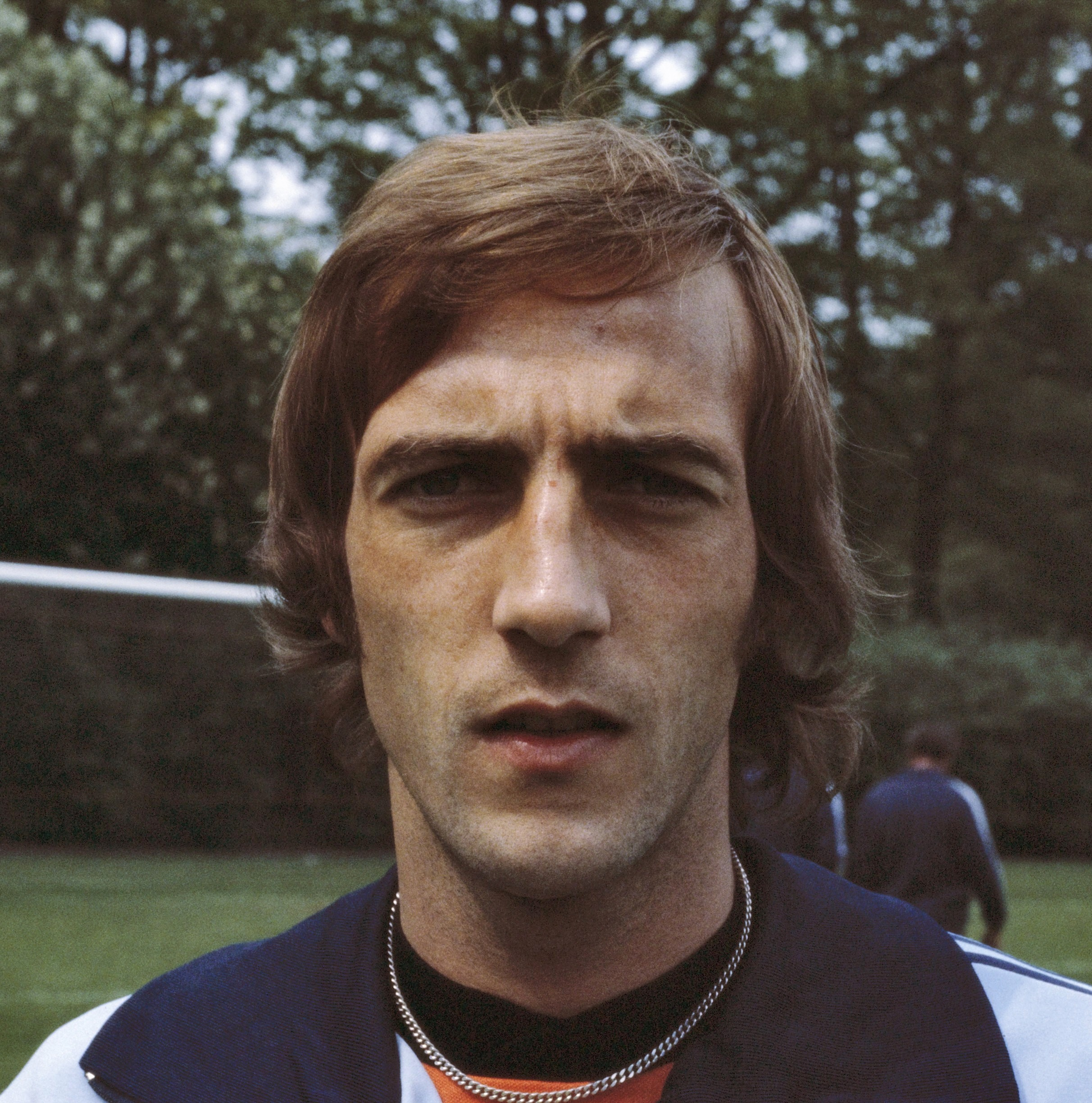
Йохан Нескенс

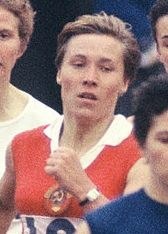
Лайне Эрик

- Акчурин, Ренат Сулейманович (78) — советский и российский кардиохирург, академик РАМН (2000—2013), академик РАН (2011)[294].
- Аникеев, Анатолий Васильевич (85) — советский и российский государственный и политический деятель, начальник главного управления кадров — заместитель министра МВД СССР (1986—1988), начальник Политического управления — заместитель министра МВД СССР (1988—1990), народный депутат РСФСР/РФ (1990—1993)[295].
- Бетт, Кипьегон[англ.] (26) — кенийский бегун, серебряный (2017) и бронзовый (2017) призёр чемпионатов мира[296].
- Бокий, Григорий Петрович (95) — советский механизатор, Герой Социалистического Труда (1971)[297].
- Брахо, Сефедин (71) — албанский футболист, игрок национальной сборной[298].
- Валент, Гейза[чеш.] (71) — чехословацкий метатель диска, бронзовый призёр чемпионата мира (1983)[299].
- Данези, Эмо[итал.] (89) — итальянский политик, член палаты депутатов (1976—1983)[300].
- Кабаков, Зотей Константинович (81) — российский учёный в области математического моделирования металлургических процессов[301].
- Каган, Шимон (82) — израильский шахматист[302].
- Нескенс, Йохан (73) — нидерландский футболист и тренер[303].
- Эрик, Лайне (82) — советская бегунья на средние дистанции, участница Олимпийских игр (1964, 1968)[304].

## 5 октября

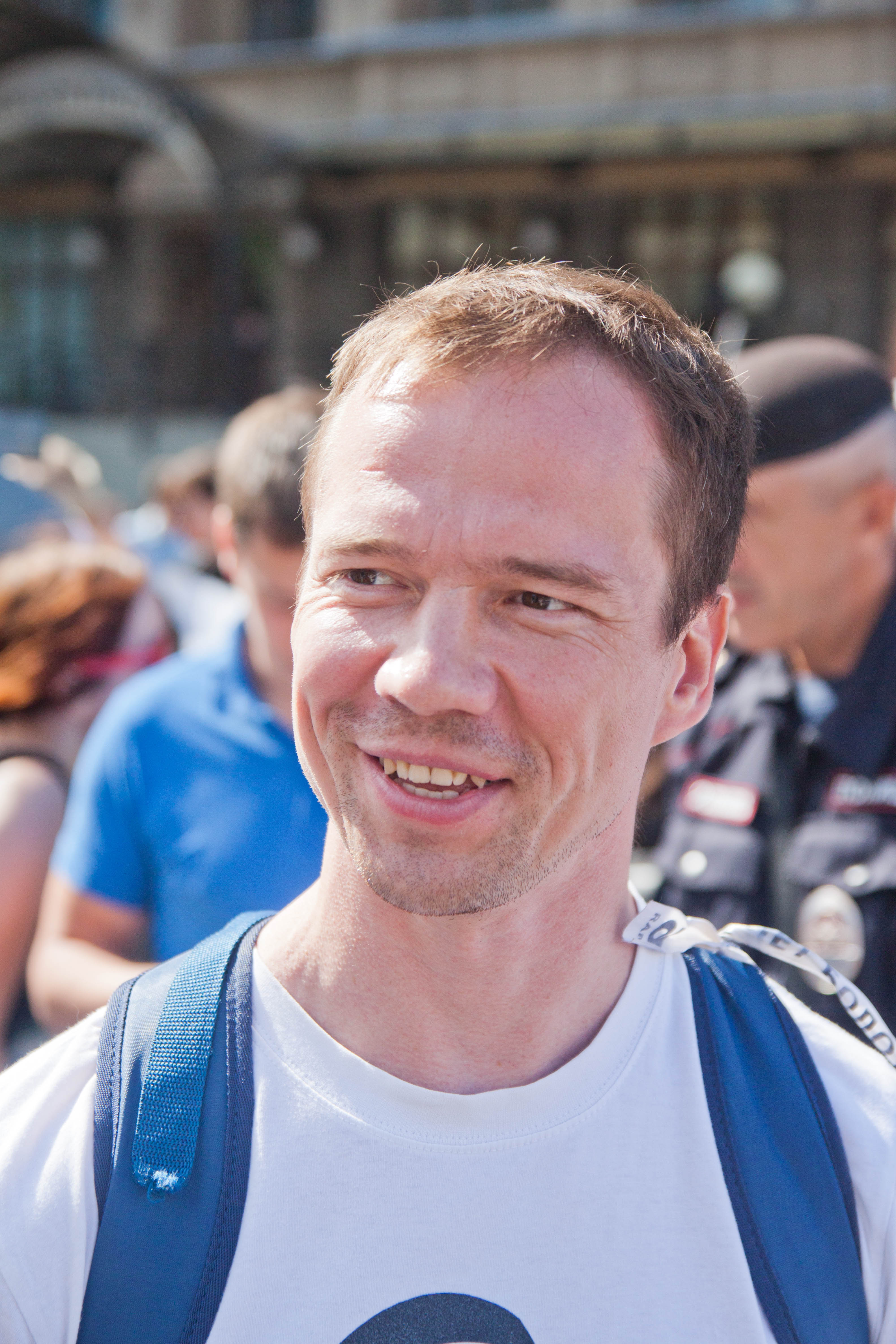
Ильдар Дадин

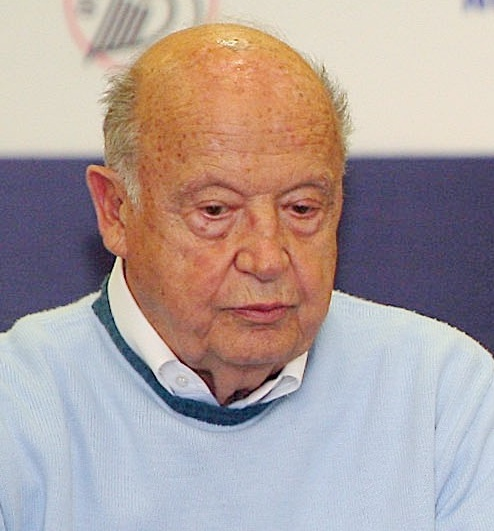
Мимис Плессас

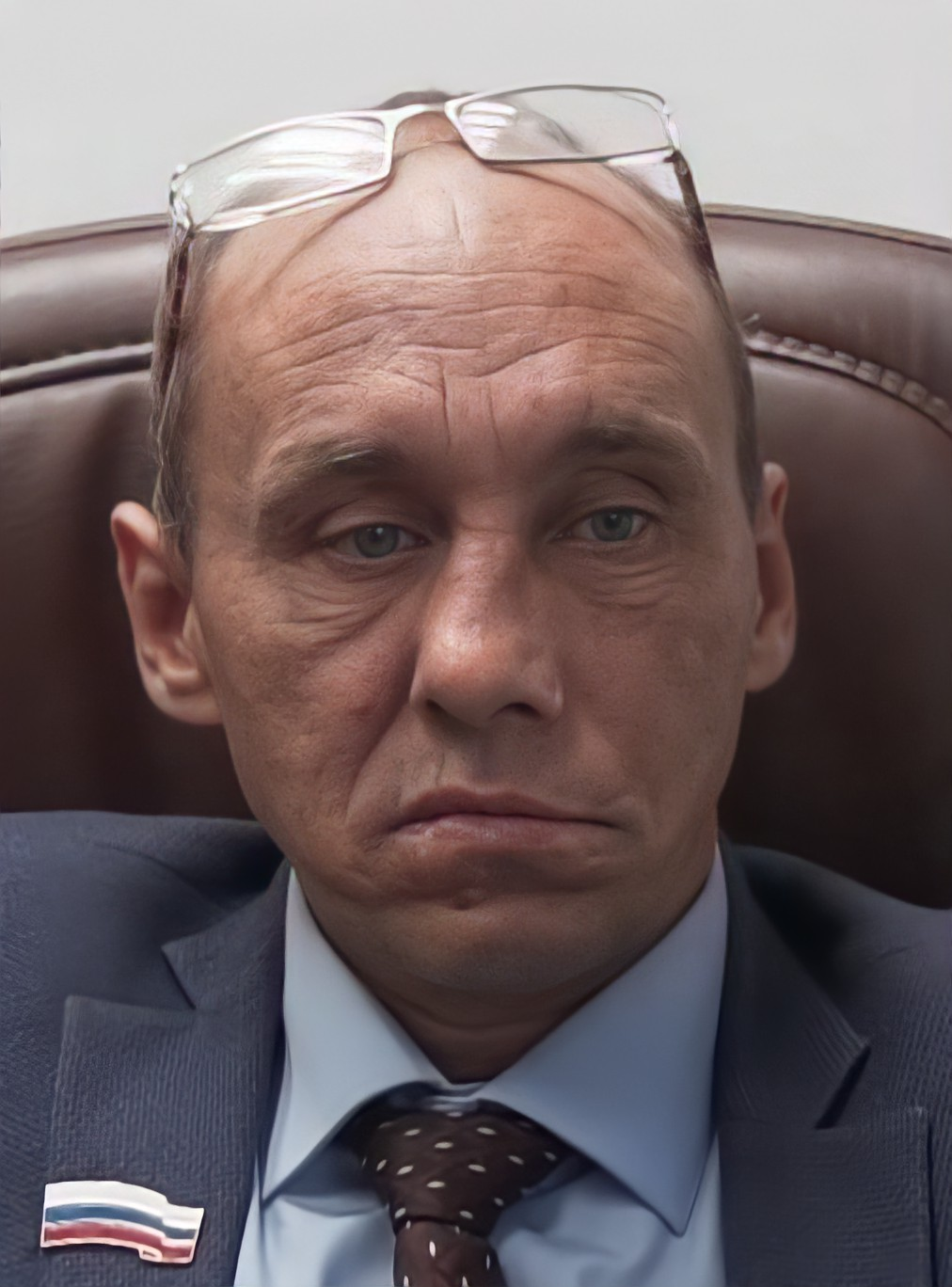
Андрей Неретин

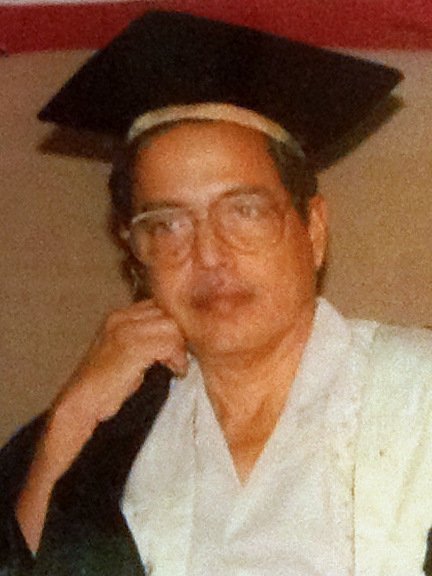
Бадруддоза Чоудхури

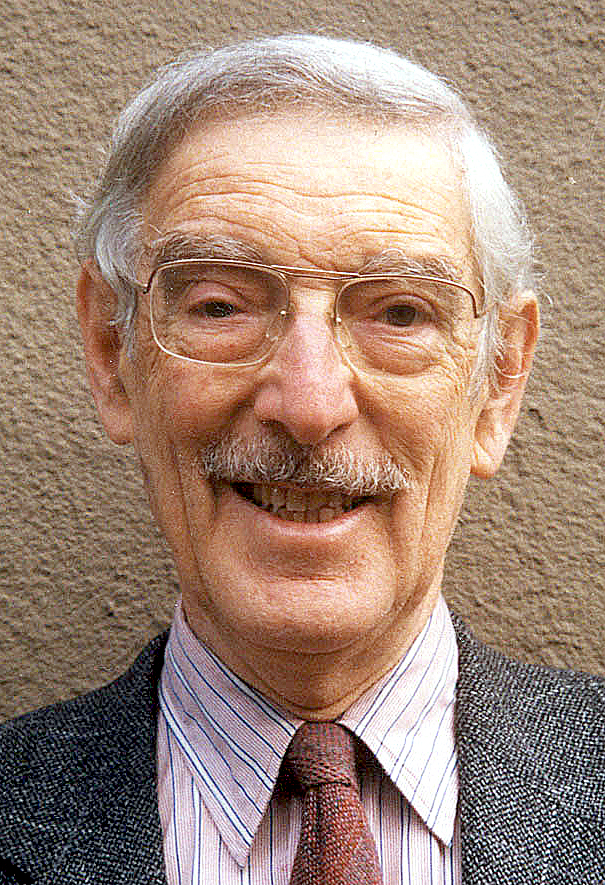
Брюс Эймс

- Бассо, Самми[итал.] (28) — итальянский биолог и писатель[305].
- Беледин, Артур Власович (83) — советский и российский тренер по лыжным гонкам, заслуженный тренер РСФСР (1991)[306].
- Давлетов, Андрей Эуфэтович (50) — российский хоккеист и тренер[307].
- Дадин, Ильдар Ильдусович (42) — российский оппозиционный гражданский активист и украинский военный, участник российско-украинской войны; погиб в бою[308].
- Дарвилл, Тимоти Чарльз[англ.] (66) — британский археолог[309].
- Колодяжный, Олег Иванович (82) — украинский химик, член-корреспондент НАН Украины (2012)[310].
- Куликов, Александр Сергеевич (88) — советский и российский архитектор, заслуженный архитектор РСФСР (1985)[311].
- Ламчарки, Наима[араб.] (81) — марокканская актриса[312].
- Лейч, Александр, барон Лейч[англ.] (76) — британский бизнесмен и политик, пожизненный пэр, член Палаты лордов (с 2004)[313].
- Лязгина, Тамара Макаровна (83) — советская и российская артистка цирка, заслуженная артистка РСФСР (1978)[314].
- Мартинес-и-Эрнандес, Ифихения[исп.] (99) — мексиканская политическая деятельница, депутат парламента, сенатор[315].
- Неретин, Андрей Александрович (48) — российский актёр, игравший Виталия Наливкина[316].
- Пискунов, Владимир Венедиктович (83) — советский государственный и партийный деятель, российский предприниматель, депутат Верховного Совета СССР (1984—1989)[317].
- Плессас, Мимис (99) — греческий композитор и пианист[318].
- Самойлов, Максим Сергеевич (43) — российский футболист и тренер[319].
- Сикымбаева, Гульнара Ермековна (63) — казахстанская певица, заслуженная артистка Казахстана[320].
- Тохтасынов, Толен Мухамедиевич (61) — казахстанский политический деятель, депутат Мажилиса (2000—2004)[321].
- Чоудхури, Бадруддоза (93) — бангладешский государственный деятель, президент (2001—2002)[322].
- Эймс, Брюс (95) — американский биохимик, член НАН США (1972)[323].
- Яйщок, Кордиан[пол.] (74) — польский хоккеист, участник Олимпийских игр (1976)[324].

## 4 октября

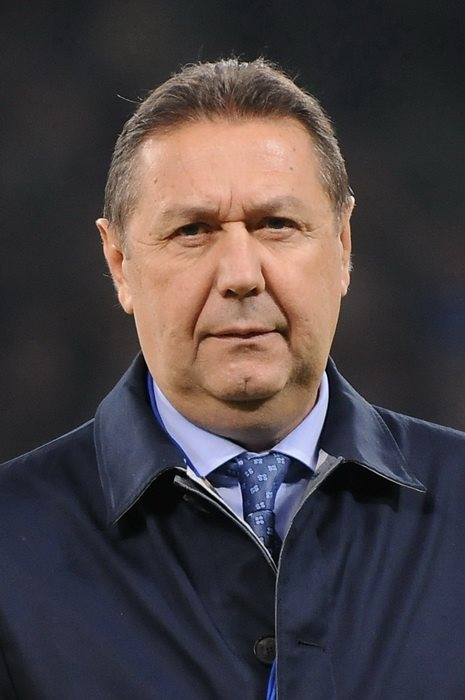
Анатолий Коньков

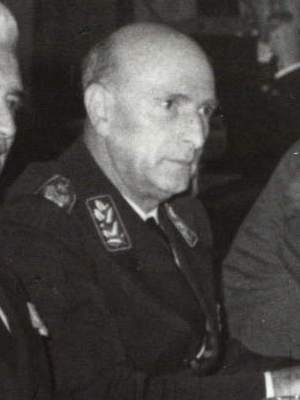
Петар Матич

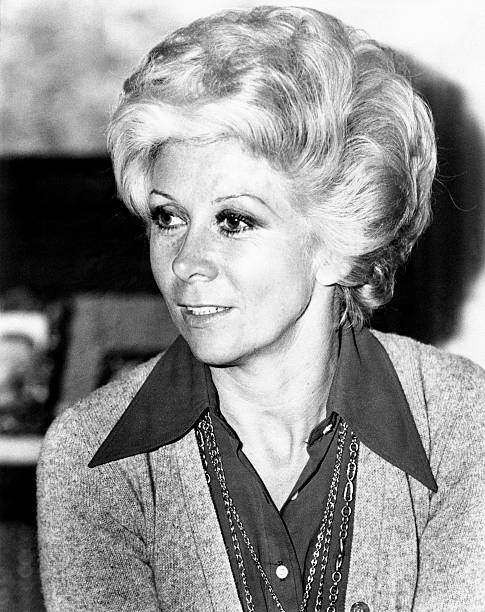
Леа Периколи

- Аткинс, Лия Роулс[англ.] (89) — американская спортсменка и историк, чемпионка мира по водным лыжам (1953)[325].
- Аффлек, Иэн[англ.] (72) — канадский физик, член Лондонского королевского общества (2010)[326].
- Восканьянц, Марина Константиновна (90) — советский и российский художник-мультипликатор, заслуженный художник Российской Федерации (2013)[327].
- Гиземан, Вилли (87) — западногерманский футболист, игрок национальной сборной[328].
- Гимарайнш, Даниэл[англ.] (37) — бразильский футболист[329].
- Кейрос, Эмилиано[порт.] (88) — бразильский актёр[330].
- Кэнди, Самсон[англ.] (53) — кенийский стайер, победитель Хоккайдского марафона (2002) и Венского марафона (2004); убит[331].
- Коньков, Анатолий Дмитриевич (75) — советский и украинский футболист и футбольный тренер, игрок сборной СССР, главный тренер сборной Украины (1995), президент Украинской ассоциации футбола (2012—2015)[332].
- Матич, Петар (104) — югославский партизан Второй мировой войны, последний остававшийся в живых Народный герой Югославии (1951)[333].
- Мендоса, Лурдес[исп.] (66) — перуанский политик, второй вице-президент Перу (2006—2011)[334].
- Мольга, Ежи[пол.] (91) — польский актёр[335].
- Папорова, Татьяна Васильевна (82) — советский и российский сценарист, главный редактор «Союзмультфильма» (с 2006)[336].
- Перес, Марлон[исп.] (48) — колумбийский велогонщик, участник Олимпийских игр (1996, 2000, 2004); убит[337].
- Периколи, Леа (89) — итальянская теннисистка[338].
- Хазом, Хазом (76) — израильский футболист[339].
- Хендерсон, Джон[англ.] (91) — канадский хоккеист («Бостон Брюинз»)[340].

## 3 октября

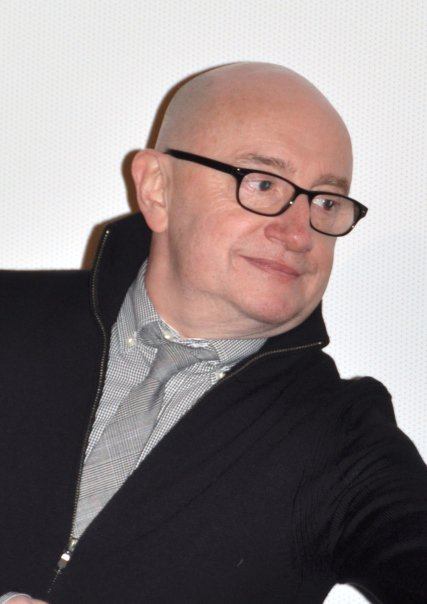
Мишель Блан

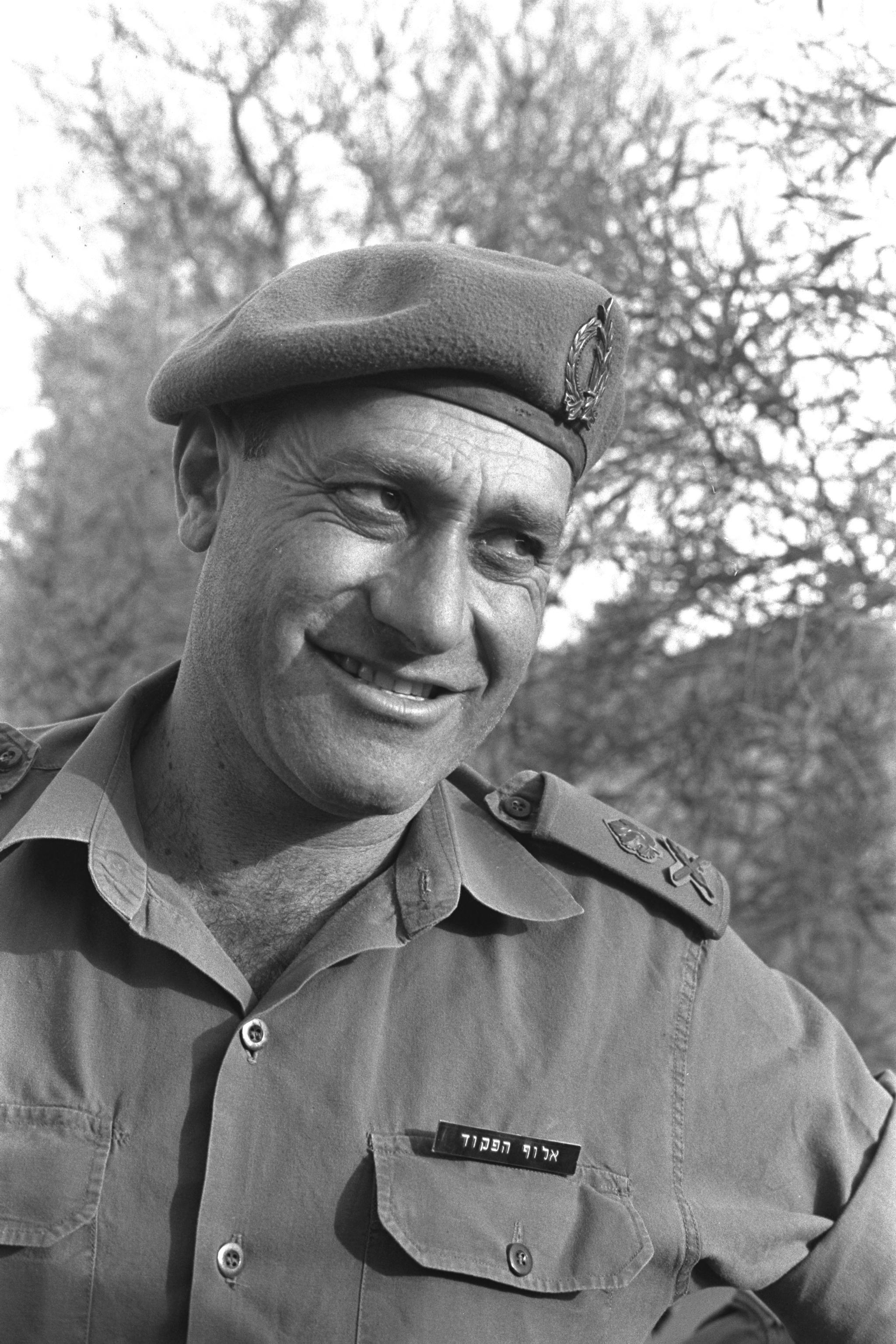
Йешаяху Гавиш

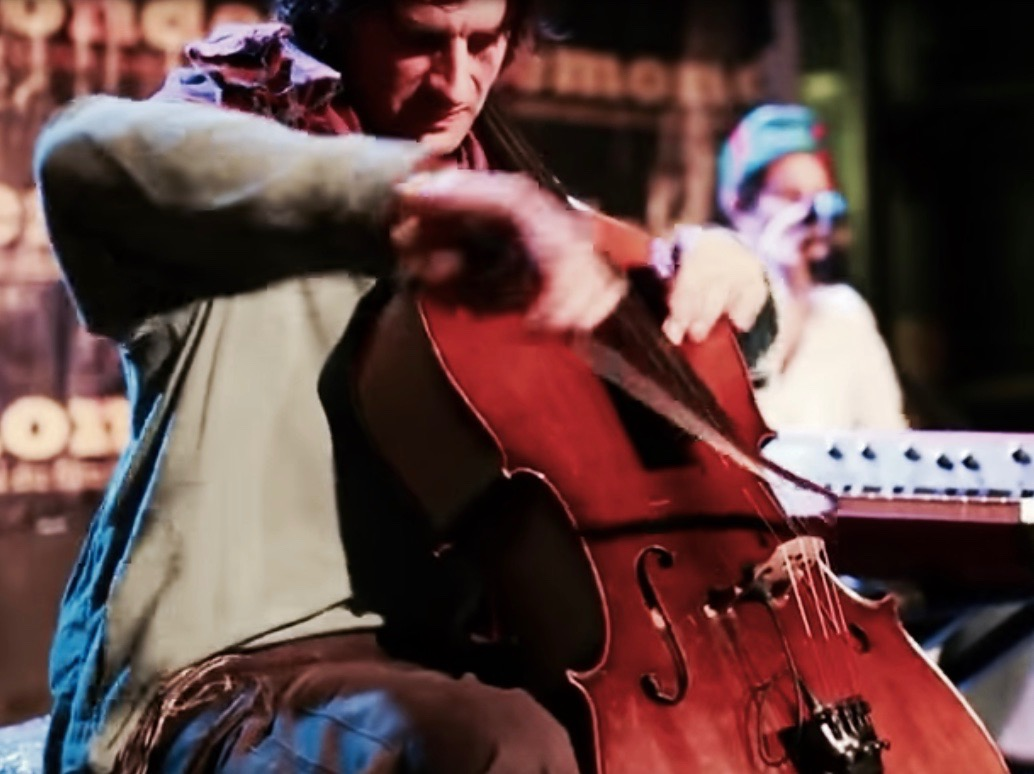
Зигфрид

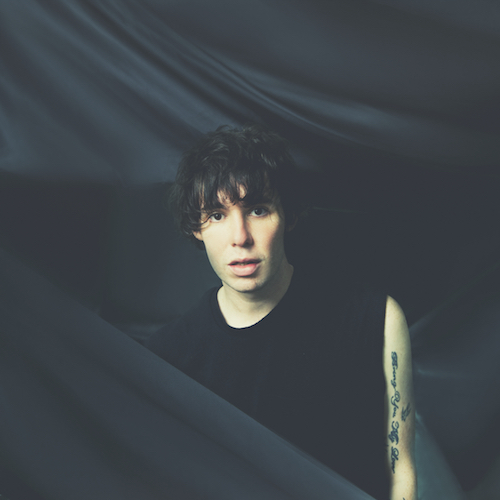
Джек Колвелл

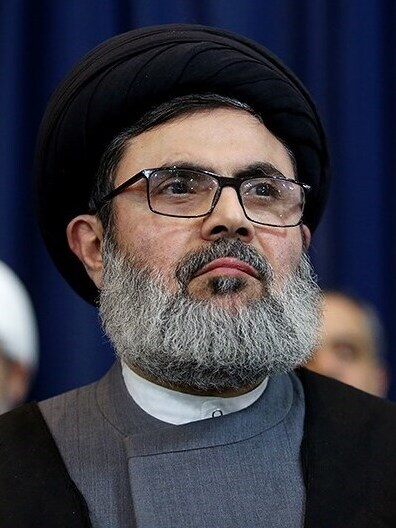
Хашим Сафи ад-Дин

- Блан, Мишель (72) — французский актёр, режиссёр и сценарист[341].
- Брага, Роберту Сатурнину[порт.] (93) — бразильский политический деятель, мэр Рио-де-Жанейро (1986—1989), депутат Палаты депутатов (1963—1967, 1968), сенатор (1975—1986)[342].
- Бросас, Карлос[англ.] (68) — филиппинский пловец, участник Олимпийских игр (1972)[343].
- Бугаёв, Александр Степанович (77) — советский и российский физик, академик РАН (2000)[344].
- Бьорклунд, Терье[норв.] (79) — норвежский композитор и пианист[345].
- Гавиш, Йешаяху (99) — израильский генерал[346].
- Зигфрид (51) — французский кинорежиссёр и музыкант[347].
- Колвелл, Джек (34) — австралийский певец и автор песен[348].
- О’Рурк, Мэри[англ.] (87) — ирландский политик, сенатор (1981—1982, 2002—2007)[349].
- Сафи ад-Дин, Хашим (60) — ливанский политический деятель, один из лидеров организации «Хезболла»; убит[350].
- Фальзон, Лино[англ.] (83) — мальтийский футболист, игрок национальной сборной[351].

## 2 октября

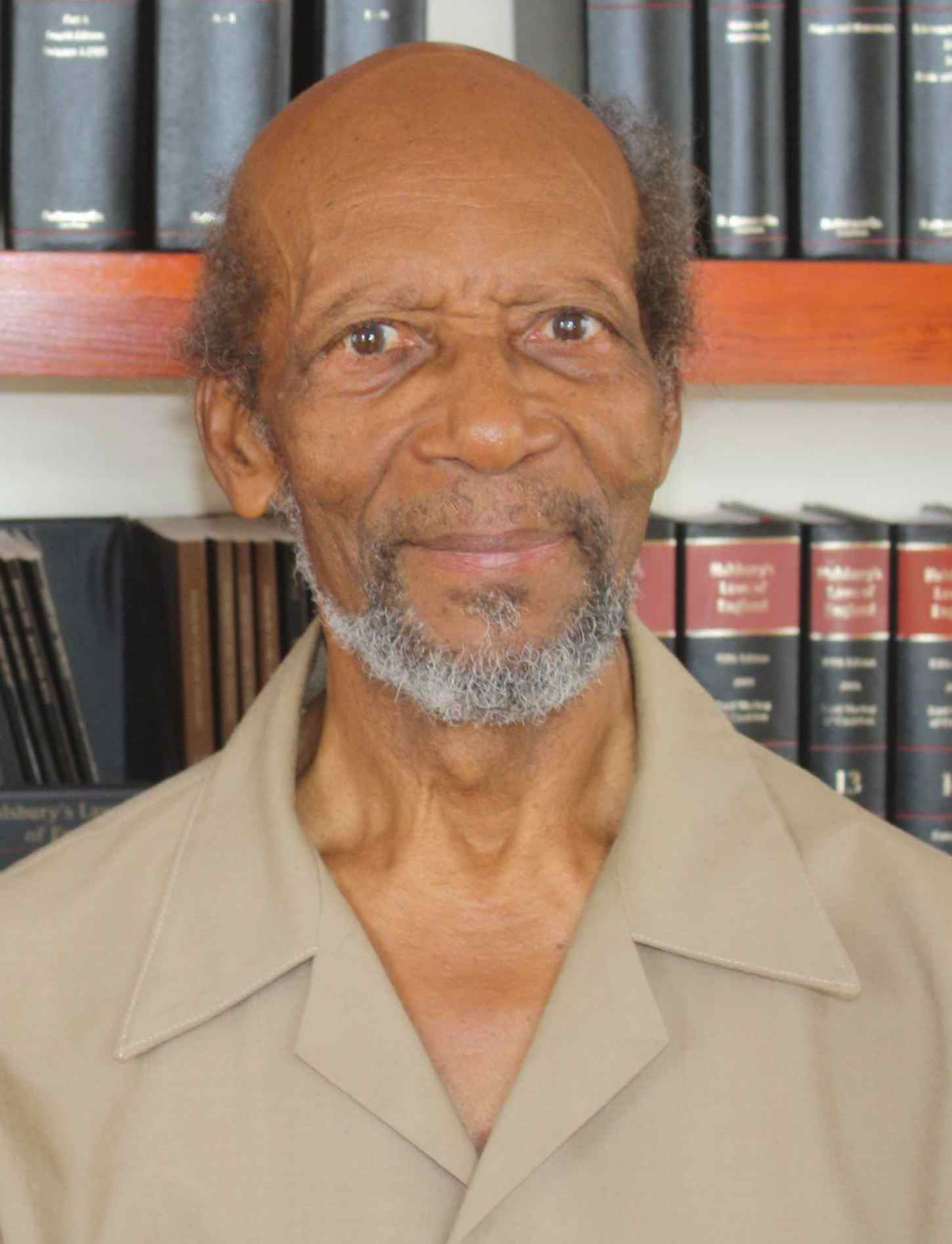
Дэниел Уильямс

- Аусли, Герман[англ.] (79) — британский политик, член Палаты лордов (2001—2019)[352].
- Борисёнок, Борис Васильевич (90) — советский и белорусский актёр, заслуженный артист Белорусской ССР (1969)[353].
- Джадама, Моду (30) — гамбийский футболист[354].
- Звингина, Джонатан (70) — нигерийский политический деятель, сенатор (1999—2007)[355].
- Исаева, Фия Абдулбариевна (86) — советский и таджикский лингвист, востоковед-арабист[356].
- Кембер, Джеральд[англ.] (78) — новозеландский регбист, игрок национальной сборной[357].
- Льюис, Мэттью[англ.] (94) — американский фотожурналист, лауреат Пулитцеровской премии (1975)[358].
- Никитина, Серафима Евгеньевна (86) — советский и российский лингвист[359].
- Омирали, Нышан Елубайулы (31) — казахстанский тхэквондист-паралимпиец, чемпион мира (2014, 2017); ДТП[360].
- Сироне, Джейсон[англ.] (53) — итальянский хоккеист, участник Олимпийских игр (2006)[361].
- Схрёдер, Мартин[нидерл.] (93) — нидерландский пилот и бизнесмен, основатель авиакомпании Martinair[362].
- Томей, Франсиско[исп.] (78) — испанский политик, сенатор (1986—1989, 1993—2000), депутат Конгресса депутатов (1989—1993)[363].
- Уильямс, Дэниел (88) — гренадский государственный деятель, генерал-губернатор (1996—2008)[364].
- Федоровская, Людмила Борисовна (69) — российский искусствовед, член-корреспондент РАХ (2019)[365].
- Хак, Марисса[индон.] (61) — индонезийская актриса и политический деятель, депутат Совета народных представителей (2004—2006)[366].
- Хакимов, Мидхат Гайнанович (84) — российский политик, депутат Государственной думы (2000—2003)[367].
- Хеннинг, Рюдигер[нем.] (80) — западногерманский гребец, чемпион Олимпийских игр (1968)[368].

## 1 октября

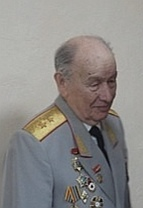
Пётр Гусев

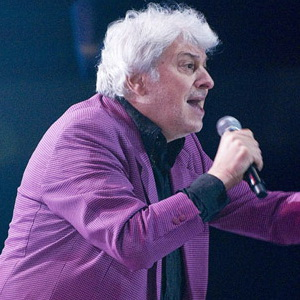
Вячеслав Добрынин

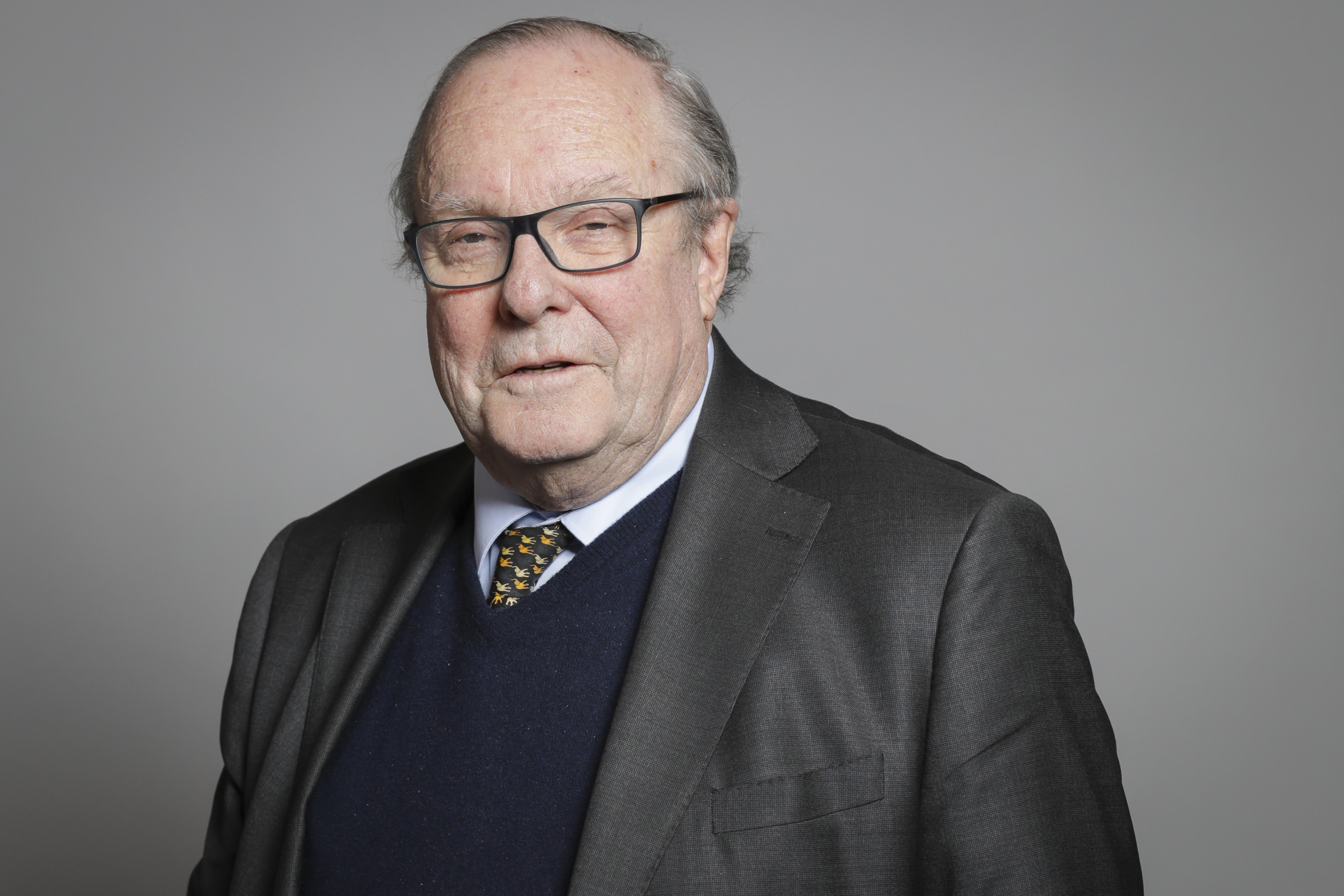
Майкл Керр, 13-й маркиз Лотиан

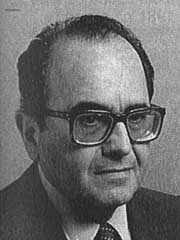
Франческо Мерлони

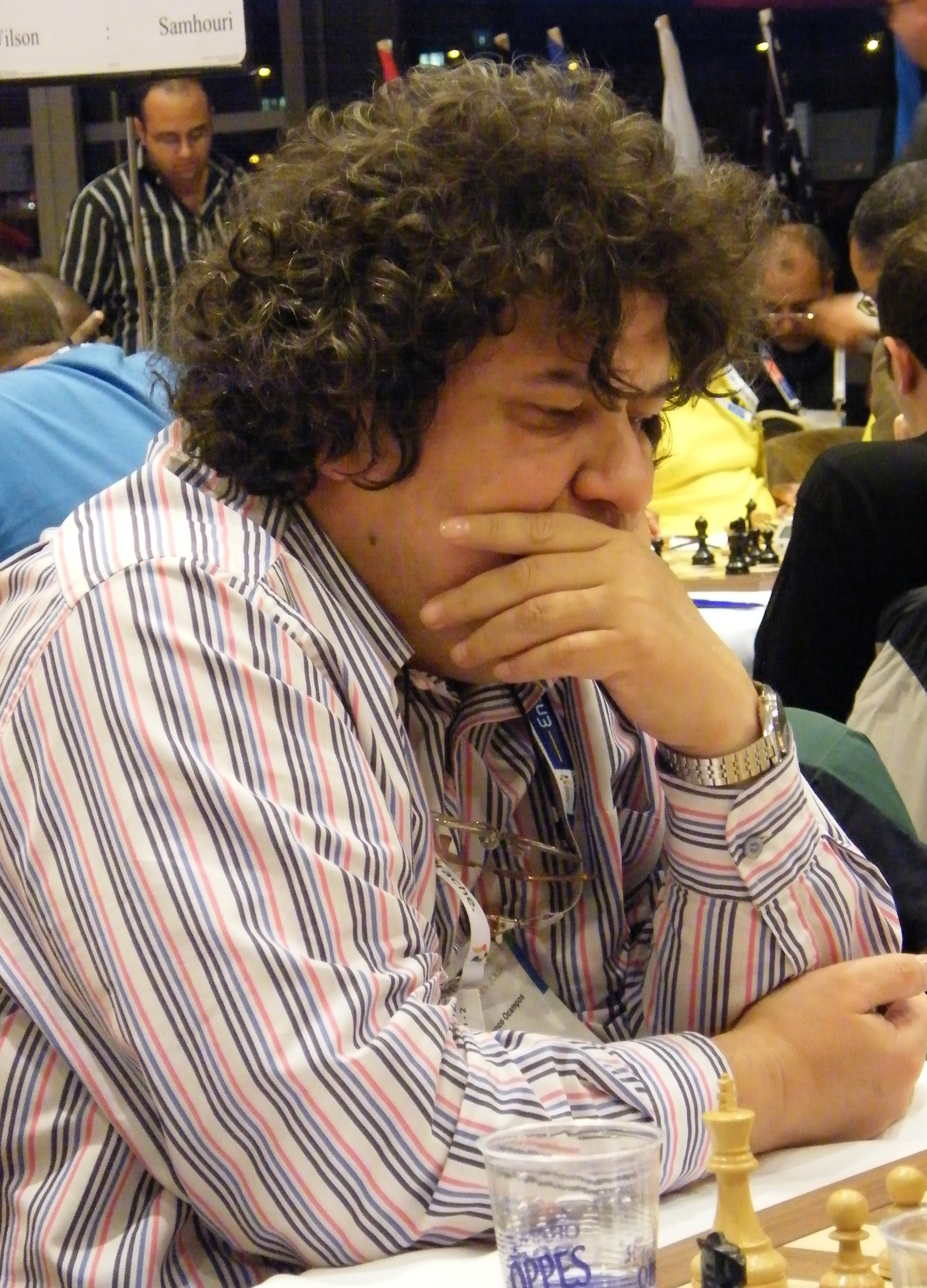
Сенон Франко Окампос

- Аникин, Николай Григорьевич (89) — советский партийный и государственный деятель, председатель Сургутского горисполкома (1979—1981), первый секретарь Сургутского горкома КПСС (1981—1990)[369].
- Громов, Василий Петрович (88) — российский дипломат, посол в Чили (1992—1996) и Бразилии (1999—2004)[370].
- Гусев, Пётр Иванович (92) — советский военачальник, начальник штаба — первый заместитель командующего войсками ПрикВО (1984—1987), генерал-лейтенант (1979)[371].
- Дабберт, Штефан[нем.] (66) — немецкий экономист, ректор Гогенгеймского университета (c 2012)[372].
- Добрынин, Вячеслав Григорьевич (78) — советский и российский композитор, эстрадный певец, народный артист Российской Федерации (1996)[373].
- Керр, Майкл, 13-й маркиз Лотиан (79) — британский аристократ и политический деятель, член Палаты общин (1974, 1979—1987, 1992—2010) и Палаты лордов (с 2010)[374].
- Кустодио Машадо, Денилсон (81) — бразильский футболист, игрок национальной сборной[375].
- Мерлони, Франческо (99) — итальянский инженер и политик, сенатор (1972—1976, 1992—1994), министр общественных работ (1992—1994)[376].
- Оливарес, Луис[исп.] (84) — чилийский футболист («Универсидад Католика»), двукратный чемпион страны (1961, 1966)[377].
- Пергамент, Михаил Иосифович (94) — советский и российский физик, заслуженный деятель науки Российской Федерации (1996)[378].
- Тртик, Растислав[чеш.] (63) — чешский гандболист, тренер национальной сборной (2002—2005, 2021—2022)[379].
- Тянь Чжаоу[кит.] (97) — китайский электрохимик, член КАН (1980)[380].
- Франко Окампос, Сенон (68) — парагвайский и испанский шахматист, гроссмейстер (1990)[381].